# Historia de Borgoña

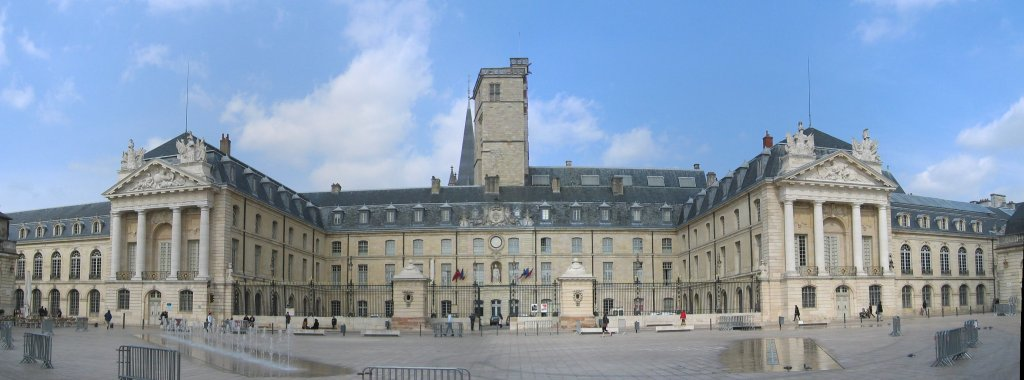
El palacio de los duques y los estados de Borgoña de Dijon, residencia de los duques de Borgoña.

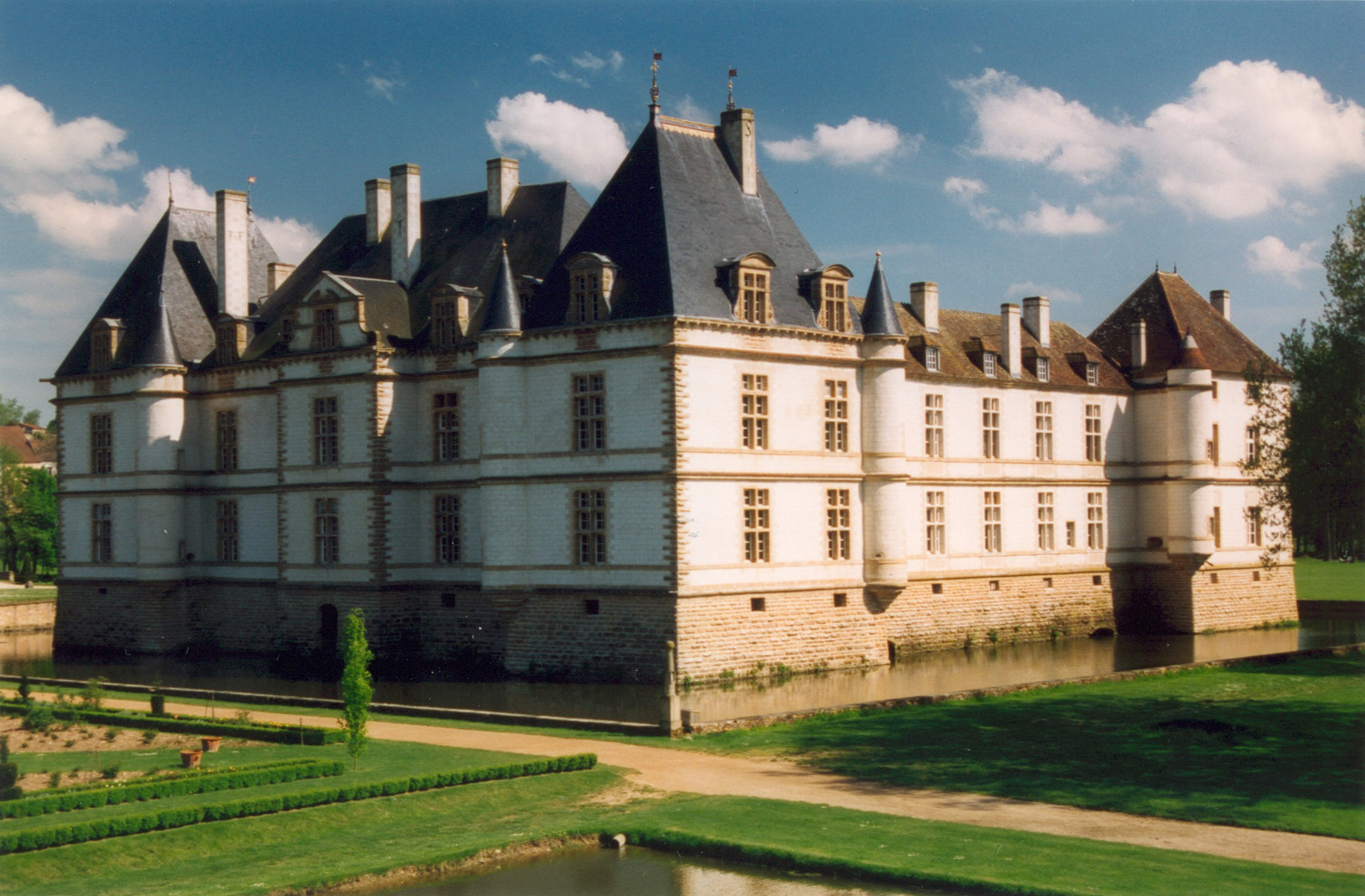
Le Château de Cormatin en Saona y Loira

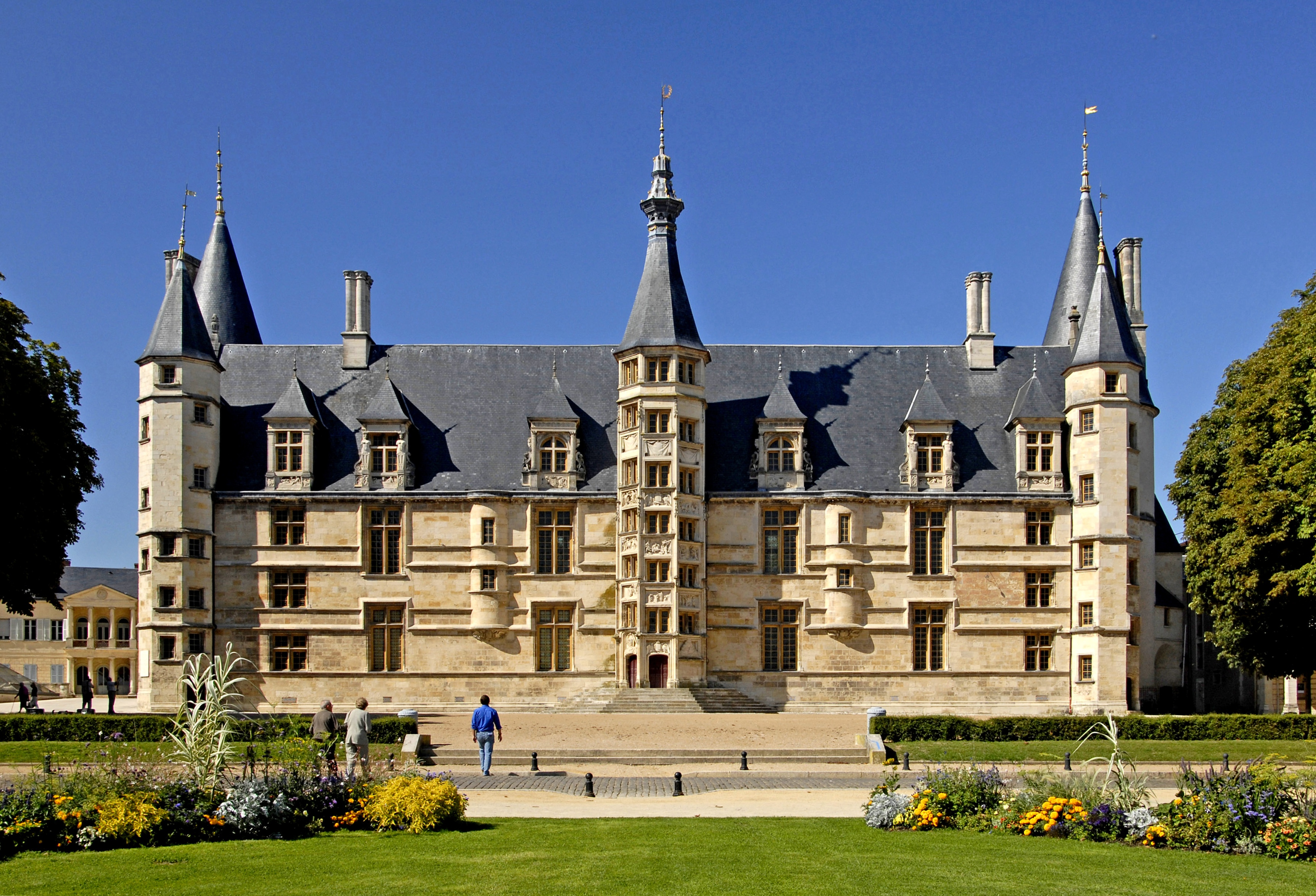
Palacio ducal de Nevers

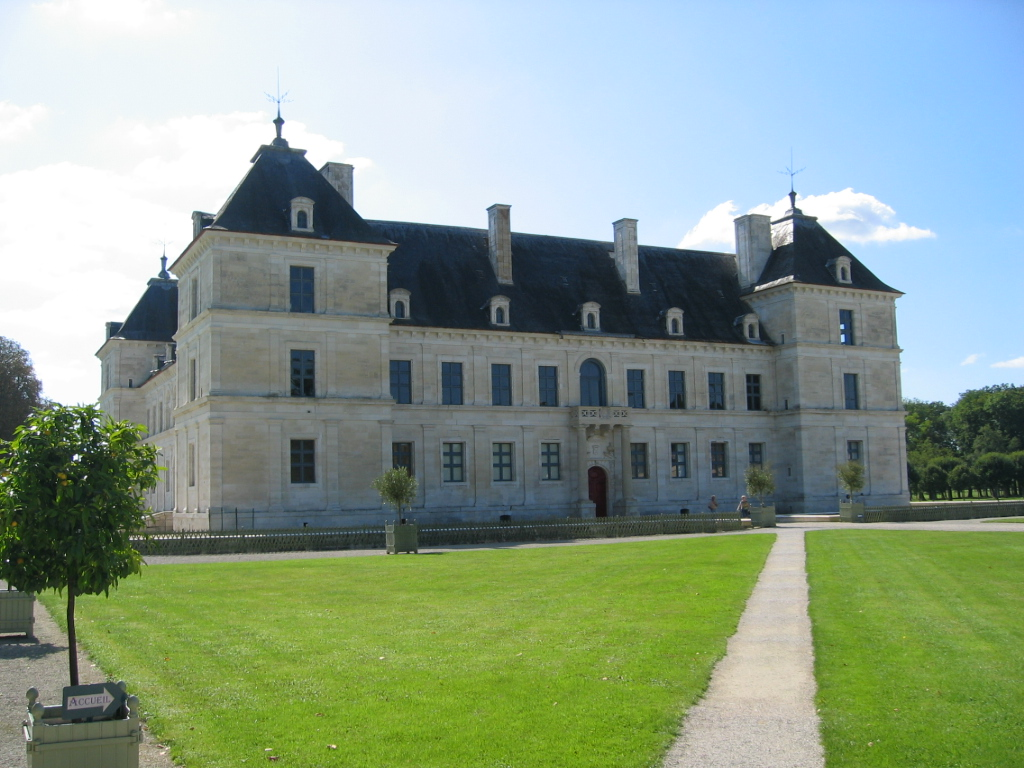
Château d'Ancy-le-Franc, en Yonne

Escudo de armas del segundo Ducado de Borgoña y más tarde de la provincia francesa de Borgoña.

Génesis de Borgoña. La región en general ocupó la mayor parte de su historia las zonas de Borgoña y Provenza del mapa, que lindaban por el oeste con Lombardía, en el norte de Italia. Sin embargo, en la época en que se extinguió la línea masculina de la casa noble homónima, las posesiones borgoñonas incluían muchas tierras en la región franca que aparece como Neustria. Después de que pasara a Felipe II de España, la zona se denominó Países Bajos españoles, en los que se produjo la revuelta holandesa en la época de la Reforma protestante.

Mapa físico de la región de Borgoña

La historia de Borgoña sigue el pasado del territorio que la antigua región administrativa francesa de Borgoña había retomado principalmente del antiguo ducado homónimo. Lo inscribe en la secuencia de los conjuntos geopolíticos que, en ese espacio y más allá, compartieron el mismo nombre.
Tierra de paso, abierta entre el norte y el sur, la región de Borgoña y sus recursos naturales han favorecido muy pronto la presencia del hombre. Desde el Homo erectus, la presencia del hombre ha sido continua en Borgoña, donde dejó abundantes vestigios. La crátera de Vix, objeto excepcional, da testimonio en particular de la presencia de las tribus celtas en el suelo de Borgoña. De Bibracte a Alesia, pasando por Autun, hay rastros de la conquista de la Galia por Julio César.
El primer reino que llevó el nombre de «Bourgogne», regnum Burgundiæ en latín («royaume de Burgondie»), fue obra de los burgundios una de las alianzas romanas con pueblos germánicos o turco-germánicos que llenaron el vacío de poder dejado por la decadencia de la parte occidental del Imperio romano. En los continuos enfrentamientos entre los romanos y los hunos, el reino burgundio al final ocupó lo que hoy son tierras fronterizas entre Suiza, Francia e Italia. Los burgundios se establecieron en la cuenca del río Rin gracias a un foedus del año 413 y su reino se amplió ocupando el valle del Saona hasta el Ródano y el Durance. Sus principales ciudades fueron Lyon y Ginebra. Su reino fue conquistado en el siglo VI por otra tribu germánica, los francos que hicieron asesinar al rey Segismundo y en 534 derrotaron a Gundemaro, el último rey burgundio, incorporando su territorio a su creciente imperio. Los burgundios dejaron en herencia una unidad territorial que perpetuó su nombre. A su vez, durante los siguientes diez siglos, en medio de continuas luchas, las familias dominantes de la historia —merovingios, carolingios, capetos, valois, borbones— borraron y volvieron a dibujar los límites y el estatus político de este territorio, dando al vocablo "Borgoña" acepciones diferentes.
La existencia moderna de Borgoña tiene sus raíces en la disolución del imperio franco. En la década de los años 880, había cuatro Borgoñas:
- el reino de Alta Borgoña (Transjurana), alrededor del lago de Ginebra;
- el reino de Baja Borgoña, en la actual Provenza;
- el ducado de Borgoña, al oeste del río Saona;
- el condado de Borgoña, al este del río Saona.

Los dos reinos de la Alta y la Baja Borgoña fueron reunidos en 937 y absorbidos por el Sacro Imperio Romano Germánico bajo Conrado II en 1032, como el reino de Arlés. El ducado de Borgoña fue anexionado por los franceses en 1004. El condado de Borgoña siguió estando vagamente asociado con el Sacro Imperio (independiente intermitentemente, de ahí el nombre de "Franche-Comté", y finalmente incorporado a Francia en 1678, con el tratado de Nimega).
Borgoña en la Edad Media vio nacer con las abadías de Cluny y de Cîteaux los más grandes movimientos de la reforma monástica. Las dos célebres abadías fueron durante muchos siglos tanto centros de ciencia dogmática, de pensamiento reformista, como centros de actividad económica y social, artísticos e incluso políticos de primer orden para toda Europa. Edificios como la basílica de Vézelay y la abadía de Fontenay aún dan testimonio de este resplandor.
Durante la guerra de los Cien Años, el rey Juan II de Francia cedió el ducado a su hijo menor, Felipe el Atrevido, sucesor por derecho de herencia y ligó Borgoña a la corona. El joven se reveló dotado de una habilidad política fuera de lo común, siendo el primero de los duques de Valois que marcaron profundamente su historia. Felipe II el Atrevido, Juan sin Miedo, Felipe el Bueno y Carlos el Temerario hicieron de su estado una gran potencia europea —en gran medida gracias a su política de matrimonios— que se convirtió en el rival del reino de Francia. Los territorios borgoñones estaban formados por una serie de feudos en ambas partes de la frontera (entonces en gran medida simbólica) entre el reino de Francia y el del Sacro Imperio Romano Germánico, e incluían a los actuales Países Bajos y Bélgica e iban desde Suiza al mar del Norte. Su corazón económico estaba en los Países Bajos, particularmente en Flandes y en Brabante. La corte en Dijon eclipsó a la corte francesa tanto económica como culturalmente. En Bélgica y en el sur de los Países Bajos un «estilo de vida borgoñón» aún significa «disfrutar de la vida, buena comida y un espectáculo extravagante».
Felipe el Bueno, fundador de la Orden del Toisón de Oro, hizo brillar su corte y extendió su fama hasta en Oriente. Su hijo Carlos el Temerario sofocó las revueltas de Gante en Flandes y de Lieja y elevó el estado borgoñón a su máximo apogeo. Enfrentado en la guerra de Borgoña a franceses, alsacianos y suizos, encontró la muerte en 1477 en la batalla de Nancy. Eso llevó definitivamente la parte propiamente borgoñona del ducado al dominio de la Corona francesa. Sin embargo, la hija de Carlos, María de Borgoña, gracias a su matrimonio con Maximiliano de Austria, logró retener el poder sobre los estados del norte, base de poder para el auge de los Habsburgo, cuyo descendiente Carlos V, nacido en Gante, nunca dejó de reclamar Borgoña, que será fuente de conflicto incesante con la monarquía francesa. Después de la muerte de María, su marido trasladó la corte primero a Malinas y más tarde al palacio de Coudenberg, en Bruselas, y desde allí gobernaron el resto del imperio, los Países Bajos (Países Bajos Borgoñones) y el Franco Condado, entonces aún un feudo imperial.
Convertida en real bajo Luis XI, la parte francesa de Borgoña mantuvo sus estados y su Parlamento, preservando así su individualidad hasta la Revolución francesa. Durante siglos, su historia se compone del eco de eventos importantes, de las transformaciones económicas generales y de las consecuencias de las revoluciones parisinas. Se casó con el destino de Francia y conoció los días oscuros de las ocupaciones. Grandes nombres como los de Bossuet, Rameau o Buffon, por nombrar solo algunos de los más ilustres borgoñones, continúan ilustrándola en el campo de las artes, las letras y las ciencias.
Con la Revolución francesa a finales del siglo XVIII, las unidades administrativas de las regiones desaparecieron, pero fueron reconstruidas durante la V República en los años 1970. La région administrativa de Borgona incluyó incluye la mayor parte del anterior ducado. El 1 de enero de 2016 se fusionó con el vecino Franco Condado para formar una gran región Borgoña-Franco Condado.
El desempeño económico de Borgoña se basó en la agricultura y la silvicultura. Como tierra de cría de ganado, Borgoña era famosa por sus carnes, aves y queso charolais, y también lo era por sus regiones viticolas que dieron lugar a vinos legendarios. Sin embargo, desde el siglo XVIII, la siderurgia, con sus maestros de forjas, ocupó un lugar en su economía y lideró, para facilitar su desarrollo, la construcción de una sólida infraestructura de vías de comunicación. El complejo industrial de Le Creusot, empresa familiar que permaneció durante ciento veinticuatro años en manos de los Schneider, y de Montceau-les-Mines en Saona y Loira fue la gloria de la industria pesada en Borgoña (carbón - acero) antes de declinar bruscamente a finales del siglo XX. Otras industrias animaron la región, como las industrias químicas (Autun - Chalon-sur-Saône) o las farmacéuticas (Dijon), antes de experimentar, a su vez, tiempos difíciles.

Evolución de los conjuntos geopolíticos que han llevado el nombre de Borgoña
Reino de Burgundia (534-834)
Las cuatro Borgoñas: el ducado, el condado, la Borgoña transjurana, la Borgoña cisjurana con Provenza; las tres últimas fueron tierras del Sacro Imperio desde 1032.
Los Estados borgoñones en su apogeo, bajo el reinado de Carlos el Temerario (1467-1477)
La nueva región de Borgoña-Franco-Condado (2016), con sus ocho departamentos, coloreados según las provincias históricas que existieron hasta 1790 (Borgoña, en ocre, Franche-Comté, en verde, y Nivernés, en azul)

## Prehistoria y antigüedad

### Los primeros poblamientos

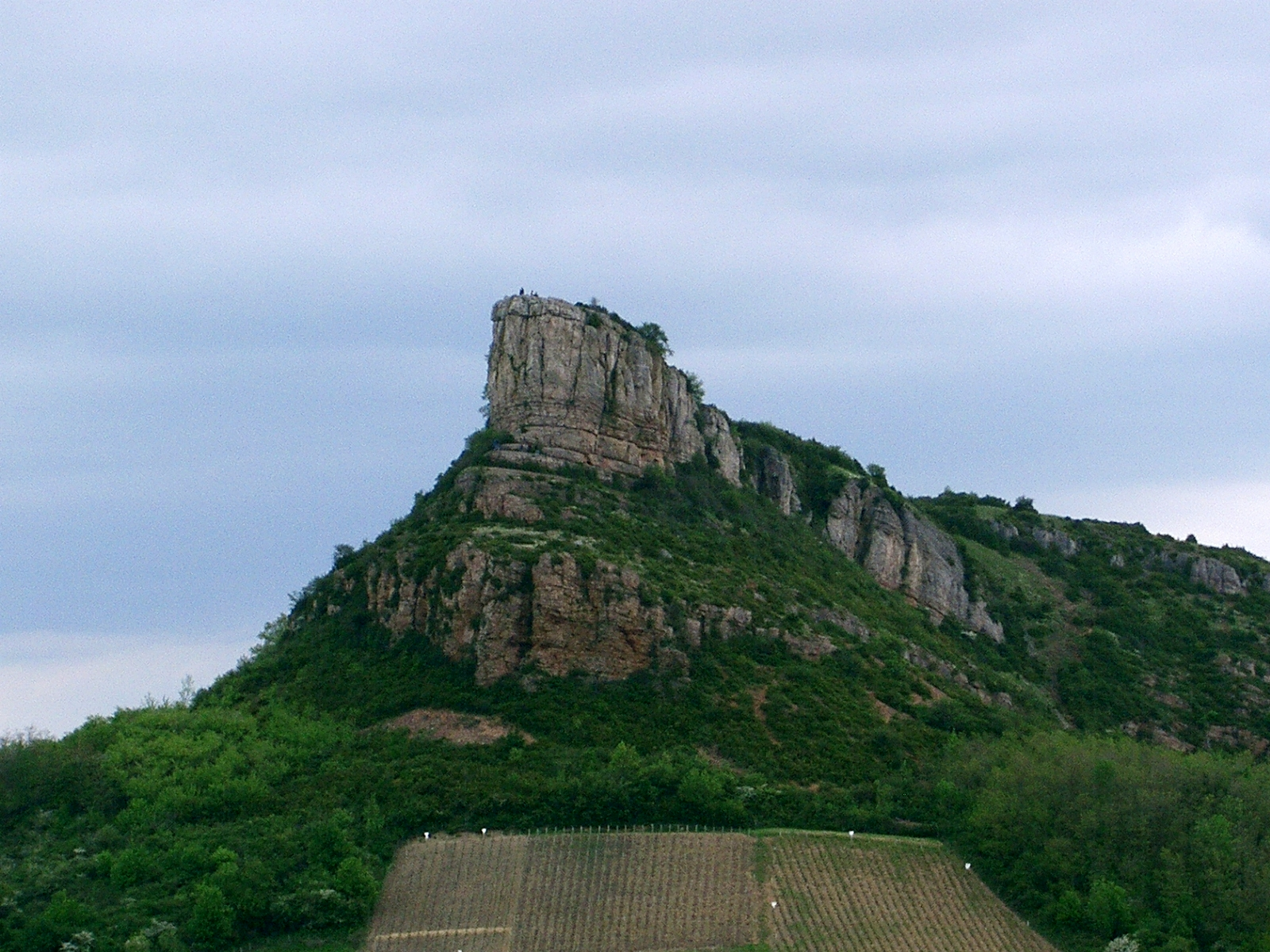
La roca de Solutré.

El hombre ha estado presente en lo que hoy es Borgoña desde el Paleolítico inferior Esta presencia está atestiguada por las lascas clactonienses de las cuevas de Arcy-sur-Cure en el Yonne, por las encontradas en la cueva de Furtins, en Berzé-la-Ville, por los restos de osos y de leones de las cavernas descubiertos en las cuevas de Azé, en la aldea de Rizerolles,en Saona y Loira, así como por las huellas de la industria primitiva encontradas en los aluviones del valle del Saona,en Romanèche.
En el Paleolítico medio, hombres prehistóricos estaban presentes en Vergisson, en el Mâconnais, o en Côte-d'Or, en Genay. El yacimiento que dejaron en la base de la «montagne de Cra» ha permitido descubrir restos humanos pertenecientes a un solo individuo de Neanderthal, un hombre adulto de unos cuarenta años. Se le considera el borgoñón más antiguo. Esos hombres ocuparon especialmente las cuevas de Arcy-sur-Cure.
En el Paleolítico superior llegaron grupos a establecerse al pie de la roca de Solutré, en Saona y Loira, donde se encuentra el yacimiento de la «Crot du Charnier». El sitio, que dio su nombre a una de las últimas fases del Paleolítico, el «Solutrense», revela una ocupación que se extiende más allá de 25 000 años. En Arcy-sur-Cure, los primeros borgoñones adornaban las paredes de la «grande grotte» con grabados y pinturas, prueba de que tenían contactos con los centros artísticos del suroeste.
Borgoña aparece como un área de poblamiento floreciente en el Neolítico. La economía ya no se basaba únicamente en la caza sino también en la ganadería y en la agricultura; la sociedad de los primeros borgoñones estaba cambiando y las condiciones de vida mejoraban. Al final del V milenio, una pujante cultura llegada del Mediterráneo se difundió por Borgoña llegada desde el sur. Sus portadores se instalaron en las alturas en las que hacen «éperons barrés», como el «châtelet» de Étaules en Côte-d'Or. Chassey-le-Camp, en Saona y Loira, el más conocido de esos sitios, dio su nombre a esa cultura neolítica media, llamada «chasséenne». Entre 2500 y 2000 a. C. el cobre se introdujo en Borgoña, probablemente por poblaciones que provendrían de la Alemania actual.

### De la Edad del Bronce a la conquista romana

#### Migraciones y transformaciones
Durante la Edad del Bronce, Borgoña experimentó tres períodos de sucesivas migraciones de pueblos llegados principalmente desde Europa Central. Esos pueblos traían consigo su cultura y su dominio de la tecnología del bronce. La primera ola de migración abarca el periodo del Bronce antiguo, de 1800 a. C. a 1500 a. C.. Establecieron una fase de desarrollo debido a la producción y la conformación del metal, y la economía y la estructura social se transformaron con la creación de un nuevo cuerpo artesanal especializado en la metalurgia. El comercio y los intercambios necesarios para obtener las materias primas se desarrollaron considerablemente. La nueva ola de migraciones de 1500 a. C. a 1200 a. C. correspondió a la de la Edad del Bronce Medio, conocida como «de los túmulos», que hizo progresar la metalurgia local. Los hombres eligieron las mesetas de Côte-d'Or (el área del Châtillonnais o de la Arrière-Côte de Dijon) para la construcción de sus tumuli. En la Edad del Bronce Final, de 1200 a. C. a 800 a. C., tuvo lugar el tercer flujo migratorio. La población, llamada «de los campos de urnas», trajo consigo costumbres especiales como la incineración, pero también el conocimiento en la industria del bronce, que causaron un progreso decisivo en ese dominio.
La primera Edad del Hierro vio como la nueva tecnología de ese metal suplantaba gradualmente a la tecnología del bronce y permitió el desarrollo de una floreciente civilización, la de Hallstatt. Las necrópolis y los tumuli de ese período se identifican principalmente en Côte-d'Or, así como en las mesetas de Nièvre, de Saona y Loira y de Yonne. Los hombres reutilizaron los sitios de espuelas barradas como el châtelet d’Étaules, el campamento de Chassey o el campamento de Chora, en Saint-Moré, en el Yonne: sus instalaciones han dejado impresionantes vestigios. También fue el momento de la ocupación. del monte Lassois, cerca de Châtillon-sur-Seine, donde los investigadores Maurice Moisson y René Joffroy desenterraron en 1953 la sepultura de la «princesse» de Vix, conocida en particular por el descubrimiento de la crátera de Vix, un enorme jarrón de bronce. El siguiente período está asociado con la civilización de La Tène. Poderosas ciudadelas, las oppida, se construyeron en Alésia, en Côte-d'Or, en el monte Avrollot, en Yonne, y en Bibracte, en el monte Beuvray. Fue al final de ese período, alrededor de los grandes oppidums, cuando «por primera vez, se ven surgir de las brumas del pasado los nombres de ciudades, de villas e incluso de hombres».

Vestigios de la Borgoña protohistórica
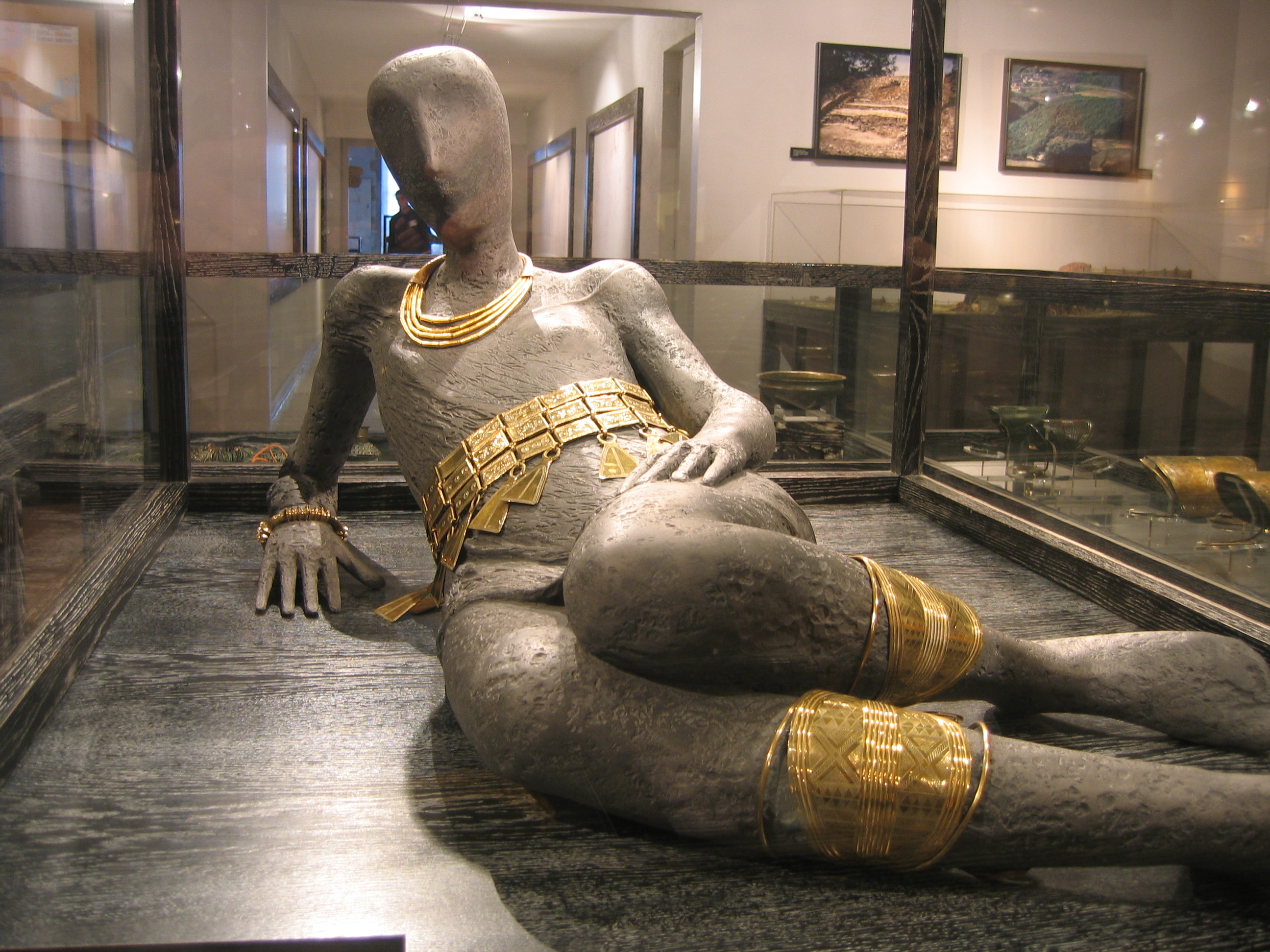
Algunos artefactos del tesoro de Blanot, que datan de la Edad del Bronce y se conservan en el museo arqueológico de Dijon.
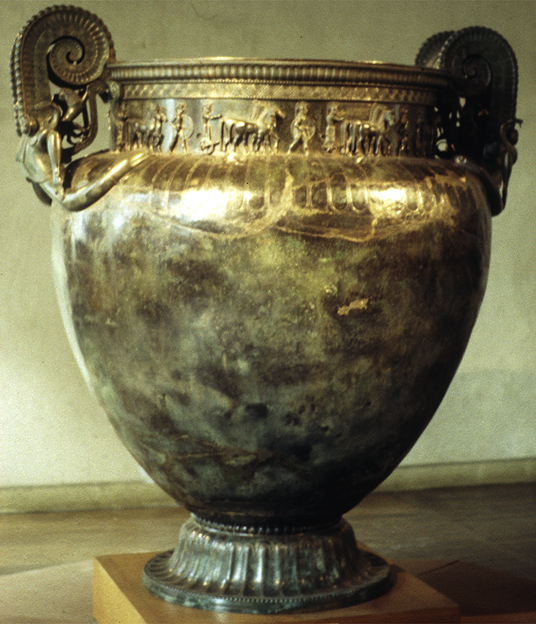
La crátera de Vix, que data de ca. 500 a. C.
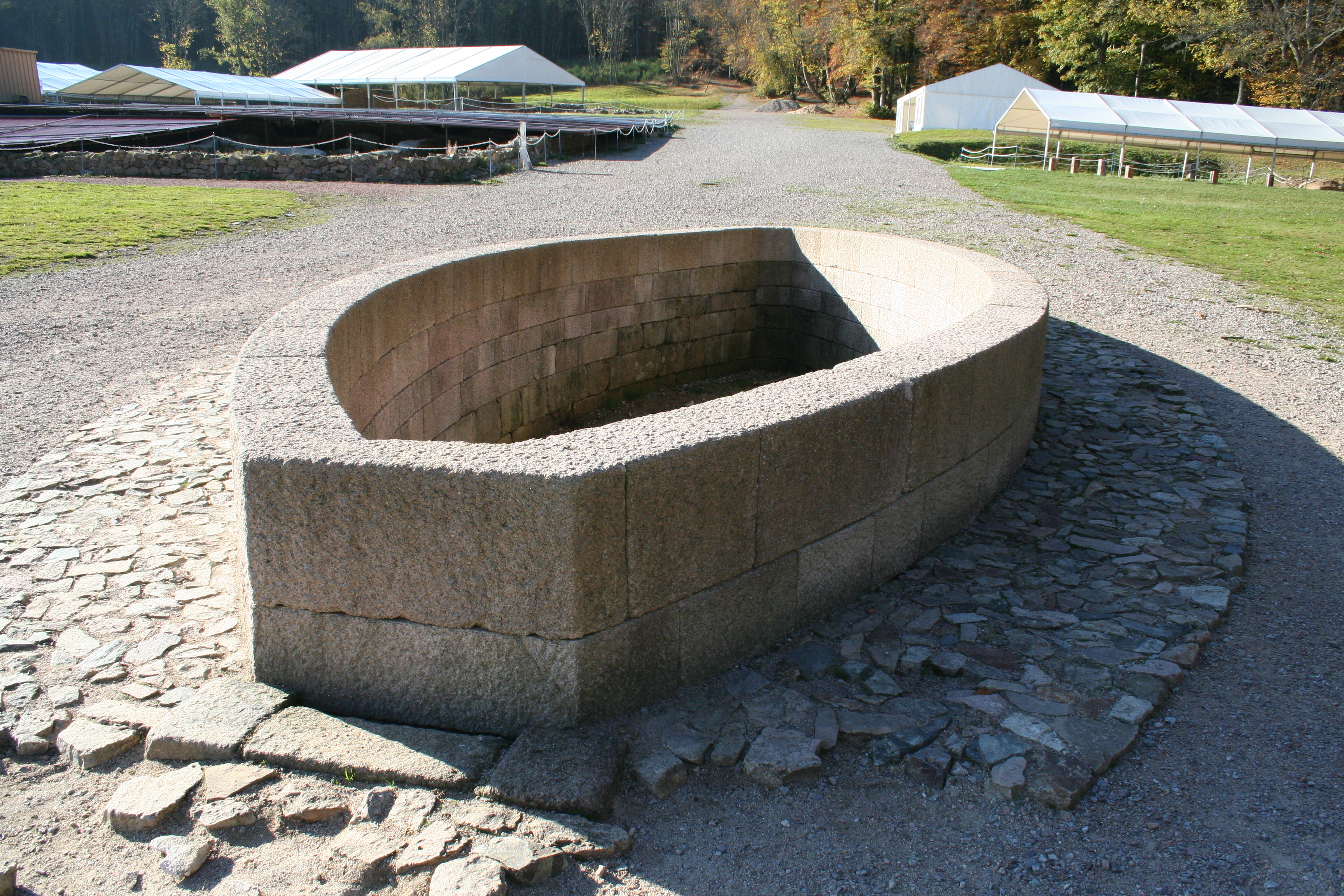
El cuenco monumental de Bibracte

#### Los pueblos galos en Borgoña

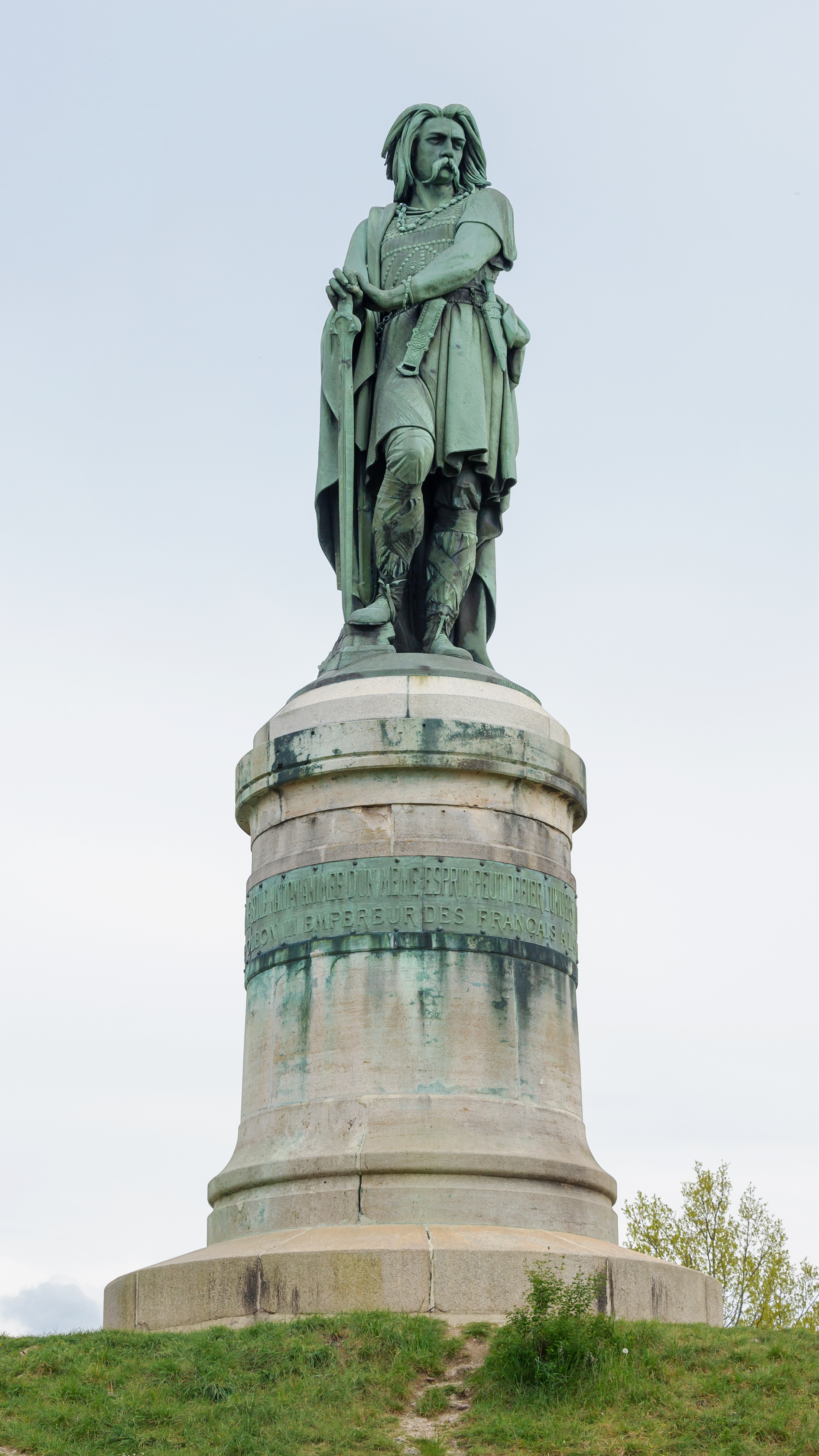
La estatua de Vercingétorix, obra de Aimé Millet, en Alise-Sainte-Reine.

El territorio de la Borgoña actual estuvo ocupado, desde la época de la cultura de Hallstatt hasta la Galia romana, por una gran diversidad de pueblos celtas. Se repartieron o enfrentaron por el control de la vías terrestres y fluviales, que soportaban un tráfico que fluía ya entre el Mediterráneo y el norte de la Galia hasta el Canal de la Mancha. Entre los principales pueblos se encontraban, al noroeste, los senones, cuya capital estaba en Agedincum (Sens); los lingones, establecidos en el noreste, que tenían su capital en Andemantunnum (Langres); los mandubios ocupaban la depresión central del Auxois, alrededor de Alesia; la parte sur de la región y los montes del Morvan formaban la región de los eduos, con Bibracte, en la cima del monte Beuvray, que era el corazón defensivo y administrativo; en la orilla izquierda del Saona comenzaba el dominio de los sécuanos, que se extendían hacia el este hasta su capital Vesontio (Besançon), encaramada en una roca empinada rodeada por un meandro del río Doubs.
Los eduos controlaban los intercambios comerciales entre el eje de comunicación Saona-Ródano y la cuenca del Loira. Abastecido por una red de caminos que unían el Loira en Noviodunum (Nevers) y Decetia (Decize), el Saona en Cabillonum (Chalon) y Matisco (Mâcon), Bibracte, «el más grande y el oppidum mejor equipado de los eduos» en palabras de Julius Caesar, abrigaba la actividad de toda una población de herreros, fundidores de cobre y esmaltadores. La influencia edua se extendió mucho más allá de su territorio. Al norte, se unieron a los mandubios, previamente unidos a los lingones. Al sur, en el Dombe y el Bugey, sus aliados fueron los segusiavos y los ambarres y, en el oeste, los bituriges, vecinos de sus oponentes, los arvernos. Ambivaretos y blanovios también se contaban, según César, entre los miembros de la confederación que lideraban. «Aliados y hermanos» del pueblo romano desde alrededor de 120 a. C., los eduos adquirieron en el siglo I a. C. un lugar destacado dentro de la Gaule «chevelue» (Galia peluda).
Los lingones, establecidos en las mesetas de Langres-Châtillonnais y sus márgenes, entre el curso inferior del Serein y el curso medio del Saona (aguas arriba de su confluencia con el Vouge), controlaban los intercambios comerciales en el eje Mosa-Saona-Ródano, entre el Europa septentrional y el Mediterráneo.
Los sécuanos, cuyo territorio se extendía desde los montes del macizo del Jura hasta el Saona, rivalizaban con los eduos por el control del río que les servía de frontera. Los tres pueblos vecinos, eduos, lingones y sécuanos, habrían adoptado un sistema monetario común basado en el estándar de plata. Su moneda, de idéntico valor, representaba la mitad del denario romano y circulaba entonces sin dificultad por las ciudades, formando una unión monetaria de facto, la «zona del Denario».

#### El fin de la independencia de Galia

Territorio de los eduos y tribus limítrofes, amigas y enemigas

Hacia 60 a. C., eduos y sécuanos se disputaban el control del Saona, donde se arrebataban los puntos de cruce. Después de una primera derrota, los sécuanos y sus aliados arvernos apelaron a los germanos de Ariovisto. Los eduos fueron derrotados sin que sus «aliados y hermanos» romanos llegasen a socorrerlos. Pero dos años después, Julio César aprovechó el nuevo motivo ofrecido por la migración de los helvecios para intervenir en la Galia. En junio de 58 a. C., le ganó a este pueblo una victoria cerca de Bibracte. A finales del mismo año, el general romano derrotó a Ariovisto y lo obligó a volver a cruzar el Rin. El peso de la presencia romana disminuyó sobre los pueblos de la Galia y aparecieron las revueltas. Los eduos se unieron al movimiento de resistencia al que aportaban su poder. El bastión borgoñón se convirtió en el crisol donde se adoptó la decisión de participar en una vigorosa lucha armada. La reunión militar de Bibracte confirmó al jefe arverno Vercingetorix al mando del ejército federado galo. Sin embargo, el resultado de la batalla entablada en Alésia fue fatal para los galos. La rendición de Vercingetorix el 27 de septiembre del -52 puso fin a la independencia gala y fue en la misma Bibracte, donde César dispuso sus cuarteles de invierno y donde escribió su De Bello Gallico (Comentarios sobre la guerra de las Galias). El emperador también otorgó su clemencia a los vencidos: les dio a los eduos el estatus de civitas fœderata («ciudad federada»).

### La Borgoña galo-romana

#### La pax romana
Borgoña fue organizada desde entonces como un súbdito sujeto a Roma, pero aún conoció dos períodos de disturbios y violencias, con la revuelta del eduo Sacroviro, y después, en el año 70  d. C., cuando los eduos apoyaron la revuelta gala dirigida por Julius Vindex. La reconquista de Germania bajo el emperador Vespasiano tuvo el efecto de multiplicar el número y la importancia de las bases militares romanas. Se han descubierto los restos del campamento romano cerca de Mirebeau-sur-Bèze. Los dignatarios locales aceptaron la civilización de los vencedores y gradualmente se romanizaron. Borgoña conoció la prosperidad y sus pequeños pueblos, en los que se reunía la población, conocieron un rápido aumento. Pero Dijon, aún lejos de reclamar la dignidad de capital, siguió siendo Divio, un título latino que significa «en los dos ríos». En ese momento era solo un pequeño asentamiento, «ou même un poste militaire installé au lieu-dit de "la Noue", près de Chenove».
Los beneficios de la Pax Romana se extendieron hasta el siglo III. Borgoña era atravesada por la Via Agrippa, una vía romana que salía de Lyon y recorría los países de los eduos, sécuanos y lingones, y unía, según el romano Estrabón, las ciudades de Anse, de Mâcon, de Tournus, de Chalon, de Dijon y luego de Langres. También se beneficiaba de numerosas vías navegables, de las cuales el río Saona con su corporación de nautes ararici era el eje principal. Gracias a estas líneas de comunicación, Borgoña era el paso obligado por el que viajaban el vino, los productos agrícolas, el estaño, los metales y el aceite. La densidad del comercio aseguró la prosperidad del país. Las producciones agrícolas locales, como escribió Estrabón, eran numerosas y variadas. Las vides se asentaron en la Côte bourguignonne y los galos, buenos toneleros, reemplazaron muy temprano por barriles, las ánforas, demasiado pesadas y demasiado frágiles.

#### Cultos, divinidades y primeros cristianos

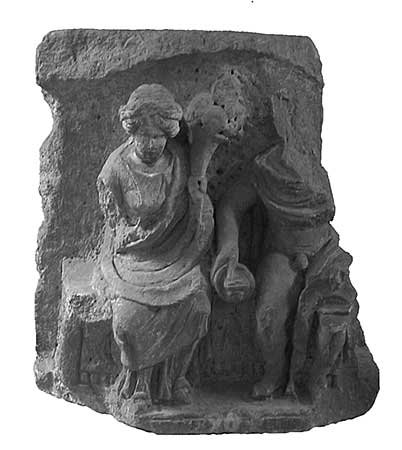
La estatua de Rosmerta conservada en el museo de Autun

La vida religiosa era intensa y los habitantes aún adoraban a las antiguas deidades galas, como el dios con asta Cernunnos, la diosa Rosmerta —reencontrada en el complejo termal de Escolives-Sainte-Camille—, el «dios con el mazo» de Moux-en-Morvan, Sucellus, apoyado en una cepa de vid y visible en el museo de Nuits-Saint-Georges. Pero también adoraban a las deidades romanas; así, otras representaciones de divinidades muestran la influencia grecorromana: Apolo, que se asimila a Belenos, Borvo, así como otras deidades, Mercurio, el dios con el pétaso, del que César afirmó que era el más venerado en la Galia. También hay evidencias del establecimiento de cultos orientales. Hay muchos sitios en Borgoña que dan testimonio de esa intensa vida religiosa: Alésia, las fuentes del Sena, los Bolards (una antigua aldea galorromana cerca de Nuits-Saint-Georges) son algunos. Las fuentes del Sena eran el lugar de celebración del culto a la divinidad curativa de Sequana.
De Oriente llegó entonces, poco a poco, el cristianismo. Subiendo por el eje del Ródano y del Saona, los comerciantes y los soldados que llegaban de Oriente se instalaban en Augustodunum —el futuro Autun y la ciudad más próspera y brillante de la región— y desde allí difundían la nueva religión. Tal influencia también se encontró en Sedelocus (Saulieu). Podría haber sido difundida por la Iglesia de Lyon, la iglesia más antigua de la Galia, fundada en el siglo II por Ireneo. Los primeros nombres de cristianos eran de hecho griegos: Pectorios, Sinforianos (Sinforiano), Andochios (Andoche), Thyrsos (Thyrse). Entre la población indígena, el caso más singular fue el de sainte Reine, habitante de la aldea de Alésia en el siglo IV. Fue martirizada por Olibrius, un funcionario imperial. Según Charles Commeaux «parece cierto que la evangelización de Borgoña no es anterior, como muy pronto, al final del siglo II». Además de las pruebas incuestionables dejadas por estos descubrimientos, la evangelización de Borgoña está tradicionalmente vinculada a los «souvenirs» de los tiempos apostólicos y las ciudades borgoñonas reclaman sus santos mártires y fundadores. Autun venera a Sinforiano y Lazare o «Ladre», mecenas de su feria anual; Saulieu venera a Andoche y a Thyrse; Tournus celebra a Valeriano; Chalon, a Marcellus (Marcel); Dijon, a Benigno; mientras que Auxerre celebra a Germán.

#### Las invasiones bárbaras

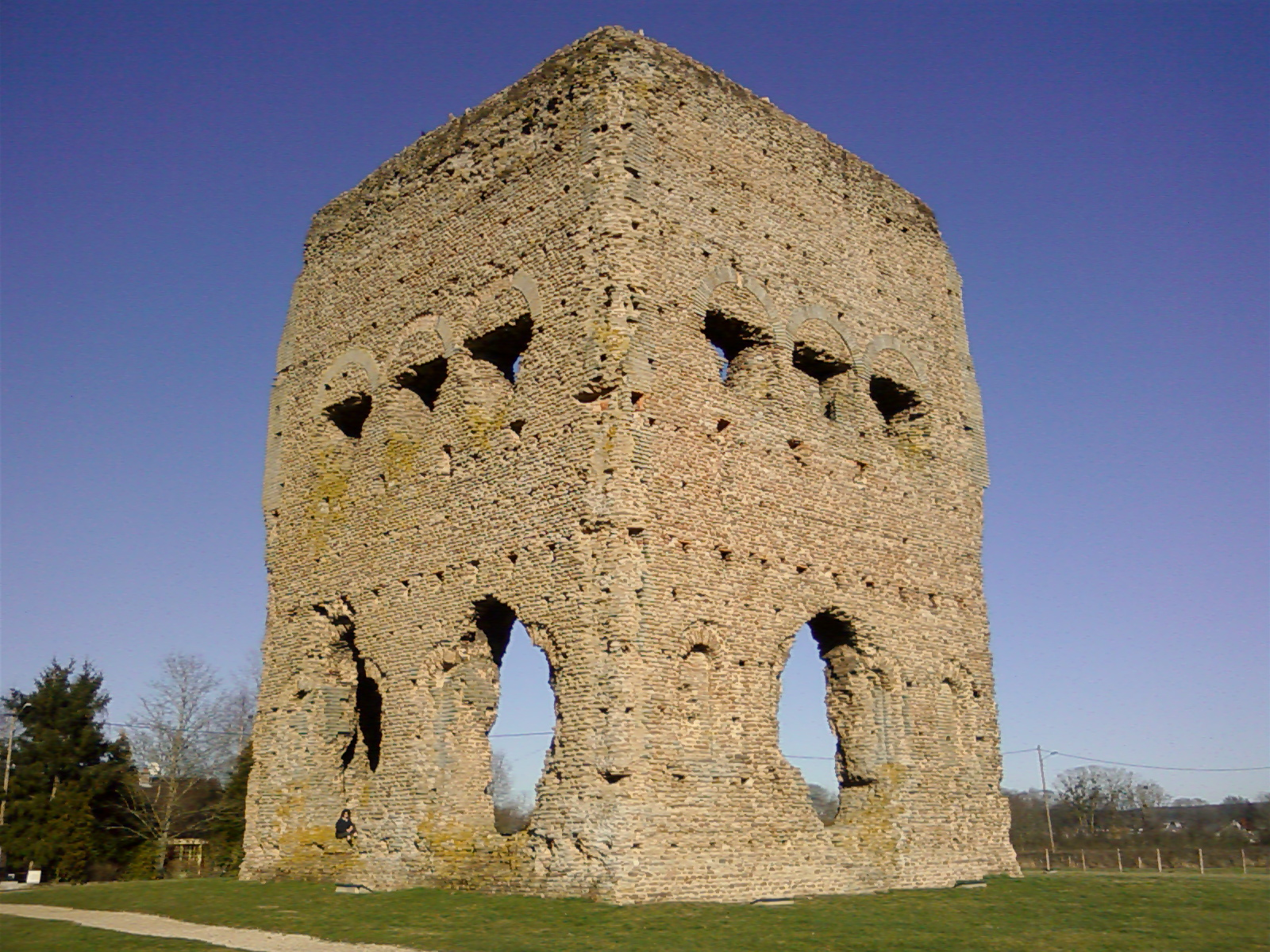
Autun, el templo de Jano

A partir del siglo III, a la irrupción de las sucesivas oleadas de bárbaros llegados del este se sumó la inestabilidad del poder en el Imperio Romano de Occidente, lo que puso fin al período de prosperidad en Borgoña. La primera incursión de los alamanes llegó a la región hacia 256-259 y sembró en todas partes la ruina. Reaparecieron en 275-276 y reanudaron sus pillajes, agravados por el nuevo peligro de los bagaudas, las bandas de campesinos expulsados de sus tierras que saqueaban en su propio beneficio. Para protegerse mejor, las ciudades se densifican, contrayéndose y fortaleciéndose. De hecho, fue durante el reinado de Aurelio, en medio de la gran invasión de 276, cuando el recinto de Dijon fue fortificado. El miedo afectó así a los propietarios ricos. De hecho, en toda la Galia, se han descubierto una gran cantidad de tesoros enterrados, que los propietarios no habrían podido recuperar.
Reapareció luego un período de calma, entre finales del siglo III y principios del siglo IV, en los días de los emperadores Maximiano Hercúleo y de Constancio Cloro, cuando estos lograron derrotar y detener a los invasores. Pero en 297, según la imagen que dibuja el retórico Eumenio en el panegíricoa a Constancio Cloro, la gran ciudad de Augustodunum (futura Autun), no evocaba más que ruinas y desolaciones.
La presión del invasor persistió, y a mediados del siglo IV las últimas olas sumergieron definitivamente la región, incluso aunque en 355 Autun, una vez más asaltada por los alamanes, fuese reconquistada por Juliano, el nuevo César instalado por el emperador Constancio II.

## De la Alta Edad Media al ducado capeto

### Nacimiento de Borgoña: los burgundios

El reino de los burgundios en 443 y 476

Las conquistas francas en 486-511

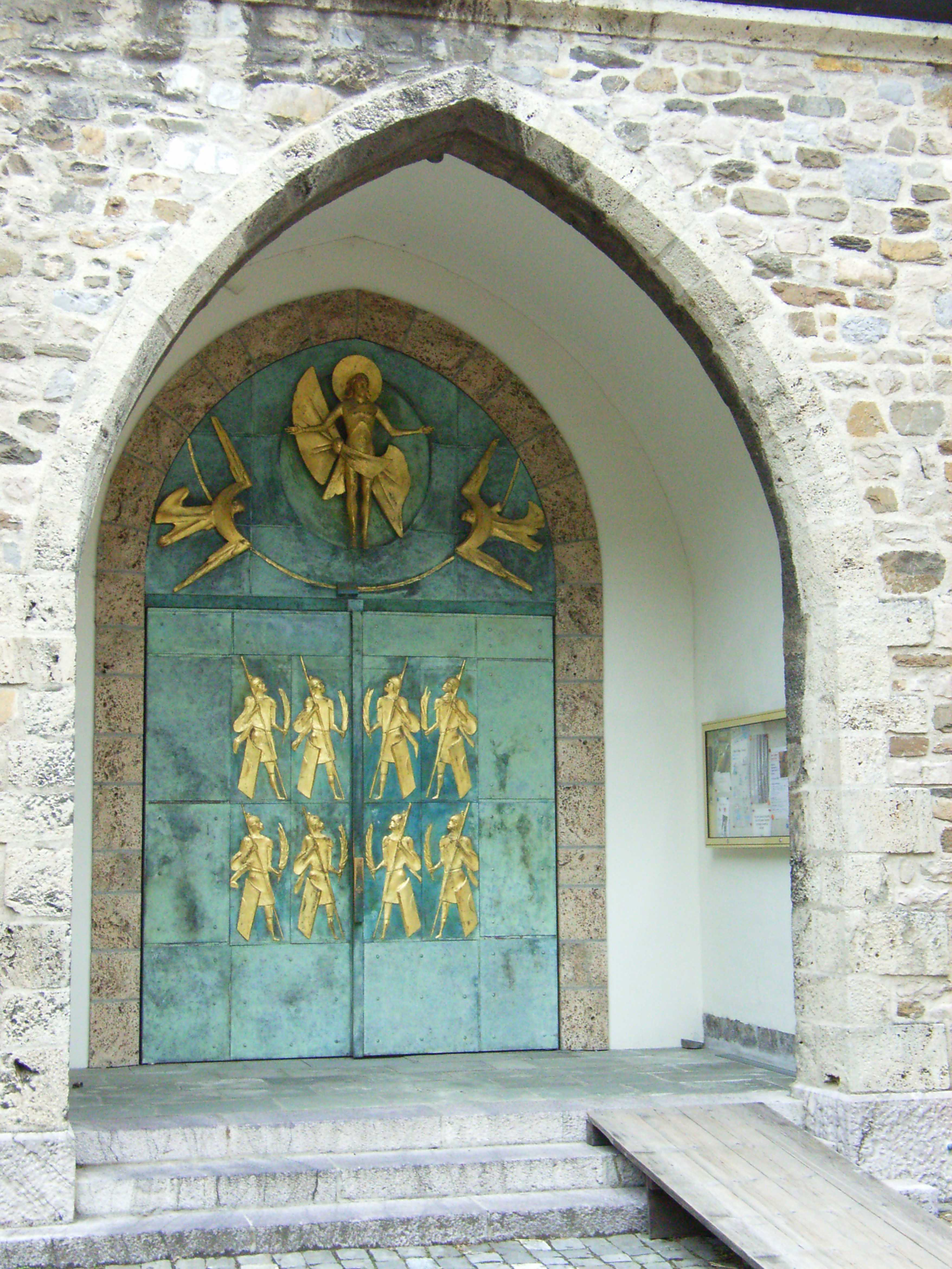
Portal de la abadía territorial de San Mauricio (cantón del Valais, Suiza), fundada por Segismundo en 515

Después de varias etapas en Germania, los burgundios, procedentes de los confines del mar Báltico y quizás de la isla de Bornholm, se establecieron en 443 como tropas auxiliares del ejército romano con el estatus de federados (del latín fœdus), bajo la autoridad del patricio romano Aecio, que les ofreció un territorio alrededor de Ginebra.
Aprovechando la debilidad del Imperio, ese pueblo construyó, a partir de la segunda mitad del siglo V, un vasto y poderoso reino que, en su apogeo, tocaba, al norte, la línea de los Vosgos y, en el sur, el río Durance; de este a oeste, el reino burgundio se extendía desde los ríos Aare hasta el Saona, y desde el valle de Aosta hasta el Alto Loira. En el territorio de lo que serán el futuro ducado y condado de Borgoña, figuraban en sus posesiones las ciudades de Auxerre, Langres, Besançon, Chalon-sur-Saône y Autun.
Varios soberanos burgundios se sucedieron, ampliándose en cada reinado los límites del reino. Después de Gundahario (r. 413-436), reinaron sus hijos Gondioc (436-c. 470) y Chilperico I (ca. 470-480), que compartió desde 473 con sus sobrinos, y luego con solo dos de ellos Godegisilo y Gundebaldo, que luego reinaron juntos, de 476 a 500. Correspondieron a Godegisilo las ciudades de Langres, Besançon, Chalon-sur-Saône y Autun, con el Valais y Ginebra, donde instaló su capital, antes de aliarse a los francos de Clodoveo I para apropiarse de todo el reino. Gundebaldo, superando una primera derrota sufrida cerca del castrum de Dijon, contraatacó, asediando Vienne donde Godegisilo se había atrincherado y allí lo mató. Después de haberse rendido al rey franco, mediante un acuerdo firmado en 502 sobre el río Cure, la Champagne y el Auxerrois fueron amputados de la nueva ciudad de Nevers, aunque él siguió siendo el único señor de todo el reino burgundio. Gundebaldo incluso se hizo aliado de Clodoveo, a quien le habría dado en matrimonio a su sobrina y futura reina Clotilde (465-545), y fue con la ayuda franca con la que intentó, en vano, anexionarse de la Provenza visigoda durante el asedio de Arlés, en 507 y 508. Es a él a quien se debe la promulgación de la legislación que lleva su nombre, la ley gombette, que organizaba la convivencia de los elementos burgundios y galorromanos dentro de su reino.
Después de la muerte de Gundebaldo en 516, sus sucesores chocaron con los objetivos de los reyes francos. Su hijo Segismundo (r. 516-523), que lo sucedió, debió enfrentar una guerra con ellos, la conocida como guerra de Burgundia. Comenzó en 523, a instancias de Clotilde, que vio llegado el momento de recuperar los reinos de su padre y de su tío, cuando el hijo de Segismundo, Sigerico, fue asesinado por su propio padre para eliminarle de la sucesión real. Segismundo, entonces ya viudo, había tenido ese hijo con su mujer ostrogoda, hija de Teodorico el Grande: la alianza entre los burgundios y los ostrogodos estaba en crisis. Los tres hijos de Clodoveo —su medio hermano Teodorico I no se unió a la contienda, quizás por estar casado con una hija de Segismundo— organizaron una expedición contra los burgundios, derrotando a Segismundo y apoderándose de su reino. Una vez acabada la expedición y el infractor y su familia cautivos, los tres hermanos regresaron a sus reinos, dejando una guarnición en el lugar. Sin embargo, el hermano de Segismundo, Gundemaro III, regresó triunfalmente a Burgundia a la cabeza de las tropas enviadas por su aliado y pariente, Teodorico el Grande. Allí, hizo masacrar a la guarnición que habían dejado los francos.
Clodomiro, que había vuelto a Orleans, la capital de su reino, hizo entonces matar a Segismundo y a sus dos hijos: Gisald y Gondebaud, el 1 de mayo de 524. Luego, a la cabeza de las tropas francas, se embarcó en una segunda expedición contra los burgundios y sus aliados ostrogodos. Durante esa segunda expedición, el 25 de junio de ese mismo año, Clodomiro perdió la vida en la batalla de Vézeronce. Sus tres hijos fueron recogidos por su madre, hasta que se casó con Clotario I, que los hizo matar, quedando vivo solo Clodoaldo, que huyó. Mejor conocido con el nombre de Saint Cloud, se hizo abad de Nogent prefiriendo renunciar a su cabellera, símbolo de la realeza, antes que a la vida.
Los francos se retiraron de Burgundia en ese momento y dieron por finalizada temporalmente la lucha. Después de la muerte de Teodorico, en agosto de 526, los francos se volvieron contra los burgundios, de 526 a 532, cuando éstos finalmente perdieron la batalla de Autun y también, y para siempre, su independencia política. Fue Teodorico quien recibió las ciudades burgundias incluidas en las actuales regiones de Borgoña y el Franco Condado: Nevers, Autun, Chalon-sur-Saone, Dijon y Besançon.
A pesar de menos de un siglo de existencia, el reino burgundio dejó a la posteridad el nombre de Burgundia, «Bourgogne».
El estado burgundio definitivamente destruido cayó en el movimiento franco, pero subsistió una sociedad borgoñona, con su civilización y su derecho. Bajo la dominación franca, la ley gombette siguió vigente, un elemento precioso de cohesión que permitió el asomo de una individualidad regional.

### La Borgoña merovingia

El reino de los francos en 567 después de su división en subreinos: el reino de Gontran (en crema), y Austrasia y el corredor austrasiano en Provenza, aislando Arlés (en naranja)

Al pasar a depender del cetro merovingio, el regnum Burgondiæ permaneció, pero era una Borgoña con contornos indecisos y variables, limitada a las ciudades donde dominaba el elemento burgundio y cuyo eje medio se encontraba entonces a lo largo del valle del Saona.
Cuando Teodorico I murió en 534, las ciudades que recibió pasaron a pertenecer a su hijo Teodeberto I. La muerte en 548 sin heredero de este último le permitió a Clotario I lograr para su beneficio la unidad de la monarquía franca al reunir todas las partes del antiguo reino borgoñón. Cuando murió en 561, la antigua Burgundia, toda entera (aunque separada de Provenza por la partición), renació de la división de sus tierras entre sus cuatro hijos. Gontrán I (r. 561-592) recibió el antiguo reino de Clodomiro, cuya capital era Orleans, y las ciudades burgundias. El nuevo rey fijó su residencia favorita en Burgundia, que representaba la parte más importante de su reino. Se instaló en el castrum de Chalon-sur-Saone, que fue casi una ciudad capital. Ganó el apoyo de sus súbditos y aseguró una sólida cohesión en el reino. Allí reunió concilios y erigió una basílica y un monasterio en 577 en Saint-Marcel. Borgoña recuperó su individualidad. La expresión regnum Burgondiæ fue entonces incorporada a la geografía histórica y se formará una nobleza propìa de ese reino que representaba al espíritu local. Sin hijos sobrevivientes, Gontrán adoptó a su sobrino Childeberto II en 585, único hijo de su hermano, el rey de Austrasia Sigeberto I, y de la reina Brunegilda, y lo convirtió en su heredero.
Cuando murió Childeberto (r. 592-595), su hijo menor Teoderico II (r. 595-613), de ocho años, recibió la Burgundia, que se extendía desde el sur de Champagne, en el norte, hasta la ciudad de Arlés, en el sur, y en el este hasta el Val d'Aosta. La regencia la ejerció su abuela Brunegilda, que eligió la localidad de Autun como capital. Fundó allí la abadía de monjas de Saint-Jean-le-Grand y la de Saint-Martin. Los historiadores le atribuyen la restauración de la red de vías romanas borgoñonas, las «calzadas Brunegilda», así como una revisión del catastro, una reforma fiscal y el establecimiento de un servicio militar. Ejerció el poder durante una veintena de años, dejando a Teoderico solo el poder nominal. En el exterior, las relaciones con Neustria estuvieron marcadas por el odio implacable entre Brunegilda y Fredegunda, la concubina y luego esposa del rey Chilperico I. En el interior, confió en la aristocracia romana para gobernar, liderando una política de centralización, buscando someter a los grandes de Austrasia y de Borgoña, llamados «leudes» o «burgondofarons», así como a los obispos, lo que atrajo su hostilidad. Finalmente fue víctima de la traición de los grandes, al frente del cuales estaba el mayordomo de palacio Warnacario: la anciana reina fue capturada en su huida a Orbe y fue llevada a Renève con los cuatro hijos de Teoderico II frente a Clotario II, quien la hizo torturar. Sus restos, mutilados, se depositaron en la abadía de Saint-Martin d'Autun. La victoria de Clotario II fue la de la aristocracia sobre la realeza. Los leudes solo se unieron a Clotario II después de haber recibido la promesa de no intervenir nunca en la elección de los leudes.
El regnum Burgondiæ fue incorporado al reino de Clotario II, convertido en 613 en el único rey de los francos. Pero aunque pasaron a depender de los reyes merovingios de la Neustria franca, la aristocracia borgoñona conservó la realidad del poder y logró reservarse los cargos públicos. Dagoberto I, que sucedió a Clotario en 629, debió viajar por la Burgundia para imponer su autoridad. Su muerte, en 638, dio lugar al comienzo de una reacción aristocrática y a una anarquía que duró casi un siglo. Sus sucesores, en el período de 638 a 751, no fueron más que «Reyes holgazanes»: nueve miembros inconsistentes de la familia merovingia que confiaron, en detrimento de la función real, el poder a los miembros de la alta aristocracia que se disputaban el puesto de mayordomo de palacio. Las disputas fueron frecuentes entre las élites burgundias y los mayordomos de palacio. El enfrentamiento más famoso fue el de Ebroin, mayordomo de palacio de Neustria, y de saint Léger d'Autun, aristócrata, rico propietario en Austrasia y en Burgundia, portavoz de los intereses de la aristocracia borgoñona y representante eminente del espíritu particularista del antiguo reino de Burgundia. Ebroin, reanudando la política de centralización de Brunegilda, trabajó para unificar Neustria y Burgundia quebrando la resistencia de la aristocracia; Léger fue finalmente asesinado por orden de Ébroin en 677. Ébroïn también fue asesinado, unos años más tarde, en 680 o 683.

### La Borgoña carolingia

#### Borgoña en el reino de los francos

El reino de Borgoña a principios del antes del tratado de Verdún de 843

Después de la muerte de Ebroin (entre 680 y 683), Burgundia habría vivido un período de anarquía larvada alimentada por las tendencias autonomistas de sus leudes (miembros de la alta aristocracia, obligados al rey por un juramento (el leudesanium) y donaciones). A partir de 716, el mayordomo de palacio de Austrasia Carlos Martel logró dominar Austrasia y Neustria. Borgoña siguió siendo insumisa. Los obispos conservaban plena autoridad sobre sus ciudades, transformadas en pequeñas repúblicas aristocráticas. En 725, hordas de invasores, presumiblemente germánicas, y, luego en 731, los sarracenos que asolaron dos veces Autun, devastaron los monasterios de Luxeuil y de Bèze, saquearon Langres y abrieron una grave crisis política y militar. Carlos Martel culpó a los notables burgundios por su pasividad ante el invasor e incluso acusó a algunos de haber pactado con los atacantes. Después de su victoria de Poitiers, en 732, intervinó militarmente en Borgoña. El vasto territorio del antiguo regnum Burgundiae se dividió en cuatro comandamientos, cada uno con su gobernador: una Borgoña de Arlés, una Borgoña de Vienne, una Borgoña alemánica y una Borgoña franca, en la que puso al frente a su medio hermano Childebrando I, que recibió el gobierno del Autunois, así como grandes propiedades en el Charolais y el Brionnais tomadas de las diócesis de Autun y de Bourges (Baugy, Sancenay y Perrecy), que él legara a sus descendientes.
En 736, Carlos Martel emprendió en Burgondia una segunda campaña que, según Maurice Chaume «prend l’allure d’une exécution». La aristocracia local se sometió ante su poder y reconoció su autoridad. Luego comenzaron las represalias: ejecuciones, deportación de Burgondofarones, confiscación de bienes; la nobleza local fue reemplazada por leudes austrasios, o bávaros. Los dignatarios de la Iglesia no se salvaron: Haimer, obispo de Auxerre, fue arrestado y sus propiedades se dividieron entre seis príncipes bávaros; las de la iglesia de Langres pasaron a un hermano de Pipino el Breve, Rémy, que será arzobispo de Ruan (753-763). Burgundia fue colonizada por los francos del reino de Austrasia. En 742, a la muerte de Carlos, la custodia de Burgundia, aumentada con las tierras de las actuales Alsacia y Lorena, de Provenza y el Languedoc se confiaron a su hijo Pipino el Breve (r. 751-768) y luego pasaron en 768 a Carloman I (r. 768-771), hijo de Pipino, con una nueva distribución territorial. Las divisiones arbitrarias de los carolingios finalmente rompieron la unidad del antiguo reino burgundio. Los textos todavía hablan de Burgundia o de regnum Burgundiæ, pero esas denominaciones no tienen más que un valor geográfico. Borgoña se convirtió en un mosaico de pagi. El reino de Burgundia subsistirá solo en «Outre-Saône», al otro lado del Saona.

#### Lospagiborgoñones, divisiones administrativas

Los pagi carolingios de la Borgoña franca

Para apoyar su política de unificación y centralización, los carolingios establecieronn el pagus, una circunscripción administrativa en la que el poder central estaba representado por un conde o un obispo, funcionario dependiente del Palacio. Los pagi, en su trazado, permiten percibir la continuidad de los viejos límites readaptados, mientras que difieren de las antiguas divisiones galas de las cuales a menudo representan solo una fracción. Su delimitación en «Borgoña franca», como el estudio de las cartas rurales y de las subdivisiones eclesiásticas medievales, permite reconstruirla, no es uniforme: «En Borgoña, las regiones occidentales y meridionales mantienen un marco muy cercano a los marcos romanos, con manantiales centrados en las grandes ciudades donde se asientan los obispos. En la antigua ciudad de los lingones, por otro lado, la situación es mucho más compleja y los países [comarcas] numerosos».
Maurice Chaume elaboró una lista de los pagi o «pays» a partir de los cuales se constituyeron las Borgoñas ducal y condal. Se pueden citar: al este del Saona («Outre-Saône») el Amous, el Escuens, el Varais (pagus de Besançon) y, abarcando su curso superior, el Portois (cuyo nombre proviene de Port-sur-Saône); y, en su margen derecha, el Bassigny, el Bolesmois, el Barrois, el Langrois (o Langogne), el Lassois (ubicado cerca de Châtillon que tomó su nombre del antiguo castrum de Latisco, del que dependía la necrópolis de Vix), el Duesmois (o país de Duesme, entonces importante fortaleza), el Tonnerrois, el Auxois, el Memontois (que comprendía el sur de la Montagne), el Dijonnais, el Atuyer (país de los attuariamos), el Oscheret (o país del Ouche) y también el Beaunois, el Chaunois y el Mâconnais; el Autunois y el Nivernais, atravesados por el río Loira; el Avallois, por el río Cure; el Auxerrois y el Sénonais, por el río Yonne; y más al norte, el Troiesin y el Brenois, a los que se puede agregar el modesto Blaisois.

#### El desmembramiento de Burgundia

La partición del Imperio carolingio en el tratado de Verdún en 843

Carlomagno (r. 768-814), después de haber unificado el conjunto de los territorios francos, permitió que el antiguo reino burgundio conservara su unidad bajo su reinado. Pero en vida, al organizar su sucesión en beneficio de sus hijos, ya en 806, la dividió sin conceder la más mínima importancia a la tradición borgoñona. En 817, Luis el Piadoso (r. 814-840) partió de nuevo los pagi que conformaban los territorios borgoñones. Con el nacimiento del futuro Carlos II el Calvo, nacido de un segundo matrimonio, y la voluntad de Luis el Piadoso de dejarle un reino, las particiones se sucedieron. En 829, Luis modificó las atribuciones de las partes hechas a cada uno de esos tres hijos sin tener en cuenta las disposiciones acordadas en 817. Decidió un nuevo reparto en 831, otro en 837, y un último en 839. En treinta y cuatro años, de 806 a 839, escribe Chaume, «la Burgundia sufre hasta seis divisiones diferentes». Los condados se asignaron de acuerdo con estas divisiones a uno u otro de los descendientes de Carlomagno. El día después de la muerte de Luis el Piadoso (840), una grave crisis sucesoria sacudió al Imperio. Una parte decisiva de la lucha emprendida por los hijos de Luis el Piadoso tuvo lugar en Fontenoy-en-Puisaye en 841. La intervención del conde Guerin, el hombre fuerte del sur de Borgoña, el dux Burgundiae potentissimus como le calificaban en ciertos actos, a la cabeza de los contingentes tolosanos, provenzales y borgoñones, en favor de Carlos el Calvo y de Luis el Germánico finalmente terminó con los ejércitos de Lotario I. Lotario se resignó a enviar ofertas de paz a sus dos hermanos que se concretaron con la firma en 843 del tratado de Verdún.
La nueva frontera, entre las posesiones de Carlos II el Calvo y las de Lotario, coincidía aproximadamente con el curso del Saona. Los pagi borgoñones del este se entregaron a Lotario mientras que aquellos ubicados al oeste del Saona pasaron a ser posesiones de Carlos el Calvo. La división del antiguo reino de Borgoña así creada perdurará siglos.
Los textos harán la distinción entonces entre una «Bourgogne franque» —llamada a convertirse en el ducado de Borgoña y compuesta por diecinueve pagi ubicados al oeste de Saona— y una «Bourgogne jurane ou impériale» —la de Lotario, que constaba de veintitrés pagi ubicados al este del Saona—. Entre estos pagi del este, los cuatro pagi de Amous, de Portois, de Escuens y de Varais formaron una entidad territorial que dará nacimiento al condado de Borgoña, que con el tiempo se convertirá en el Franco Condado. Un período de desmembramientos sucesivos siguió a la división de 843. En 855 por el Tratado de Prüm, Lotario entregó principalmente el Lyonnais y la Provenza a su hijo Carlos de Provenza. El territorio cedido, que formara el reino de Provenza, dividió una vez más el antiguo reino burgundio. Como Carlos era demasiado joven, fue Gerardo de Rosellón, el fundador de las abadías de Vézelay y de Pothières, quien ejerció en realidad el poder. Los acuerdos de 855 no fueron definitivos y cuando la línea de Lotario se extinguió con la muerte de Luis II el Joven, Carlos II el Calvo, por el Tratado de Meerssen concluido en 870 con su hermano Luis el Germánico, recuperó con el pagus del Portois y la ciudad episcopal de Besançon la mayor parte de la antigua Burgundia.

#### El reino de Provenza

Las cuatro Borgoñas: el ducado de Borgoña, el condado de Borgoña, la Borgoña transjurana, la Borgoña cisjurana con Provenza; las tres últimas fueron tierras del Sacro Imperio Romano desde 1032.

Después de la muerte en 877 de Carlos II el Calvo, el trono de los francos se tambaleaba y los grandes vasallos se mostraban audaces. El sentimiento del particularismo borgoñón no había desaparecido. El 15 de octubre de 879, reunidos en Mantaille grandes y prelados de la vieja Burgundia, llegados de Besançon, del Lyonnais, de Tarentaise, de Aix y de Arlés, ofrecieron al bivínida Boson —conde de Vienne y de Autun, en posesión de la Borgoña del sur, del Lyonnais, del Viennois, de Provenza—, cuñado de Carlos el Calvo, una corona real que aceptó.
Sin embargo, no tomó el título de rey de Borgoña sino que se intituló Boso Misericordia Dei Rex. Las provincias que se unieron a él superaban en mucho el antiguo reino de Carlos de Provenza, y correspondían a las del antiguo regnum Burgundiæ. Su reino, más grande que el de Gundebaldo, se extendía desde las orillas del Doubs, al norte, hasta las costas del Mediterráneo, al sur, y desbordaba sobre Helvetia e Italia. Bajo su corona se encontraban reunidos una parte de Borgoña, el Bugey, la Bresse, el Delfinado, la Tarentaise, Provenza y parte de Languedoc. Tomó Vienne como capital y tenía una cancillería dirigida por Adalgaire, abad de Flavigny.
Pero el nuevo reino, también llamado «royaume d’Arles» o «royaume de Provence», puso en su contra a la unión de los carolingios. Carlomán II, comprometido con su hija, y Ricardo el Justiciero, su propio hermano, marcharon contra él. Asaltaron Mâcon en 880 y tomaron Vienne después de un asedio de dos años. Bosón, sin embargo, logró mantener su autoridad sobre una parte de sus dominios. Cuando murió en 887, legó la Provenza a Luis el Ciego, su hijo, reconocido «roi de Provence» en Valence en 890. Bosón habría fundado el «royaume de Provence» A la muerte de Bosón, el territorio de la antigua Burgundia quedaba dividido en tres: una Borgoña franca, una Borgoña jurana y el reino de Provenza. Cada una de estas tres unidades territoriales seguirá en adelante su propio destino.

#### El reino de Borgoña de los Güelfos
Uno de los reinos de Borgoña debió su nacimiento a Rodolfo (r. 888-912), de la gran familia de los casa de Welf, hijo de Conrado, conde de Auxerre. Con el título de marqués, ejerció su autoridad sobre la región situada entre el Jura y los Alpes cuando en 888, con la muerte de Carlos el Gordo y la disolución final del imperio de Carlomagno, se transformó en reino ese ducado (salido del pagus Ultrajuranus del siglo VI, que incluía los territorios de Sion y de Avenches, con quizás una porción de la diócesis de Besançon). Rodolfo logró ser reconocido como soberano por los grandes y prelados reunidos en la abadía territorial de San Mauricio de Agaune y creó el «royaume de Bourgogne». Su poder también se extendió a la diócesis de Besançon.
En 933, Rodolfo II incorporó el reino de Provenza a su reino de la Borgoña transjurana. Así nació el reino de Arlès. Después de la muerte de Rodolfo III en 1032, esos territorios quedaron sujetos a la autoridad del Sacro Imperio. En el siglo XII, el reino de Arlès se redujo a su expresión más simple, y los emperadores de Alemania, que se veían siempre como reyes de Arlès, no ejercían sobre él más que una autoridad nominal, dependencia que permaneció sin embargo hasta el siglo XIV.

### La génesis del ducado

#### Ricardo el Justiciero, primer duque de los borgoñones

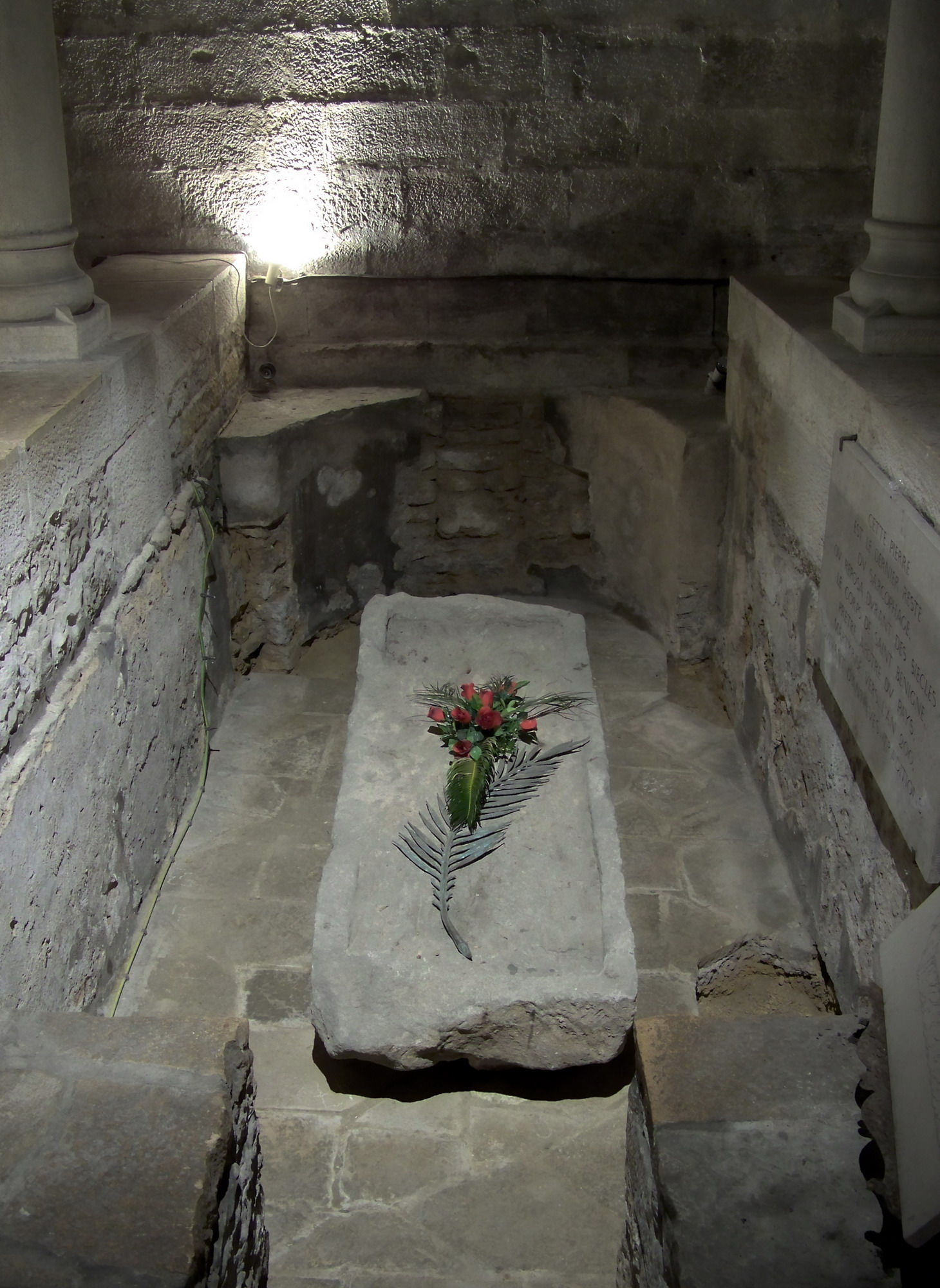
Sarcófago de san Benigno en la cripta de la catedral de Saint Bénigne en Dijon. La primera basílica construida sobre la tumba del santo fue consagrada en 535.

Desde 880, Bosón había perdido su autoridad en gran parte de sus posesiones borgoñonas. En esa misma fecha, de hecho, el condado de Mâcon había sido entregado a Bernard Plantevelue y el condado de Autun estaba bajo la dependencia del hermano de Bosón, Ricardo I de Borgoña, llamado Ricardo el Justiciero. Ricardo, aprovechando la constitución por los reyes carolingios de un gran mando militar, de la persistencia de un particularismo y la aparición de un patriotismo borgoñón, formó un primer boceto de un ducatus Burgundionum, un ducado de Borgoña. Reunió bajo su dominio los condados de Autun, de Nevers, de Auxerre, de Avallon quizás, de Sens, de Troyes, de Brienne, de Chalon y de Beaune. Ricardo también se tituló «duc des Bourguignons» (duque de los borgoñones). En ese momento, los normandos estaban devastando la Borgoña que Carlos el Gordo les había puesto en bandeja. Las reliquias de los santos de la costa atlántica para encontrar allí refugio y los monjes fueron atacados por saqueadores: las abadías de Saint-Germain-d’Auxerre y de Flavigny, las de Vézelay y de Bèze (en 888) fueron presas de las llamas Sin embargo, los monjes de la abadía de Bèze tuvieron tiempo para proteger el cuerpo de su santo patrón Prudencio en la fortaleza de Dijon, que escapó de la destrucción gracias a sus murallas, que habían sido reforzadas por el obispo Isaac. Los suburbios de Auxerre también fueron devastados por el fuego por segunda vez en 889. Las reliquias de los santos se trasladaron nuevamente a lugares seguros, como las de Saint Vivant, expulsadas del país de Amous (aldea de Saint-Vivant, pueblo de Biarne en el Jura), que encontraron asilo con sus monjes cerca de Manassès en Vergy. La resistencia victoriosa que Ricardo el Justiciero opuso a los normandos llevó a la victoria de Argenteuil-sur-Armançon. Luego, la derrota que infligió a Rollon en Chartres en 911 le valió fama y prestigio y sirvió como cemento para un naciente sentimiento nacional. «El título de Justiciero que se ha unido a su nombre demuestra que supo remediar la ausencia de orden y de justicia que sufría la sociedad de su tiempo», explica Jacques Flach.
De hecho, había completado la formación de un principado territorial, un «principat», según Jean Richard. Dijon fue entonces elegida como nueva capital.

#### Hugo el Grande, duque de Borgoña
Raúl, el hijo mayor de Ricardo el Justiciero y heredero de los honores y lealtades de su padre, fue duque entre 921 y 923. Su hermano menor, Hugo el Negro, reagrupó un área importante desde el Lyonnais hasta los condados de «Outre-Saône», el futuro Franco Condado. En 923, los grandes del reino ciñeron a Raúl con la corona de Francia Occidental (r- 923-936). Hugo el Negro (r. 923-952) recibió mientras tanto el ducado de Borgoña tras la coronación de su hermano. Perdió parte de su ducado y se retiró a sus tierras de «Outre-Saône», pero conservó el condado de Autun y logró mantener la fidelidad de los condes de Beaune, de Nevers y de Mâcon.
Un conflicto enfrentó luego a Hugo el Grande (padre de Hugo Capeto), hijo del rey Roberto I de la Francia Occidental y conde de París, al rey carolingio Luis IV de Francia Occidental (r. 936-954). Tras la muerte de Roberto en la batalla de Soissons en 923, los nobles habían ofrecido a Hugo la corona, que rechazó y había pasado a su cuñado, Raúl de Francia. En el año 936, al fallecer Raúl, Hugo tuvo un destacado papel en el regreso de Luis IV desde Inglaterra ese año 936. Hugo llegó a controlar todo el territorio situado entre los ríos Loira y Sena, prácticamente lo que había sido la antigua Neustria, con la excepción del territorio que había sido cedido a los normandos en 911. El título ducal fue para él y recuperó las ciudades de Troyes, Sens, Auxerre y Dijon, mientras que Luis IV incorporaba Langres y Dijon a su propio dominio. Pero al casarse Hugo ese mismo año con Hedwige de Sajonia, hija de Enrique I el Pajarero de la Francia Oriental (Germania) y hermana del emperador Otón I el Grande, se iniciaron las disputas entre él y Luis IV, al que se negó a reconocer y al que solamente dejó controlar de forma efectiva Laon y algunos territorios del norte del país. Tras la muerte del monarca en 954, el poderoso duque de Francia y conde de París fue el primero en apoyar y reconocer como sucesor en la Francia Occidental a Lotario (r. 954-986).

El reino de Borgoña y el Sacro Imperio en el año 1000

A la muerte de Hugo el Grande en 956, el ducado, el título del duque borgoñón y los bienes públicos relacionados con él fueron puestos bajo la tutela de Bruno, arzobispo de Colonia y duque de Lotaringia, hermano del rey Otón I. En 960 el nuevo rey Lotario consintió que Hugo recibiese la herencia de su padre, con el marquesado de Neustria y el título de duque de los francos, correspondiendo a su hermano, Otón, el ducado de Borgoña (r. 956-965). Gracias a su unión con la hija de Gilberto de Chalon, que llevaba el título de «comes præcipuus Burgondiæ», Otón también había recibido las tierras aportadas como dote por su esposa. Los condados de Beaune, de Autun, de Auxerre y de Avallon quedaron reunidos bajo la autoridad de los robertianos y nuevamente constituyeron un vasto ducado de Borgoña, pero Langres, Dijon y Chalon aún escapaban a la autoridad ducal. Otón murió prematuramente el 23 de febrero de 965. Le sucedió su hermano, Enrique I de Borgoña (r. 965-1002). Por falta de heredero, designó para sucederlo a Otón-Guillermo, el hijo de Adalberto II de Ivrea y del primer matrimonio de la entonces su esposa, Gerberga. Este último era al mismo tiempo conde de Mâcon y conde de Borgoña. Su matrimonio le permitió reunir los cuatro condados de «Outre-Saône», Amous, Portois, Escuens y Varais, (es decir, el futuro Franco Condado), así como el de Mâcon. Por parte de su madre se agregaban los derechos al condado de Chalon y su esposa, hermana del obispo de Langres Brun de Roucy, le había otorgado algunos derechos en la región de Dijon. Cuando Enrique murió el 15 de octubre de 1002, la gran Borgoña reconoció a Otón-Guillermo como duque de Borgoña (r. 1002-1004). Realizó la unión de los dos Borgoñas, ubicadas a ambos lados del Saona, pero encontró ante él a un gran contendiente: el propio rey de Francia, Roberto el Piadoso, el hijo de Hugo Capeto.

#### El capeto Roberto el Piadoso conquista el Ducado
El rey Roberto II el Piadoso (r. 996-1031) no permitió reconstruir el principado esbozado por Hugo el Negro en la primera mitad del siglo X. Los enfrentamientos tuvieron lugar en el condado de Auxerre, en poder de un fiel de Otón-Guillermo, el conde Landry de Nevers. Pero Otón-Guillermo se preocupaba mucho más por sus tierras de «Outre-Saône» y finalmente renunció a la herencia borgoñona en 1005 y 1006. El rey Roberto el Piadoso tomó posesión del ducado pero aún tuvo que luchar contra la hostilidad de Brunon de Roucy. Fue necesario esperar a la muerte del obispo, el 31 de enero de 1016, para poner sus manos en el castrum de Dijon. El rey Roberto transmitió a su segundo hijo Enrique el título ducal. Dada su corta edad, Roberto aseguró el gobierno del ducado. La muerte de Hugo, su hermano mayor, convirtió a Enrique en el heredero de la corona de Francia. El rey Roberto murió en 1031 después de haber designado como duque de Borgoña a su hijo menor, también llamado Roberto y cuyos descendientes reinaron hasta 1361.

## El ducado capeto

### De Roberto I a Hugo V

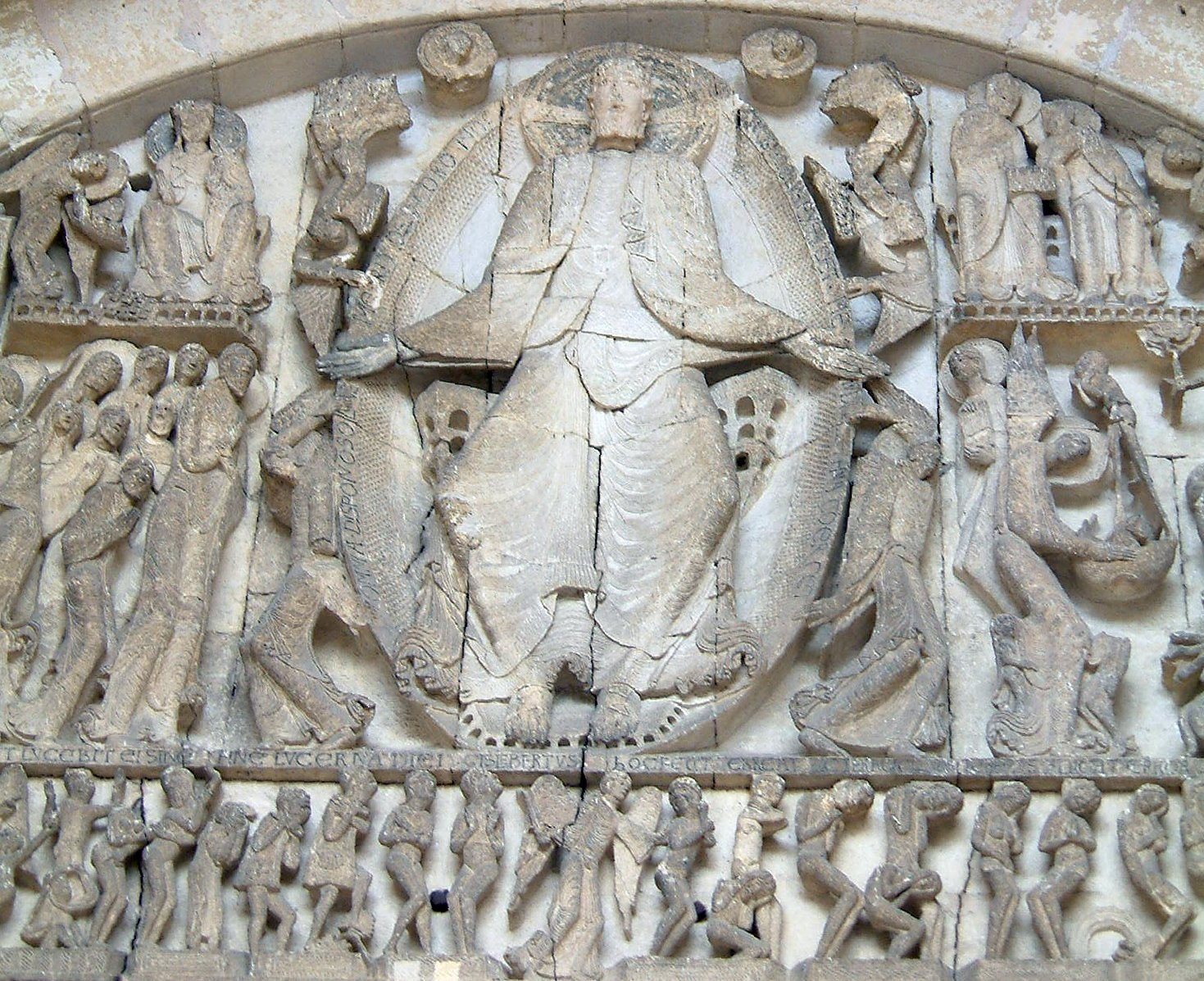
Catedral de Saint-Lazare de Autun. Tímpano de la portada occidental acabado hacia 1150, que representa el Juicio Final.

El linaje de los duques capetos de Borgoña
Doce duques capetos de Borgoña reinaron en el trono ducal, desde el año 1031 hasta el año 1361. Roberto I de Borgoña, el primero de la línea, fue duque de Borgoña de 1031 a 1076. Su hijo Enrique murió prematuramente, su nieto Hugo I de Borgoña lo sucedió en 1075. Su reinado duró solo tres años. Escuchando el consejo de Hugo de Semur, abad de Cluny, dejó el ducado para convertirse en monje en Cluny, donde murió en 1093. Su hermano Eudes I de Borgoña ciñió la corona ducal y reinó sobre el ducado entre 1078 y 1102, que transmitió a su hijo Hugo II en 1101. El reinado de Hugo II terminó en 1143. La sucesión fue de padre a hijo hasta Hugo V. Ciñeron sucesivamente la corona ducal: Eudes II (1143-1162), Hugo III (1162-1192), Eudes III (1192-1218), Hugo IV (1218-1272), Roberto II (1272-1306), Hugo V (1306-1315). Después de Hugo V, quien murió en su juventud, su hermano Eudes IV se sentó en el trono de Borgoña desde 1315 hasta 1349. Su hijo Felipe murió accidentalmente de una caída de caballo a la edad de veintitrés años. La sucesión de Borgoña regresó a Felipe de Rouvres, el último del linaje, que llevó el título ducal de 1349 a 1361. Felipe murió de la peste, después de unos días de enfermedad, el 21 de noviembre de 1361. Con él se extinguió la línea de los Capetos de Borgoña. Tres siglos y medio de continuidad dinástica favorecieron el desarrollo de Borgoña y permitieron escribir su historia libre de cualquier convulsión sucesoria. Al final de ese período, los Capetos de Borgoña lograron hacer del ducado un principado coherente en el que su autoridad, basada en la riqueza de las propiedades y monetaria que desarrollaron, les otorgaba un poder que, después del siglo XII, ninguno de sus vasallos intentó cuestionar. Borgoña irradiaba intelectualmente, artísticamente y económicamente. La protección de los duques había permitido la construcción de muchos monasterios. Los monjes de Cluny, los de Císter con su carismático abad Bernardo de Claraval, hicieron a través de sus acciones espirituales, políticas y eclesiásticas, escuchar sus voces en toda Europa. Los descendientes de Hugo Capeto en Borgoña transmitieron en el siglo XIV a Felipe el Audaz, el primer duque de la casa capeta de Valois, un ducado unido y cohesionado, premisas del estado principesco del duque Felipe el Bueno.
En la noche del 18 de enero de 1155, toda la Borgoña se vio sacudida por tres terremotos violentos.

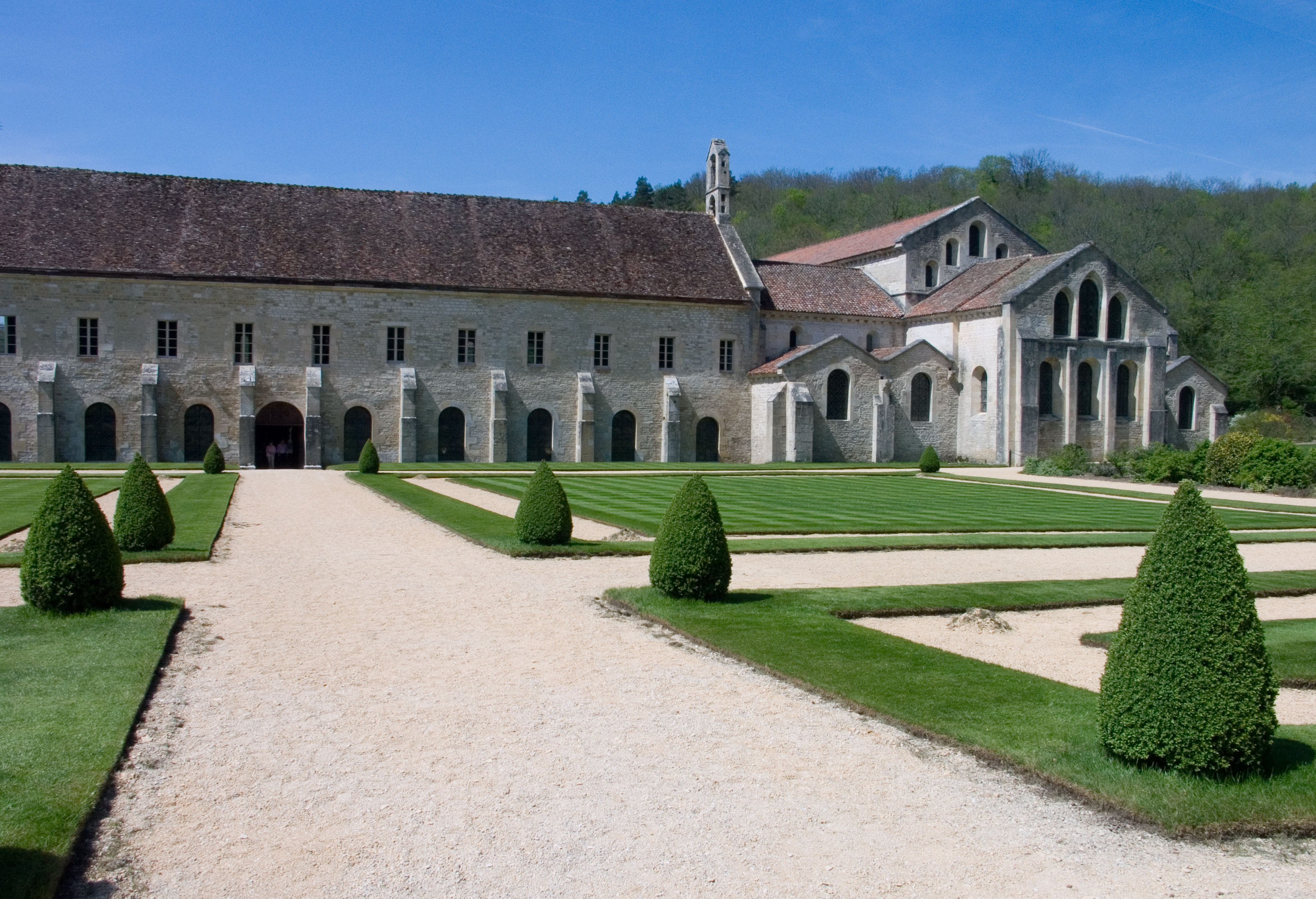
La abadía cisterciense de Fontenay fundada en 1118 por Bernard de Clairvaux y establecida en 1130 en su ubicación actual está catalogada como Patrimonio de la Humanidad por UNESCO.

La lenta construcción del ducado capeto
Más pequeño que el anterior, el nuevo ducado borgoñón de Roberto I solo incluía los condados de Autun, de Avallon, de Beaune y de Dijon como elementos esenciales. Hugo II y Eudes II, los dos primeros duques capetos, inauguraron las adquisiciones: mediante anexiones, el condado de Auxois, una parte de Chalon, el condado de Grignon; por usurpaciones, también sobre dominios eclesiásticos, Flavigny, Châtillon-sur-Seine, Brazey-en-Plaine, o incluso Saint-Jean-de-Losne y Dijon. Estas adquisiciones supusieron un aumento significativo del dominio. Hugo III fue una figura notable de la línea ducal del siglo XII, cuyo prestigio no cesaba de crecer. Además de la extensión del movimiento ducal que llevó a cabo en Châtillon-sur-Seine, su matrimonio en segundas nupcias con Beatriz de Albon, detentora de dominios considerables de la casa de Albon, le supuso un aumento sustancial de su riqueza terrateniente. Ubicado en la tierra del Sacro Imperio, el condado de Albon convirtió al duque en un príncipe del Imperio y su política lo acercó al emperador Federico Barbaroja. No dudó en desafiar al rey Felipe Augusto durante el conflicto que opuso al duque al señor de Vergy. Pero después de la derrota infligida en 1186 por Felipe Augusto en la batalla de Chatillon-sur-Seine, actuará, al igual que sus sucesores, como un vasallo fiel del rey de Francia. Su hijo Eudes III, debido a su matrimonio con Alix de Vergy, finalmente incorporó el formidable señorío de Vergy al dominio ducal. El duque siguió siendo uno de los asistentes más seguros del rey, a quien le dio prueba de su fidelidad en el caso de divorcio, y luego en la batalla de Bouvines (1214), donde fue herido. Eudes III, quien murió en 1218, dejó la corona ducal a Hugo IV, su hijo de seis años. Su madre, la duquesa Alicia de Vergy (1182-1252), aseguró la regencia. Se distinguió por su buena administración. Adquirió en 1225, en el corazón del Condado, el importante señorío de Salins y así realizó el primer paso en la anexión al ducado de esa provincia que, además, aportó al tesoro ducal los considerables ingresos de las salinas locales. Hugo IV persiguió una política activa de aumentar su influencia en las tierras condales. De un intercambio concluido el 15 de junio de 1237 con Jean de Chalon, se deshizo de las tierras de Salins pero recibió, a cambio, todo el condado de Chalon, el de Auxonne y sus dependencias y especialmente, según Jean Richard «il démantèle la ligne des places-fortes comtoises et ouvre l'ancien comté d'Amous aux entreprises ducales». Siguió mordisqueando el territorio Condal que bordeaba el Saona y el valle inferior del Ognon. Por el tratado de 1269, Hugo IV obligó al conde Palatino Otón IV a rendirle homenaje por Dole. Roberto II, yerno del futuro rey san Luis, continuó el proyecto de extender la influencia ducal en el territorio de Condado, pero el proyecto de matrimonio del hijo del duque con Juana, la hija del conde Oton IV, fracasó. El condado pasó luego a la Casa de Francia. La guerra de sucesión del Dauphine, de 1283 a 1289, le permitió obtener la cesión de las castellanías de Cuisery, de Sagy y de Savigny-en-Revermont. El duque Roberto murió el 24 de marzo de 1306 y el ducado regresó a Hugo V, un niño de doce años. Era de constitución débil, y falleció siete años después. Durante esos siete años, la regencia fue asegurada en parte por la duquesa Inés.

### La Borgoña capeta, tierra de los monjes

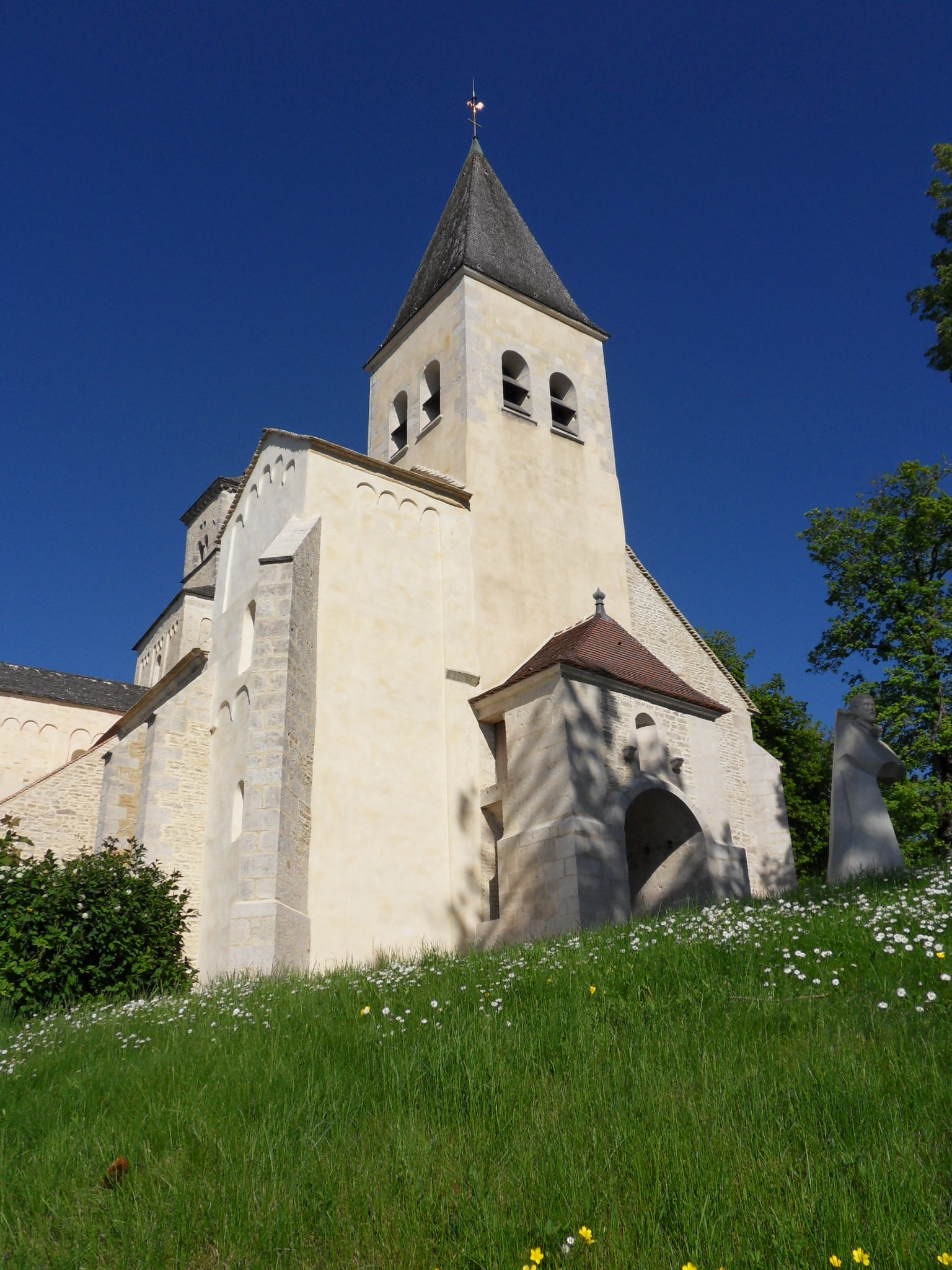
La iglesia de Saint-Vorles de Châtillon-sur-Seine ejemplo con la abacial de Tournus, de la primera época románica en Borgoña.

Borgoña constituía una tierra de elección del monacato. En el siglo IX, a pesar de algunos focos activos de vida religiosa —como la abadía de San Germán de Auxerre— y de fundaciones de abadías —incluidas, entre las más famosas, las de Sainte-Marie de Vercellacus (Saint-Père bajo Vézelay), para las monjas (Vézelay) y de los Saints-Pierre-et-Paul de Pothières, para los monjes (858-859), debidas a la generosidad de Girart de Roussillon, conde de Vienne, y de su esposa Berthe— las abadías que habían sufrido las invasiones en Borgoña estaban experimentando un declive. La renovación llegó con la fundación en 909 de la abadía de Cluny, debida a la donación de una villa, un simple lugar de encuentro de caza, del duque de Aquitania Guillermo el Piadoso al monje Bernon para que un «monasterio regular fuese construido allí en honor de los apóstoles Pedro y Pablo» y que fue puesto bajo la protección inmediata de la Santa Sede. Después de un comienzo difícil, la abadía, dirigida por una sucesión de grandes abades (Mayeul, Odilon de Mercœur, Hugo, cuñado del duque de Borgoña Roberto I)), aumentó en el siglo XI su influencia y alcanzó su apogeo en el siglo XII. En ese momento, casi mil quinientos monasterios estaban bajo su autoridad. La influencia de Cluny, espiritual, económica, política, artística e intelectual, se estaba extendiendo por toda Europa. Un gran impulso de construcción marcó a Borgoña y al monje Rodolfus Glaber para escribir a principios del siglo XI que Borgoña se cubría con el manto blanco de las iglesias.
Al conceder la primacía a la liturgia y a la suntuosidad del Oficio Divino, los benedictinos de Cluny, grandes constructores, emprendieron la construcción de muchos edificios. Borgoña vio a Cluny sentar las bases de un arte románico en el que los benedictinos dieron su medida completa. El arte románico borgoñón, hasta entonces influenciado por los cánones arquitectónicos del norte de Italia, y aplicado por primera vez por Guillermo de Volpiano en San Benigno en Dijon, tramó su propio estilo. La iglesia de San Filiberto de Tournus, un proyecto del abad Wago, una obra maestra de ese arte románico del sur, fue, con Saint-Vorles de Châtillon-sur-Seine, el ejemplo de la primera época románica. El estilo propio de Cluny apareció por primera vez en la construcción de la gran iglesia de la abadía, Cluny III, que fue la iglesia más grande del mundo cristiano hasta la construcción de la basílica de San Pedro. Construida en 1088 por el abad Hugo de Cluny, será víctima de la Revolución; todo lo que queda hoy es el campanario alto, llamado «l'Eau bénite», y la torre cuadrada «de l'Horloge». Ese arte románico borgoñón, manifestación artística del impulso espiritual que marcó el siglo, irradió en toda Borgoña desde Tournus y de San Benigno. La pureza de ese arte de maestros constructores bajo influencia cluniacense todavía se puede apreciar en el Brionnais, en el Mâconnais, en el Charolais; son ejemplos Chapaize, Paray-le-Monial, la basílica Saint-Andoche de Saulieu, Semur-en-Brionnais, La Charité-sur-Loire o Brancion.
Habiendo dado prioridad a lo temporal sobre la preocupación espiritual, la orden de Cluny entró en decadencia. Como reacción a su poder, llegaban a Borgoña candidatos a la vida monástica que buscaban la penitencia y la austeridad. Roberto de Molesmes, y luego Bernardo de Claraval y sus monjes blancos, encontraron las condiciones para implantar allí su vida comunitaria. La abadía de Císter, fundada en 1098 por Molesmes, se convirtió rápidamente, gracias al carisma de Bernardo de Claraval, en la cuna de la orden del Císter. Los monjes blancos hicieron de esta orden el nuevo hogar de la regeneración de la vida monástica en Borgoña. En un siglo, se convirtieron en la orden más poderosa de Europa antes de experimentar, a su vez, desde el siglo XIII, una decadencia progresiva. Los cistercienses hicieron avanzar considerablemente las tecnologías de su tiempo y la herencia de piedra que legaron a Borgoña puso en valor su concepción del mundo espiritual, temporal y artístico. Para traducir su ideal de pobreza, se aprovecharon de las nuevas formas del arte gótico que provenían de la Île-de-France y privilegiaron la sobriedad de las líneas arquitectónicas, de las que la basílica Sainte-Marie-Madeleine de Vézelay y la abadía de Pontigny constituyeron sus primeras ensayos. La abadía de Fontenay es un buen ejemplo de esa arquitectura en el ducado capeto de Borgoña.

Edificios románicos de Borgoña que datan de alrededor del año 1000
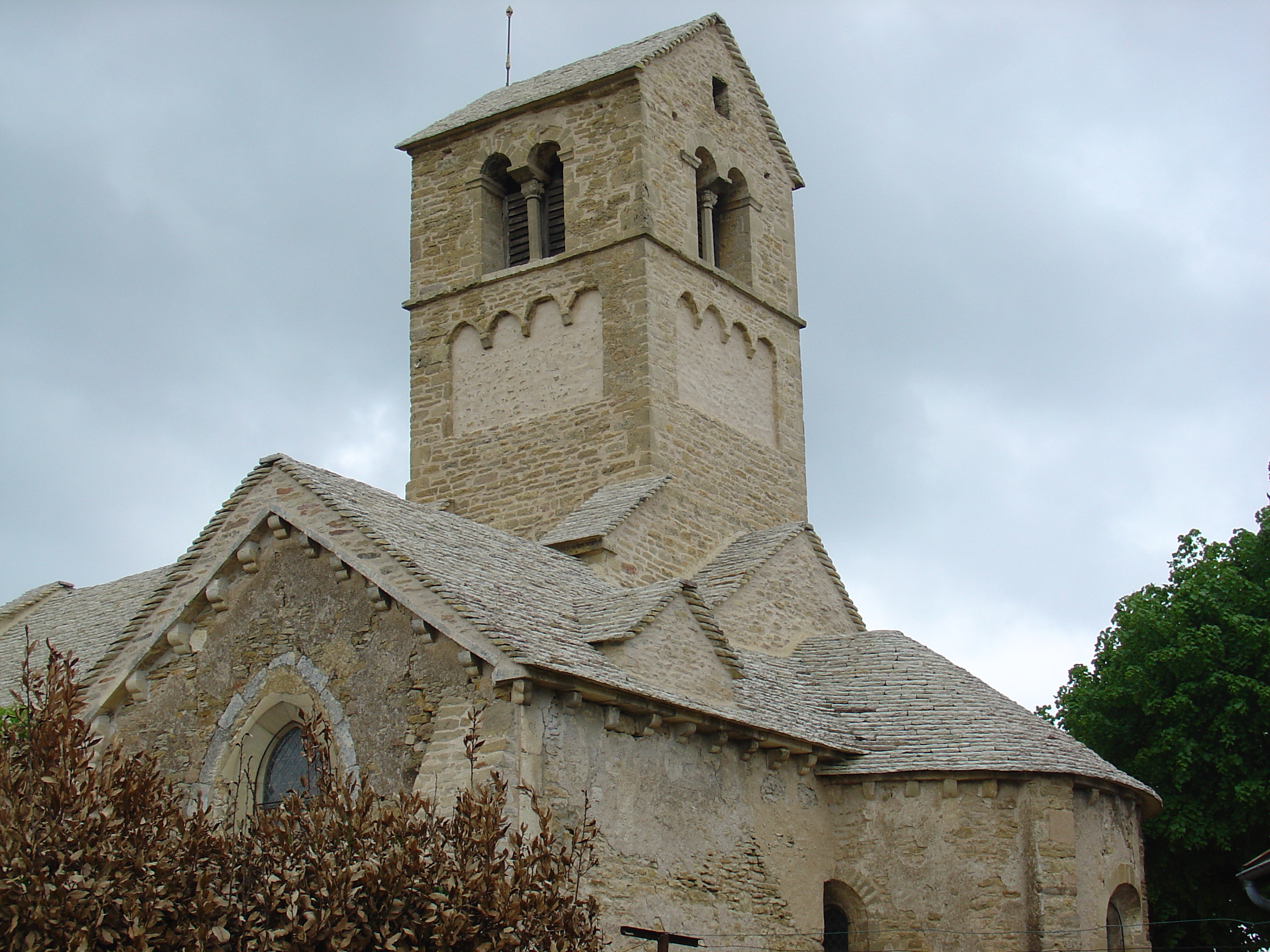
La capilla de Domange, mencionada en una carta de Cluny en 953, presenta arcadas lombardas típicas del primer arte románico
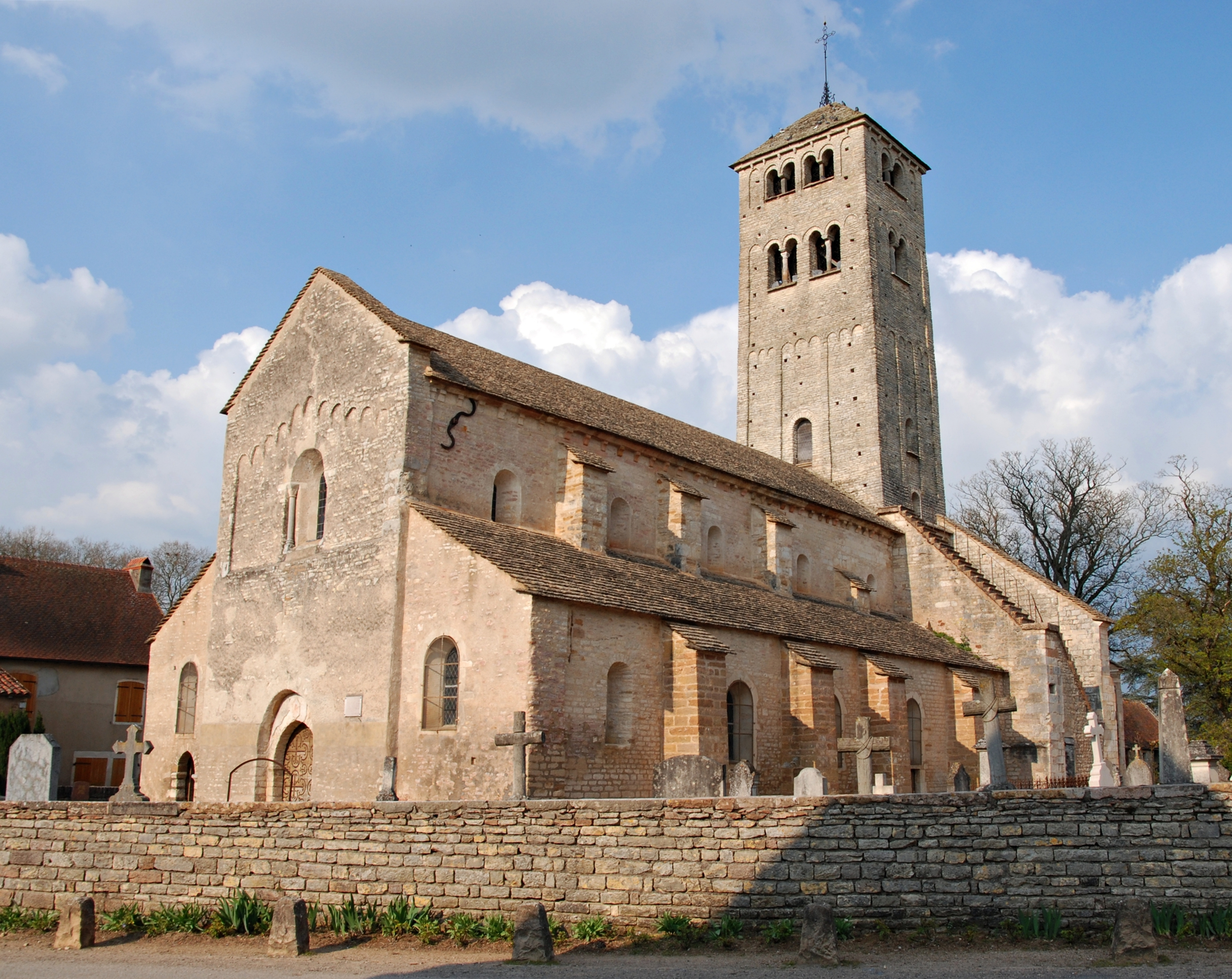
Al igual que Cluny II, el campanario de la iglesia de Saint-Martin de Chapaize (siglo XI) se encuentra sobre el crucero, una disposición que se convertirá en la regla casi absoluta de todas las iglesias románicas de la región.
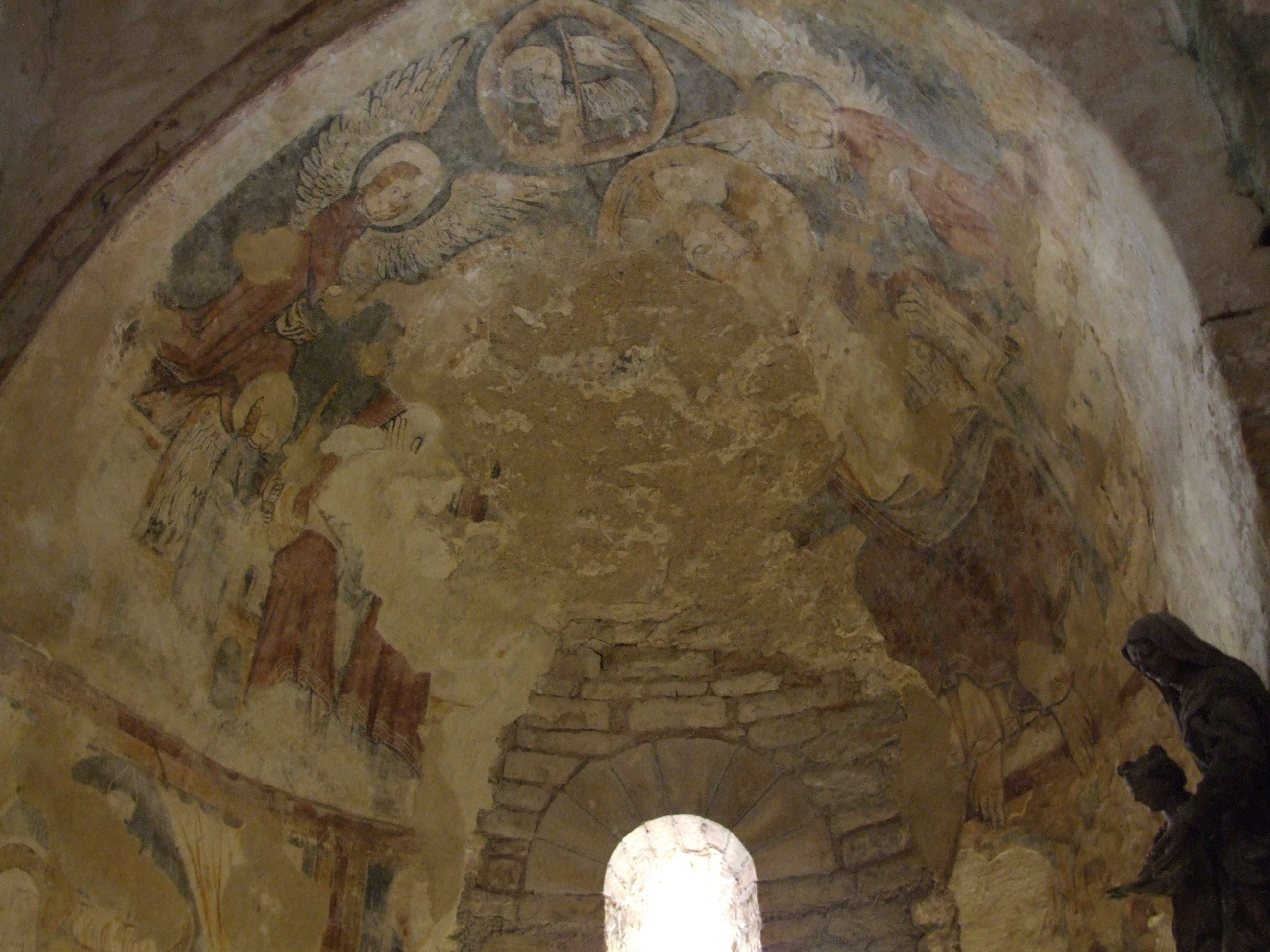
Originalmente, la mayoría de las iglesias románicas estaban recubiertas con pinturas murales Iglesia Saint-Pierre de Brancion
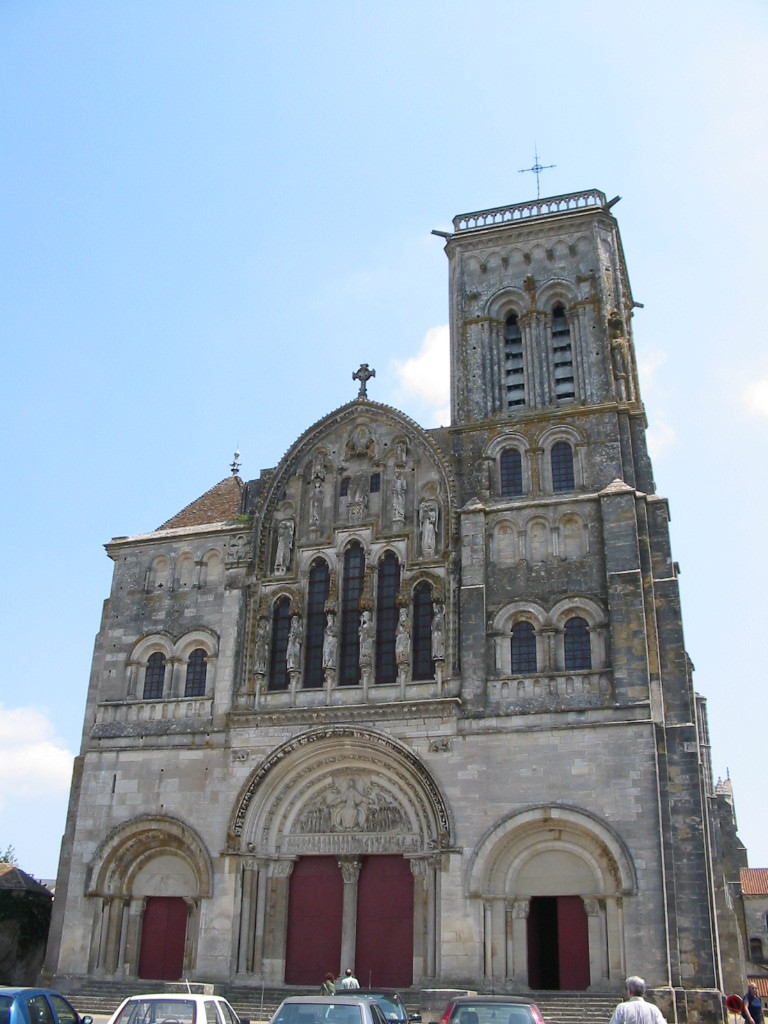
La fachada de la basílica Sainte-Marie-Madeleine de Vézelay, inscrita en el patrimonio mundial de la UNESCO.
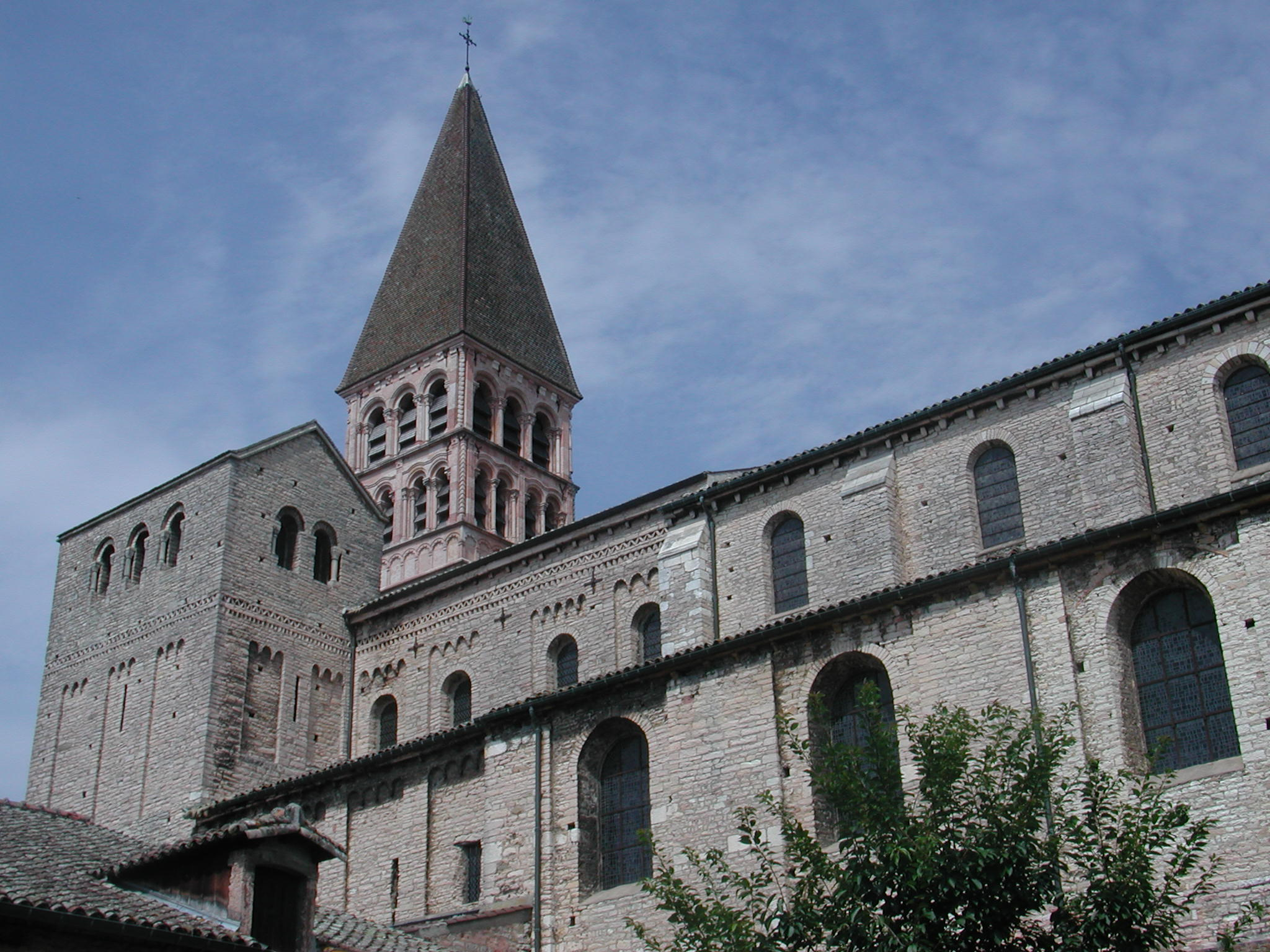
Iglesia abacial de San Filiberto de Tournus. Fachada meridional de la nave (segunda mitad del siglo X) y campanario occidental (circa 1020-1030) que datan del primer arte románico mediterráneo.

### De Eudes IV a Felipe de Rouvres

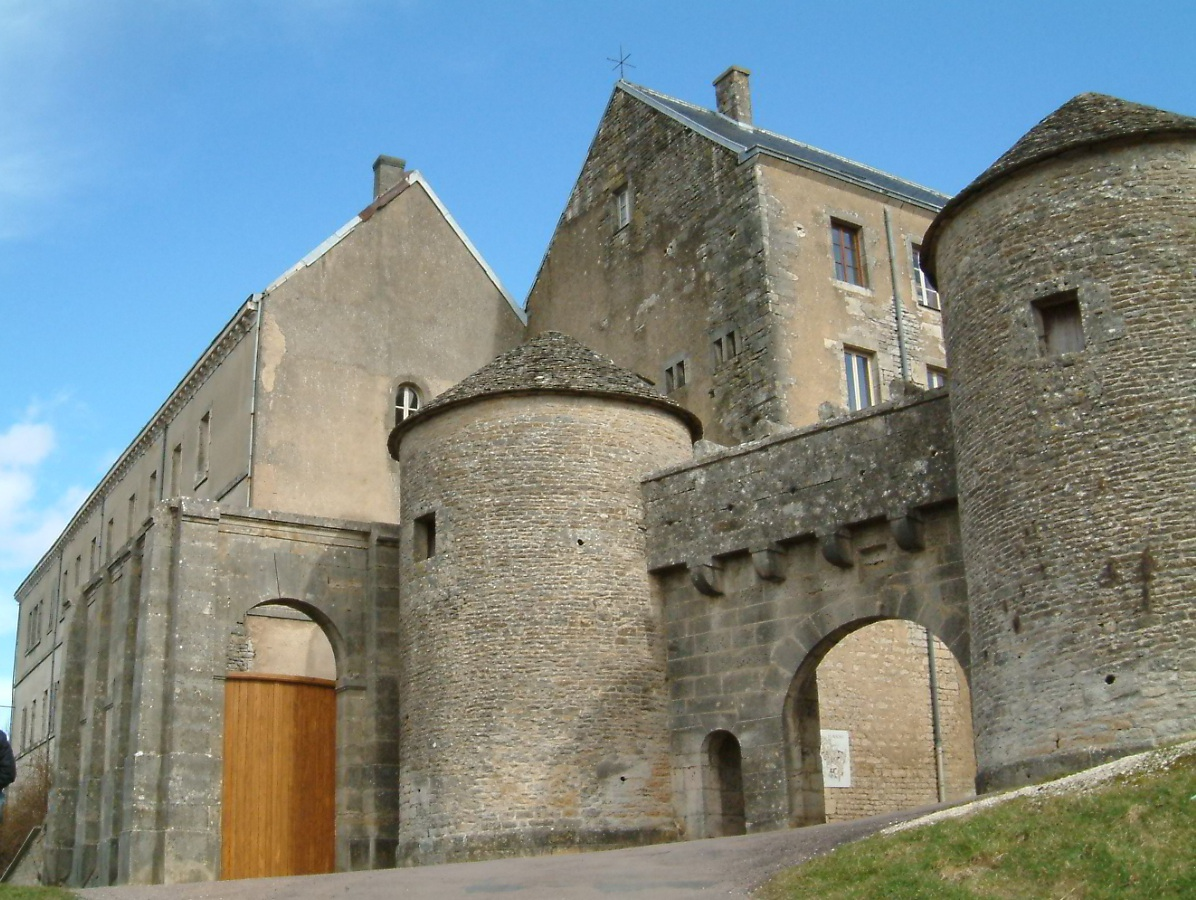
Puerta fortificada en Flavigny-sur-Ozerain.

Borgoña en la Francia de 1328, mapa de William R. Shepherd:
Tierras de realengo y señoríos eclesiásticos franceses
Infantados de los hijos de Luis IX
Feudos del rey de Inglaterra en Francia (1328)
Otros feudos del reino de Francia

Hermano de Hugo V, Eudes IV se hizo cargo del gobierno del ducado. Su matrimonio, el 18 de junio de 1318, con Juana de Francia, la hija de Felipe el Largo, reunió el ducado y el condado de Borgoña después de cinco siglos de separación. También le cedió el Artois. El duque luchó contra los barones franco-condales celosos de su independencia, colocados bajo la bandera de Jean II de Chalon-Arlay y apoyados por el inglés Eduardo III, cuyo interés era provocar la revuelta. Eudes IV conoció el drama de Aiguillon del 10 de agosto de 1346 donde perdió a su único hijo, Felipe. El 3 de abril de 1349 terminó su reinado de 34 años en Sens mientras se desataba la peste. Lucien Febvre dejó escrito del duque: «[...] señor a la vez del Artois lejano y de las dos orillas del Saona, del ducado dócil y del condado rebelde, fue uno de los precursores, real y eficaz, de los grandes duques de Occidente». Su muerte dejó el ducado en manos de su nieto, un niño de tres años, Felipe de Rouvres. Su madre, Juana I de Auvernia, que había aportado al ducado los condados de Boulogne y de Auvernia, aseguró la tutela. Juan el Bueno, entonces duque de Normandía y pronto rey de Francia bajo el nombre de Juan II, viudo de su primera esposa Bona de Luxemburgo, se volvió a casar el 9 de febrero de 1350 con la joven viuda de Felipe de Borgoña. Este matrimonio convirtió a Juan el Bueno en tutor de Borgoña. Habiendo agotado el tesoro real las luchas con Inglaterra, debió resolver pedir ayuda financiera al ducado y reunió a los estados de Borgoña. Pero esa institución, que quería ser la representación de la conciencia borgoñona, no temió oponerse con un rechazo, que se repetirá, especialmente en 1352 y 1356. El cautiverio del rey después de la derrota de Poitiers aceleró el matrimonio del joven duque con Margarita de Flandes, celebrado el 14 de mayo de 1357. La reina Juana se hizo cargo de los asuntos y luego reconoció la mayoría de Felipe, cuyo reinado estuvo marcado por las catástrofes. Durante los años 1359 y 1360, después de la derrota de Brion-sur-Ource (2 de julio de 1359), Borgoña sufrió los estragos de las bandas anglo-navarras y del ejército de Eduardo III que saqueó las abadías de Pontigny y de Chablis y tomó la fortaleza de Flavigny. Saulieu no escapó al saqueo y su basílica Saint-Andoche fue destruida. Felipe, obligado a capitular, firmó el costoso tratado de Guillon (10 de marzo de 1360), mediante el enorme rescate de «deux cent mille deniers d'or au mouton, desdits pays et coin de France», Eduardo III consintió en suspender la guerra y devolver Flavigny. Pero las grandes compañías continuaron con sus estragos por todo el país y se declaró una epidemia de peste. A finales de octubre de 1361, Felipe y Margarita estaban en Rouvres-en-Plaine. El 11 de noviembre de 1361, el duque dictó sus últimas voluntades y murió diez días después, el 21 de marzo de 1361. Con él murió el último duque de Borgoña de la línea de los Capetos. Margarita de Flandes fue viuda antes de haber sido esposa.

### La Borgoña anexionada

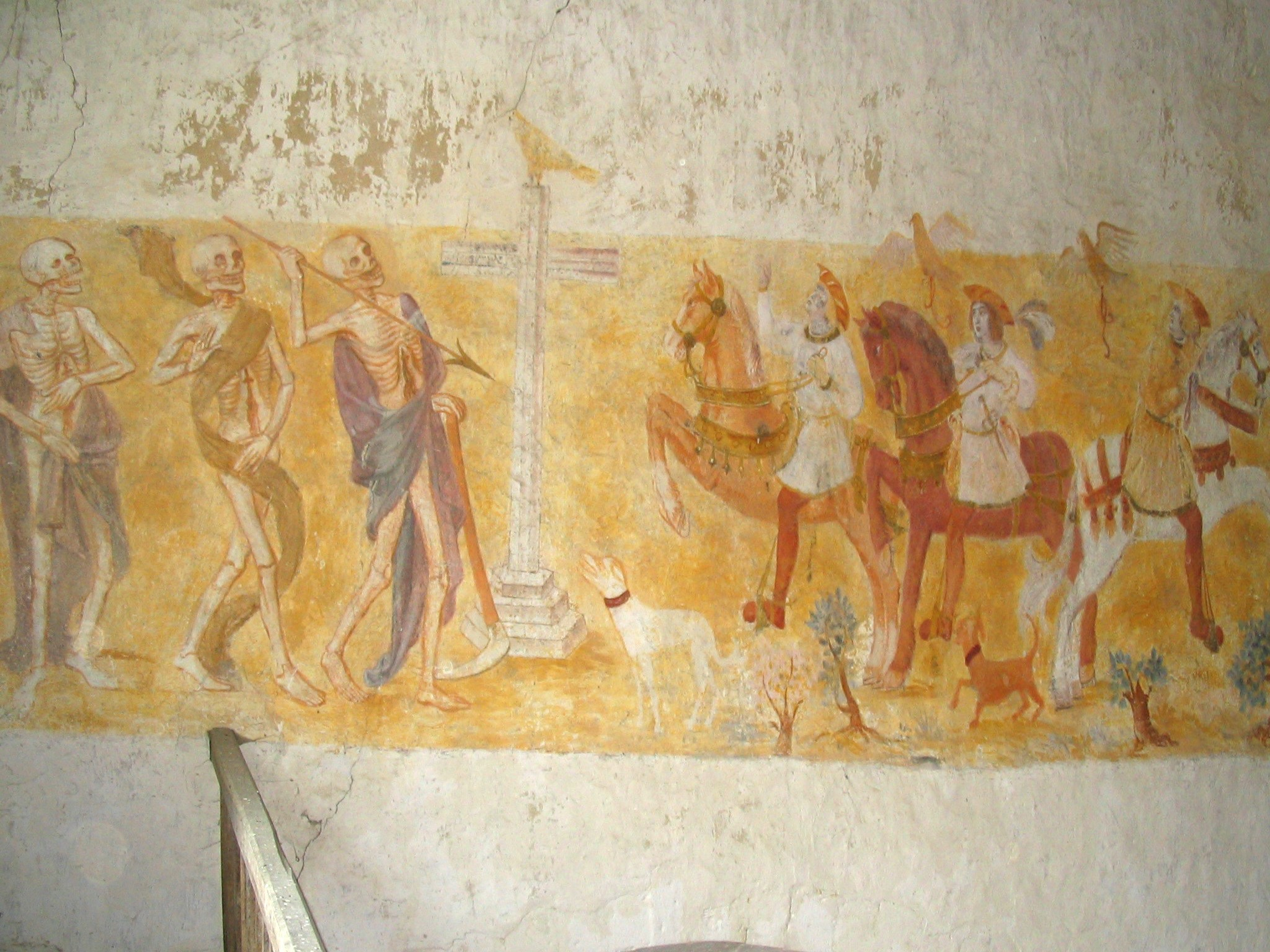
Detalle del fresco del «Dict des trois morts et des trois vifs» que data de finales del, principios del en la Iglesia Saint-Germain de La Ferté-Loupière.

Entre Carlos II de Navarra y Juan II de Francia, los dos pretendientes del ducado, uno rey de Navarra y el otro rey de Francia (el primero también reclamaba el trono del segundo), fue el vencido de Poitiers quien tuvo el favor de los borgoñones. Jean de Boulogne, su amigo íntimo, presidente del Consejo ducal, preparó el reglamento de la sucesión para su beneficio. Por cartas patentes, el rey declaró sucesor a Felipe por derecho de herencia y ligó Borgoña a la corona. Desanimada cualquier oposición, Juan el Bueno pudo prestar juramento en San Benigno de Dijon el 28 de diciembre de 1361 y luego se celebró una reunión solemne de los Estados de Borgoña. El rey dejó Borgoña y confió a Jean de Tancarville el cuidado de regular los asuntos. Sin problemas, el rey de Francia acabó de anexionarse del Ducado. Pero Borgoña no se deslizó en el corazón de la unidad francesa. Según las palabras firmes pronunciadas por los estados en reunión solemne, «el ducado pretende seguir siendo ducado y no quiere convertirse en una provincia que cae en el dominio real». El rey renunció a anexionar Borgoña a la corona. La idea de restablecer un duque de Borgoña germinó en su mente. Por un acta mantenida en secreto con su cuñado, el emperador Carlos IV de Luxemburgo, el rey obtuvo del emperador, para su hijo Felipe, la investidura del Franco Condado, feudo de la movilidad germánica. El acta imperial traicionaba los planes de su padre. La instalación de Felipe en el ducado fue cosa decidida, y lo recibirá en apanage unos meses más tarde. Las grandes compañíasseguían devastando la región. El 6 de abril de 1362 Jacques de Bourbon, auxiliar de Tancarville, sufrió contra estos camineros, en la batalla de Brignais, una rotunda derrota. Los Estados de Borgoña negaron a Tancarville la ayuda necesaria. El rey lo destituyó y concedió a su hijo Felipe II de Borgoña, el 27 de junio de 1363, la tenencia general del ducado, dejándole el cuidado de eliminar las bandas de aventureros. Instado a demostrar su efectividad, el hijo de Juan el Bueno convocó el 3 de julio de 1363 a los Estados de Borgoña, que le otorgaron la ayuda denegada a Tancarville. El camino estaba hecho para hacer de Felipe un nuevo duque de Borgoña.

## Evoluciones sociales y económicas en la Borgoña ducal
A finales del siglo IX, cuando se debilitó, el poder del conde carolingio en su pagus pasó a manos de los maestros de los castillos. Construidos para dar refugio a las poblaciones del campo, primero en madera en el siglo X (los «châteaux à mottes», como el de Toucy, el más antiguo), luego en piedra (como en Semur-en-Brionnais o Bourbon-Lancy), los castillos se multiplicaron en el siglo XI y principios del siglo XII. Los siguientes dos siglos verán la adición en ellos de casas fuertes o fortalezas. La nueva clase de castellanos (en la que destacaron algunas familias, como la de Vergy) dio a luz al feudalismo. Entre los señores feudales, el vínculo del vasallaje, todavía exclusivo del siglo X, luego debilitado por la frecuencia de las múltiples situaciones de tributo, evolucionó desde finales del siglo XI hacia la generalización del homenaje ligero, preferencial. Convertidos en garantes de la seguridad en los alojamientos de sus castillos, esos hombres establecieron una nueva forma de paz pública que difuminaba los tribunales de justicia carolingios. Las disputas que surgían entre ellos se resolvían mediante la guerra privada, azote contra el cual el duque y el conde de Borgoña desarrollaron los «plácitum de Dieu» (fue Hugo I quien los estableció en el Ducado).
La propiedad de la tierra se dividía entre la tierra del fisco (de menor importancia, del 2 a 3 % del suelo en Dijon), los dominios eclesiásticos (los del capítulo de la catedral de Autun en el Val de Saône dan una idea de su importancia) y la propiedad privada, dividida ella misma entre tierras señoriales y tierras campesinas. En la clase de los hombres libres, algunos propietarios hereditarios de alodios («alleux») o tierras libres se convirtieron, cuando fueron capaces de proporcionar asistencia militar a caballo, en vasallos, milites castri, «chevaliers du château». Recibían del señor un feudo a cambio de su fidelidad. Otros, pequeños terratenientes, llamados «campesinos libres» (paysans francs) que buscan protección de un señor laico o eclesiástico, le daban su alleu, que se convirtió en una tenencia y entraban en su dependencia. La última clase, la de los siervos (la esclavitud prácticamente había desaparecido), era la más importante. Completamente dependientes del señor que les daba la tierra que cultivaban, tenían una casa familiar y un pequeño recinto, el «meix», al que agregaban la herencia o las parcelas que adquirían y que era su alleu. Se veían obligados a pagar la chevage, una regalía anual por persona que reflejaba su estado servil.
En el siglo XI, la frontera entre libertad y servidumbre se desvanecía, el pago del chevage (anclaje) era satisfecho solo por una minoría. A partir del siglo XII, fue reemplazado en casi todas partes por el mainmorte y, a partir de entonces, los mainmortables comenzaron a negociar la reducción de sus cargas (así hicieron alrededor de 1100, los habitantes de Bourberain con el abad Étienne de Bèze). Las franquicias se multiplicaron a fines del siglo XII y el mainmorte terminó siendo abolido (sin embargo, permaneció en el Châtillonnais, en el Nivernais y en el este del Auxois). Se otorgaron nuevos derechos a los franquiciados. En las ciudades, los artesanos, viticultores y trabajadores, con los cambistas y los burgueses, la nueva clase social, constituían la masa de una población en crecimiento. El auge urbano aceleró un movimiento de emancipación que a veces tomó una forma insurreccional (como en Vézelay donde, a mediados del siglo XII, surgió un movimiento comunal a partir de un conflicto entre el abad y el conde de Nevers). Los duques de Borgoña gradualmente se resignaron a aceptar la creación de comunas: Dijon obtuvo su carta en 1183-1187, luego Beaune (1203), Montbard (1231), Vitteaux (1251) y Semur-en-Auxois (1276). Los condes de Nevers hicieron lo mismo con Auxerre y Tonnerre. Las villas de comunas se autoadministraban, eligían a sus alcaldes que administraban justicia en nombre del señor; pagaban una tarifa anual al duque por los nuevos derechos obtenidos. Otros obtuvieron solo una carta de franquicia que les otorgaba privilegios más o menos extensos.
Alrededor del año 1000, la mayor parte del comercio se limitaba a los mercados locales, donde los tenentes vendían los productos de la explotación de la tierra: trigo, vino, animales y pescado. El comercio de larga distancia se refería principalmente al hierro, a la sal y a los artículos de lujo para los propietarios o las iglesias. En el siglo XI, la red de carreteras y de ríos, cuya arteria principal era el Saona, se poblaron de comerciantes y de transportistas que llevaban mercancías a París, a las ferias de Champagne, al Midi o a Italia. Los mercados semanales comenzaron a ganar importancia, las ferias borgoñonas las completaban y animaban las ciudades. Las más importantes tenían lugar en Autun, que tenía doce al año, y en Chalon, el centro del comercio de telas del Norte, donde también fluía la producción del Châtillonnais. Tuvieron su máxima importancia al final del siglo XIII y en la primera mitad del siglo XIV, en que su fama llegó a Italia, al Languedoc, al Henao y a Brabante.
Entre los cultivos de cereales, la espelta —que todavía se cultiva en el Châtillonnais— estaba destinada al mercado local, pero el trigo, el centeno o la avena para los caballos, cultivados en el Morvan, también alimentaban el comercio distante; los blacers lombardos se aprovisionaban en Dijon. El vino ocupaba un lugar esencial: bajo la influencia de los monjes de Císter y del duque,se desarrollaron los viñedos, especialmente en el Beaunois, cuya producción ya era famosa en el siglo XII y se vendía en Aviñón y en París. La cría de ganado era igual de importante: el Autunois y el Charolais proporcionaban ganado, el valle del Saona engordaba a los cerdos con los bosques de robles, el Auxois y la Montagne críaban ovejas cuya lana, muy apreciada, tomaba el camino del tejido italiano o proporcionaba la materia prima de la industria local de telas, ubicada principalmente en Châtillon-sur-Seine. El suelo proporcionaba arcilla y hierro. La tejera de Montot alcanzó un nivel industrial. La siderurgia se benefició de la contribución de los cistercienses, pioneros en el uso de la energía hidráulica (la abadía de Fontenay disponía de una potente cascada de agua). Las forjas se encontraban principalmente en el Dijonnais y en el Châtillonnais, donde había simultáneamente agua, madera y el mineral necesarios.
Desde principios del siglo XIV, las epidemias, los episodios de peste (1315, 1348, 1360-1361) y los conflictos se sucedieron hasta 1475. El conflicto entre Carlos el Calvo y Luis XI, acompañado de las exacciones de las grandes compañías y los Écorcheurs —contratistas de guerra que practicaban el saqueo, el rescate, y también las formas habituales de la guerra medieval— provocaron una despoblación. Algunas comarcas quedaron prácticamente desiertas trayendo un período de declive de la economía de Borgoña.

## El gran ducado de los Valois

### Felipe el Audaz

Posesiones de Felipe el Audaz

Por cartas patentes del 2 de junio de 1364, el rey Carlos V confirmó la decisión de su padre de instituir a su hermano menor, el Felipe el Audaz, duque de Borgoña. El joven que recibió el título de duque se reveló dotado de una habilidad política fuera de lo común; era a la vez inteligente, perspicaz y de una personalidad carismática. Era incluso un amante del arte, un erudito de buenas lecturas y un mecenas avisado. También fue el hombre fuerte del consejo del rey Carlos VI. Ejerció la regencia de 1380 a 1388 y, mientras restauraba el orden en las ciudades rebeldes, amplió su principado y tejió una red de alianzas en el Sacro Imperio. Señor del ducado, Felipe se casó el 19 de junio de 1369 con Margarita de Flandes, rica heredera del condado de Flandes y de muchos otros señoríos que regresaron a su posesión a la muerte, sucedida el 30 de enero de 1384, de su suegro, Luis de Male. Esta herencia convirtió al duque en el más poderoso de los «sires de fleurs de lis». Entraron en el dominio ducal los condados de Flandes, de Artois, de Rethel, de Nevers, la baronía de Donzy, los señoríos de Malines et de Salins, las tierras de Isle en Champagne, de Villemaur y de Jully, así como el condado de Borgoña. Sumado a esto, en 1390, el condado de Charolais.
Su herencia flamenca llevó al duque a someter a la Liga de Gante de «Chaperons blancs» en la batalla de Roosebeke (1382). El Jacquemart, el famoso reloj de Cortrique que llevó de regreso como trofeo, todavía se encuentra hoy en el campanario de la iglesia de Nuestra Señora de Dijon. El matrimonio de su hijo Juan sin Miedo, heredero del ducado, con Margarita de Baviera, y de Margarita de Borgoña, hermana de Juan Juan sin Miedo, con Guillermo IV de Henao «hace inexpugnable su situación en los Países Bajos». En 1390, recibió de la duquesa Juana de Brabante el Limburgo que le dio en sucesión a su segundo hijo Antonio. Un edificio borgoñón de proporciones imponentes estaba desde entonces en construcción. La paz con Inglaterra sirvió a sus intereses flamencos: fue uno de los artifices de las negociaciones en torno al matrimonio de Isabel con el rey Ricardo II de Inglaterra. La suspensión de armas firmada el 11 de marzo de 1396 trajo un período de prosperidad para sus dominios flamencos. En 1404, mientras estaba en Bruselas, el duque enfermó y murió el 27 de abril en su castillo cerca de Halle en su sexagésimo tercer año. Fue enterrado en Dijon en la cartuja de Champmol, la necrópolis de los Valois, el 15 de junio de 1404, en una tumba suntuosa que, en el momento de su muerte, aún no estaba terminado.
Dijon, lugar de arte
Incluso aunque el duque residió muy poco en Dijon, la ciudad se impuso como capital del Estado borgoñón. Felipe fundó en un lugar llamado «la motte de Champmol» un convento cartujo que eligió como lugar de enterramiento y que se convertirá en la necrópolis de los duques de Valois. La cartuja de Champmol fue la gloria del primero de los Valois. Su construcción está asociada con los nombres de grandes artistas y retratistas del duque. Jean de Marville y su sucesor Claus Sluter, escultor de genio, fueron los primeros creadores de «l'art bourguignon». Su mayor logro, el gran calvario de la cartuja más tarde llamado «puits de Moïse» y otras obras como el portal de la capilla del monasterio cartujo y la tumba de Felipe el Audaz, situaron a Sluter, según algunos historiadores del arte, a nivel de Miguel Ángel. Dijon se convirtió en un vivero artístico donde se concentraban los talentos procedentes principalmente de Flandes. El mecenazgo de Philippe le Hardi también hizo una gran contribución a la pintura, que conoció un periodo floreciente. La capital de los duques albergaba muchas obras maestras y pinturas y retablos extraordinarios ejecutados por los pintores más grandes de la época: Jean de Beaumetz, Melchior Brœderlam, Jean Malouel, retratista de Juan sain Miedo, Jan Van Eyck, pintor de Felipe el Bueno, su hermano Hubert van Eyck (ambos Van Eyck son autores del retablo del Cordero, conservado en la Catedral de San Bavón de Gante), Henri Bellechose.

### Juan sin Miedo

Los Estados borgoñones bajo Felipe el Bueno

Juan sin Miedo, conde de Nevers, tenía treinta y tres años cuando recibió la herencia paterna, en un clima de rivalidades con su primo Luis I de Orléans. Juan nació el 28 de mayo de 1371 en Dijon. Seguir adelante era su máxima. Su divisa flamenca: «Ik Houdt» (es decir, «no cedo» o «me mantengo firme») da testimonio de su perseverancia. Llevaba el sobrenombre de «sans Peur». El 17 de junio de 1404, el día después de las exequías de su padre en Champmol, el duque hizo «sa joyeuse entrée» en Dijon y confirmó allí, según la costumbre, todos los privilegios. La muerte unos meses después de su madre, Margarita, el 21 de marzo de 1405, lo puso en posesión de su opulenta herencia. Su ilimitada ambición por el poder lo llevó a participar en una lucha despiadada contra Luis I de Orléans. Este último, durante la vida de Philip the Bold, ya se propuso contrarrestar el poder de Borgoña. En 1402, adquirió el ducado de Luxemburgo como una apuesta para evitar el logro de la continuidad territorial entre los estados borgoñones. Fingió querer romper la tregua franco-inglesa, mientras que la industria textil de los Países Bajos Borgoñones se basaba en las importaciones de lana del otro lado del Canal. La intención de luchar aparece incluso en los emblemas elegidos por los dos hombres. Mientras el duque de Orleans adoptó el bastón nudoso, Juan sin Miedo replicó con el cepillo que debe aplanar el garrote. Cada uno aspiraba a eliminar a su rival.
El sueño de dominación del duque de Borgoña lo empujó al crimen. El 20 de noviembre de 1407, Juan y Luis juraron una reconciliación solemne frente a la corte de Francia, pero solo tres días después, el 23 de noviembre, Luis fue brutalmente asesinado en las calles de la ciudad de París, cuando fue atacado por hombres armados, bajo las órdenes de Juan, mientras montaba su caballo y literalmente le amputaron los brazos, dejándolo indefenso. El asesinato desencadenó la guerra civil conocida como la guerra entre armañacs y borgoñones que dividió a Francia en dos campos, donde Juan sin Miedo se presentaba como el defensor de la paz y buscó ganarse la simpatía de la gente del pueblo. Para dominar París, se convirtió en el hombre de los cabochianos, pero se dejó desbordar. En 1415, Enrique V de Inglaterra intervinó en el conflicto. Juan sin Miedo, sin ánimo, trató en secreto con los ingleses que ganaron el 25 de octubre de 1415 la victoria de Azincourt, en la que no participó, pero donde perdió a sus dos hermanos menores, Felipe II de Nevers y Antonio de Brabante, quienes murieron en combate. Todavía fue en secreto cuando reconoció, por un acto de mayo de 1417, a Enrique V de Inglaterra y sus descendientes como herederos del trono de Francia. Francia se vio sumida en una crisis de las más graves y los ejércitos ingleses se mostraban cada vez más amenazantes. En julio de 1419, Juan sin Miedo entabló conversaciones con el Delfín. Arreglan su próxima entrevista en Montereau-Fault-Yonne. El duque va allí el 10 de septiembre de 1419. Fue en el puente donde Juan sin Miedo murió, asesinado con un hacha, en presencia del Delfín y probablemente víctima de la venganza de sus consejeros.

### Felipe el Bueno

Los Estados borgoñones en su apogeo, bajo el reinado de Carlos el Temerario

Felipe III de Borgoña, conde de Charolais, único hijo de Juan sin Miedo, a quien sus súbditos llaman «el Bueno» («le Bon»), tomó el título de duque de Borgoña a la edad de veintitrés años. Un gran mecenas, como su abuelo, amaba el lujo y la cultura. Su corte se convirtió en una de las más brillantes de Europa. Pensó primero en vengar la muerte de su padre y se acercó a los ingleses. En 1420, les salvó el Tratado de Troyes, descrito por los historiógrafos como una verdadera «traición de Troyes»; el rey Carlos VI desheredó a su hijo Carlos y, rompiendo las leyes fundamentales de la monarquía, aportó el derecho de herencia a la corona de Francia a Enrique de Inglaterra. Pero el desheredado, que se llama «le dauphin de Viennois», se rebeló. Se produjo una lucha confusa entre sus partidarios y los anglo-borgoñones. Felipe el Bueno está haciendo campaña y se apoderó de Crépy-en-Laonnais, Sens, Montereau, Melun, ciudades en poder de los partidarios del delfín. El 10 de febrero de 1422, Felipe hizo su entrada solemne en Dijon y juró privilegios; pero los dijonnais eran reacios a prometer fidelidad al rey de Inglaterra. La sucesión de Carlos VI le daba a Francia dos reyes. Carlos VII, el Delfín, se proclamó rey, era el «roi de Bourges»; el rey niño Enrique VI de Inglaterra, «roi de Paris», reconocido oficialmente por el duque de Borgoña, era solo un bebé en nombre del cual Juan de Lancaster, duque de Bedford, aseguró la regencia. La división de Francia era completa. Durante los años 1422-1423, Borgoña sufrió los ataques de los ejércitos de Carlos. Pero el eje de la política ducal se está reduciendo hacia el norte. La política clara y fructífera que el duque llevaba en los Países Bajos lo puso en posesión del condado de Namur, del ducado de Brabante, del Henao, de Holanda, de Zelanda y de Frisia. También era poderoso en el obispado de Utrecht y disponía de los obispados de Cambrai y Tournai. En menos de quince años, Felipe el Bueno sentó las bases para un nuevo estado que incluía las ciudades más grandes y los territorios más ricos de Occidente. La aplicación de su política en los Países Bajos no le impidió brindar asistencia a Bedford, quien, incluso medido, contribuyó a darle la superioridad militar sobre Carlos VII. Las tropas de este último retrocedieron por todas partes. En octubre de 1428, los ingleses estaban frente a Orleans y sitiaron la ciudad hasta la intervención de Juana de Arco que, liberando la ciudad, dio lugar al nacimiento de un sentimiento de patriotismo. Juana cayó en Compiègne a manos del borgoñón Juan de Luxemburgo, fue entregada por Felipe el Bueno a Bedford. En 1429, el ejército de Carlos VII lideró una incursión hacia Reims para consagrar al soberano; muchas ciudades de Champaña y de Picardía regresaron a Francia sin resistencia.
Borgoña quedó aislada de París. El ataque a sus intereses económicos y el surgimiento del partido pro-francés empujaron al duque de Borgoña a una revocación de las alianzas. Las negociaciones con los franceses encontrarán su resultado en la firma del Tratado de Arrás con cláusulas humillantes para el rey de Francia. En compensación por el asesinato de su padre, Felipe el Bueno recibió de Carlos VII el Mâconnais, el Auxerrois, Bar-le-Duc, Luxeuil, las ciudades del Somme, de gran importancia estratégica, y la recaudación de los impuestos en las «elecciones reales» de Autun y de Chalon, preludio de una anexión. Además de todos esos territorios, Carlos VII lo eximió, por el resto de su vida, del homenaje al rey, lo que hacía de Felipe un verdadero soberano, el «grand-duc d’Occident». Sin embargo, la paz de Arras condujo a la ruptura entre el duque de Borgoña y los ingleses. Otra consecuencia del acuerdo, fue que Borgoña sufrió las exacciones de los «Écorcheurs», que reaparecieron. En 1443, el duque agregó Luxemburgo a sus posesiones; estaba entonces a la cabeza de una inmensa unidad territorial que tendía a la resurrección de la Lotaringia y que hacía sombra al mismo rey de Francia. Además, sus relaciones con Carlos VII eran frías y la recepción que le dio a su hijo, el delfín de Francia y futuro Luis XI, en frecuente disputa con su padre, acentuó la tensión entre ambos príncipes. El delfín residió al principio en el castillo de Bruselas, donde se unió con el hijo del duque, el futuro Carlos el Temerario, de quien se convertirá, después de su acceso al trono, en enemigo jurado. El delfín luego residió en el castillo de Halle, donde tuvo un hijo que murió apenas nacido y que fue enterrado en la iglesia de esa ciudad. Pero Carlos VII murió en 1461 y el delfín regresó a París, donde se ciñó la corona de Francia. Unos años más tarde, el 14 de junio de 1467, Felipe el Bueno murió en Brujas, dejando a su hijo Carlos la imponente herencia de las posesiones de Borgoña, causa de la hostilidad entre la rama de los Valois de Francia y los Valois de Borgoña, rama cadete de la anterior.

### Carlos el Temerario
Carlos de Charolais, tercer hijo de Felipe el Bueno y último de los duques Valois de Borgoña, sucedió a su padre en junio de 1467. Disgustado con su padre, se había refugiado en sus tierras de Holanda. Su educación fue ordenada y, al igual que su padre, era colérico e impulsivo. Después de haber dominado las revueltas de Lieja y de Gante, mostró su gusto por el esplendor al invitar a Bruselas a muchos embajadores a presenciar el perdón de los ganteses en una ciudad en celebración en la que se organizaron desfiles y espectáculos en torno a su persona. Luego se volvió contra Francia, decidido a eliminar permanentemente la dependencia de las tierras de Borgoña del rey de Francia.
Una serie de treguas frágiles interrumpieron las hostilidades sin ninguna conclusión. El gran duque alcanzó la cima de su poder y dominaba una vasta Lotaringia sumisa. Por el tratado de Saint-Omer de (9 de mayo de 1469) recibió como prenda del duque Segismundo de Austria la Alsacia, el Sundgau, el condado de Ferrette (Pfirt) y, a finales de 1472, arrancó la cesión de Güeldres y de Zutphen al legado de Arnoldo de Egmond. Sin embargo, en Trier (septiembre-noviembre de 1473), después de las discusiones con Federico III que se quedaron cortas, la corona real se le escapó. Luego adquirió su apodo de Carlos el Temerario. En un discurso-programa proclamado en Dijon el 24 de enero de 1474, fijó las grandes líneas de su ambición, que continuó centrando en la unificación de un vasto territorio mientras adquiría la dignidad real.
Pero, poco después, todo comenzó a debilitarse. Con el tratado de Londres del 25 de julio de 1474, precisó su alianza con Eduardo IV para la división del reino de Francia. Mientras esperaba la llegada de Eduardo al continente, emprendió un asedio de diez meses ante Neuss para complacer a su aliado, el arzobispo de Colonia; este asedio terminó en fracaso. Durante ese tiempo, se levantó una revuelta en Alsacia, que eliminó a su gobernador, Pierre de Hagenbach. Luis XI dirigió una guerra contra el Temerario al mantener hogares de oposición, otorgando subsidios a todos los opositores a su poder. Empujó a los suizos de la Confederación de los VIII cantones a apoyar a los alsacianos y lanzó en 1475 una nueva ofensiva contra Borgoña. Eduardo IV desembarcó en el continente en Calais pero, al darse cuenta de que no recibiría la ayuda prometida por el duque, trató con Luis XI. Los dos soberanos firmaron el tratado de Picquigny el 29 de agosto de 1475, que puso fin a la Guerra de los Cien Años y rompió la alianza anglo-borgoñona. Deseoso de tener sus manos libres para actuar en Lorena, el duque de Borgoña firmó con el rey de Francia la tregua de Soleuvre el 13 de septiembre de 1475.
Carlos se anexionó del país loreno y deseaba castigar a los suizos, culpables de una agresión contra sus tropas Sus acciones estaban guiadas por el pánico y la emoción, mientras que, en las sombras, Luis XI prodigaba consejos y dinero a los suizos. Las sucesivas derrotas contra los cantones suizos, en Grandson y en Morat (1476), y luego contra Renato II de Lorena en Nancy, donde murió el 5 de enero de 1477, pusieron fin al sueño de Borgoña.

Los cuatro duques Valois
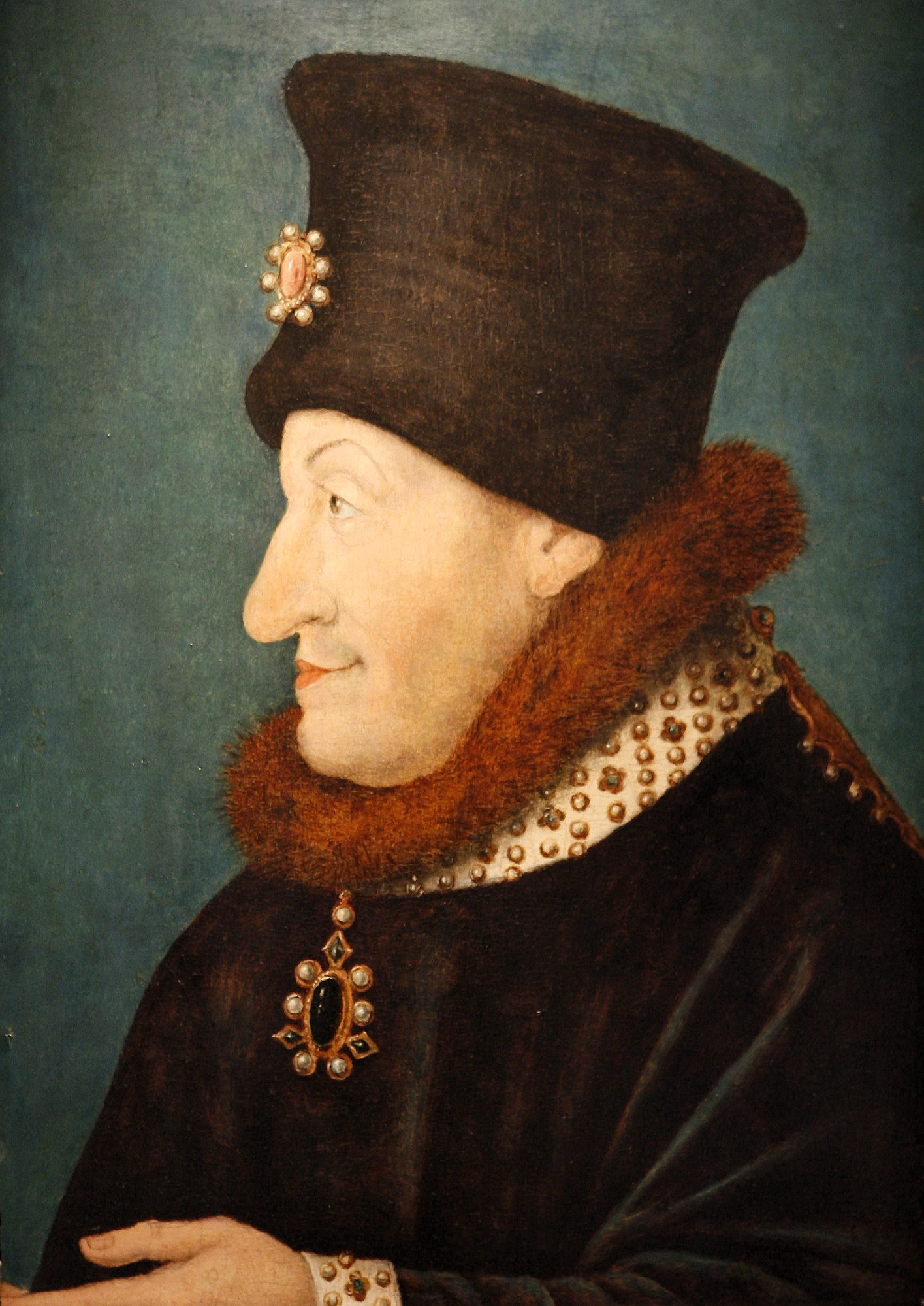
Felipe el Atrevido. Retrato del duque, último cuarto del XV (Museo de Bellas Artes de Dijon)
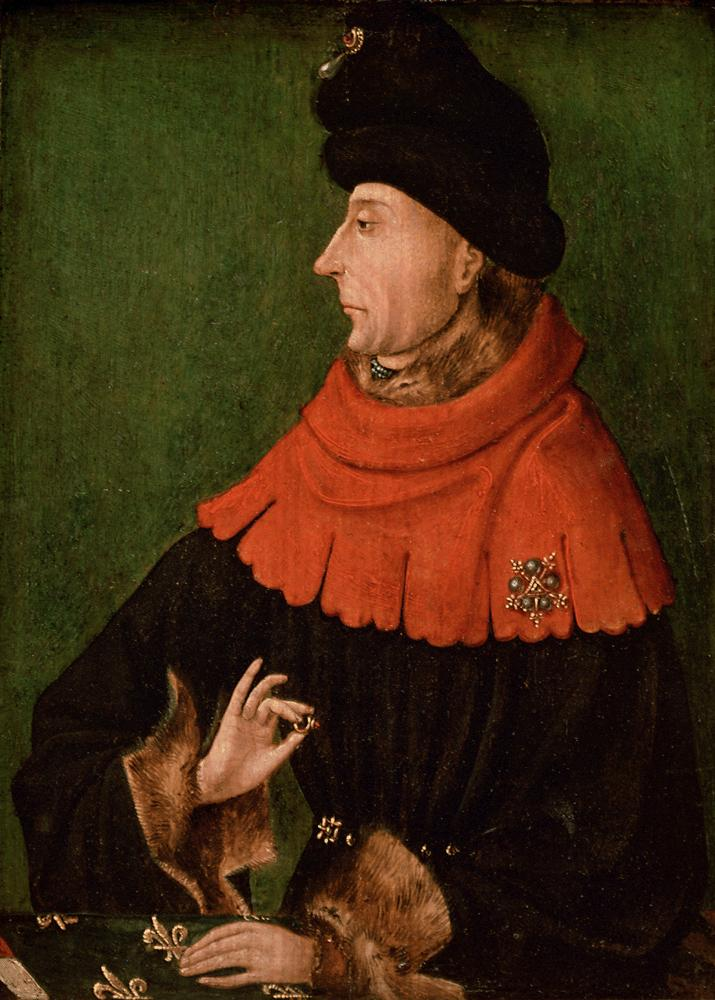
Juan sin Miedo, Museo del Louvre
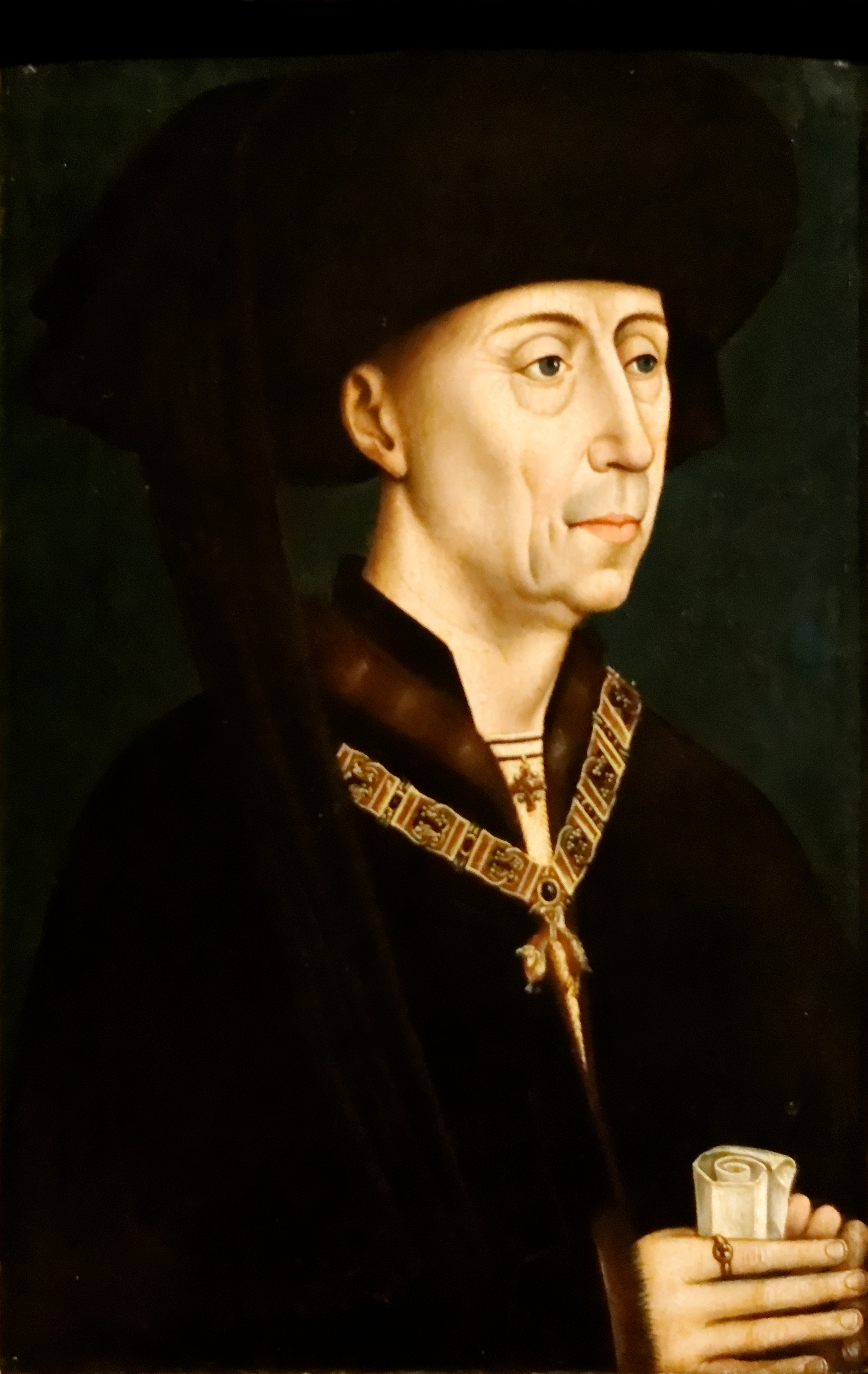
Felipe el Bueno, llevando el collar de la Orden del Toisón de Oro
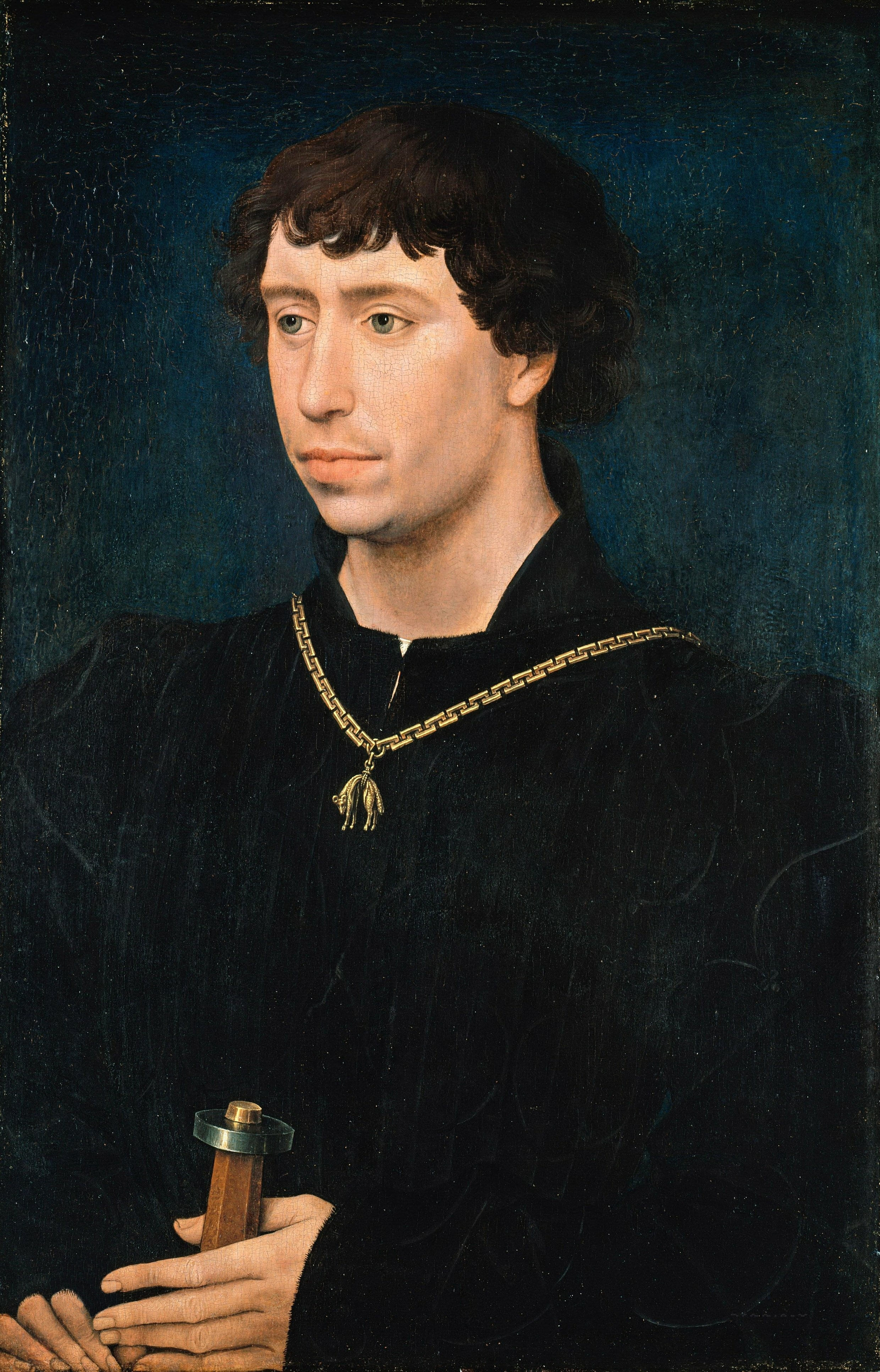
Carlos el Temerario, Gemäldegalerie de Berlín

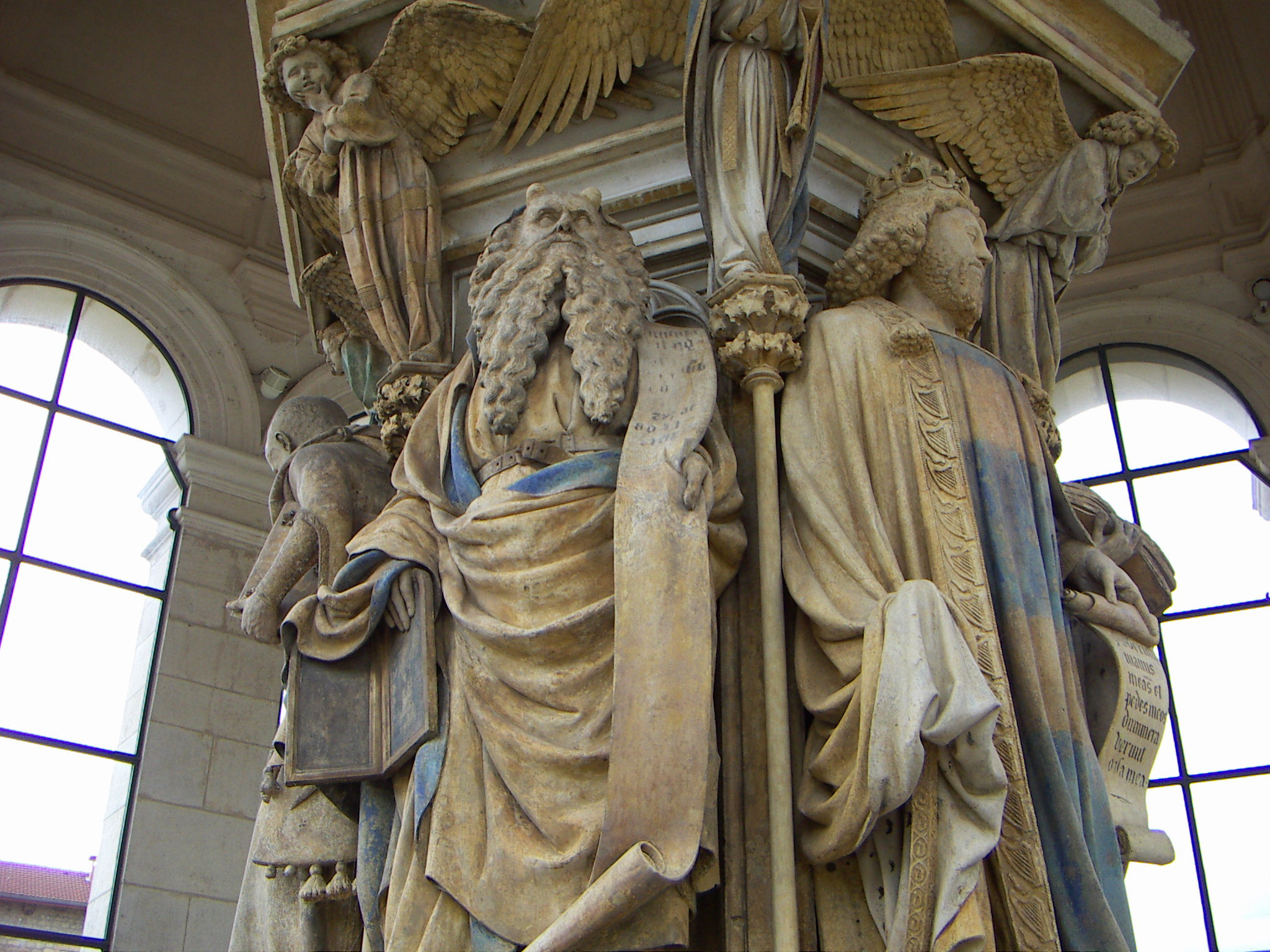
Puits de Moïse en la cartuja de Champmol, en Dijon
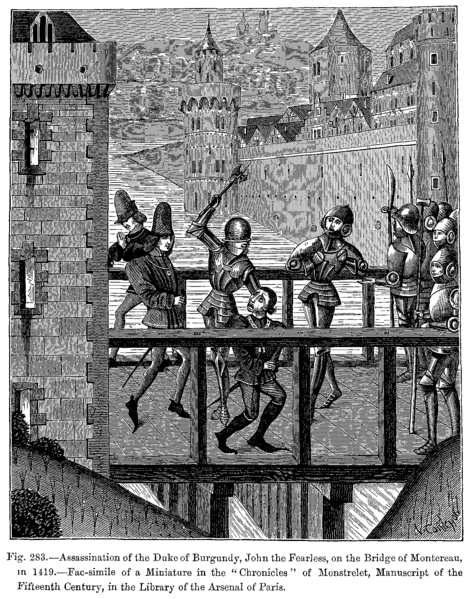
El asesinato de Juan sin Miedo en 1419
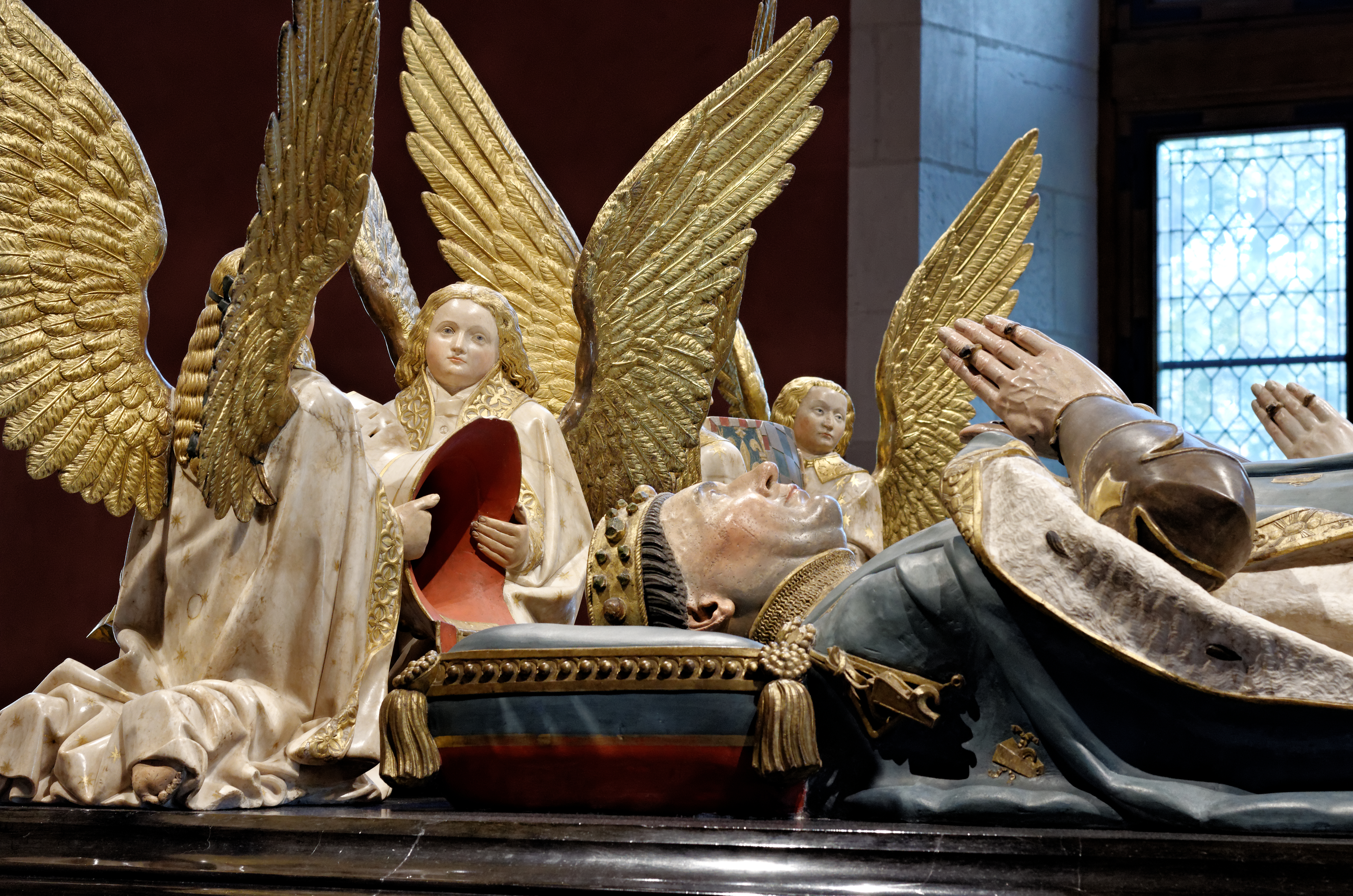
Yacente de Juan sin Miedo. Museo de Bellas Artes de Dijon
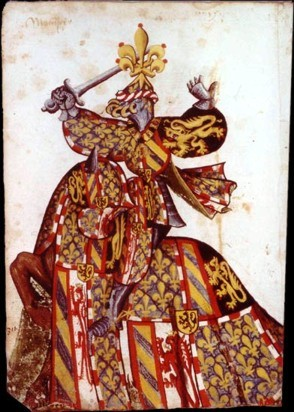
Gran Escudo ecuestre del Toisón de Oro. Orden creada por Felipe el Bueno

## La Borgoña monárquica

### La ocupación y el desmembramiento

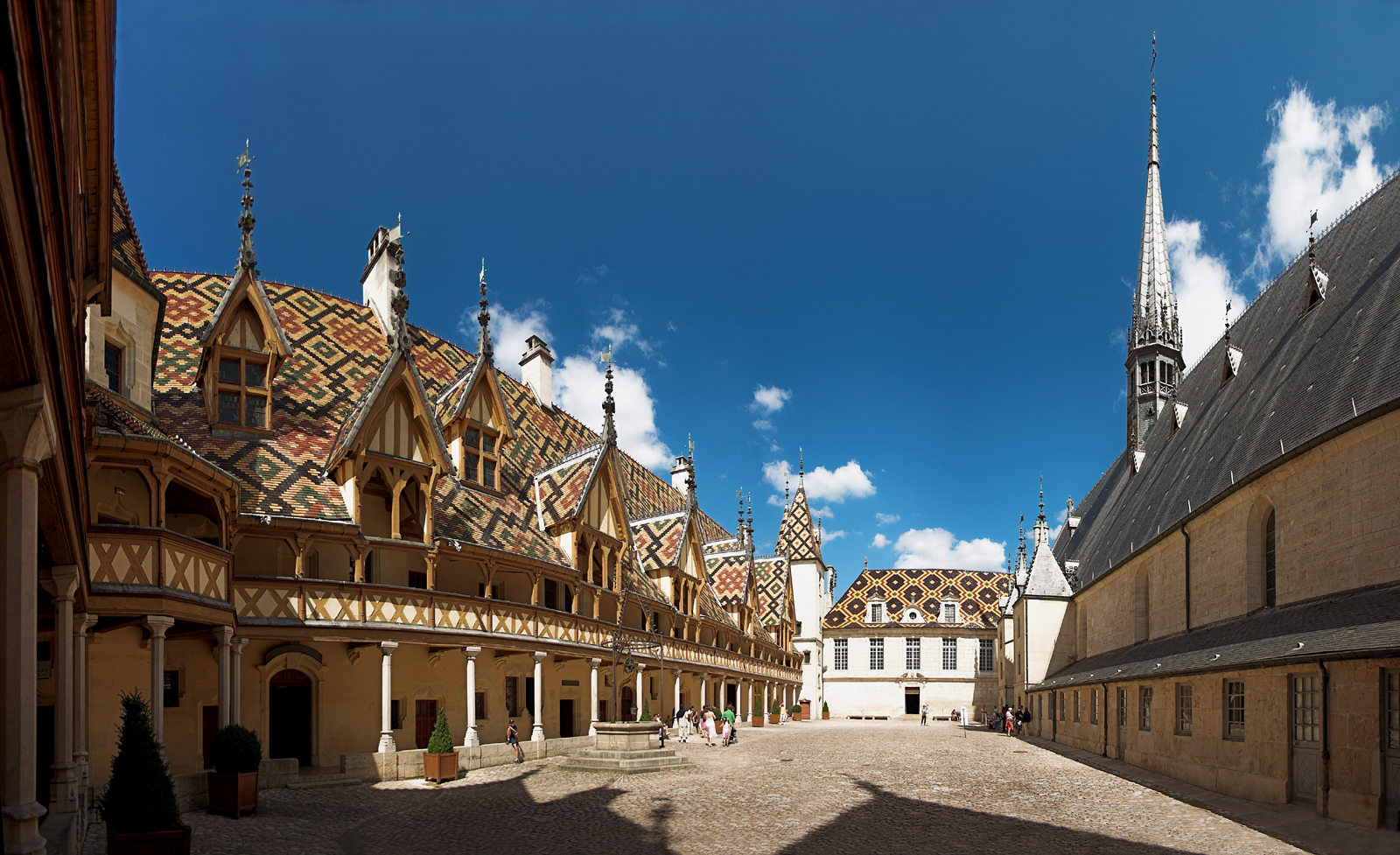
Beaune, el hôtel-Dieu fundado por Nicolas Rolin en 1443.

La muerte de su padre convirtió a María de Borgoña en «la mayor heredera de la cristiandad». Luis XI actuó con dobleces y rapidez para apoderarse de Borgoña. Se ofreció como protector de la duquesa, pero la despojó al mismo tiempo. En las semanas posteriores a la muerte del Temerario, el ejército real dirigido por Jean IV de Chalon, Georges de la Trémoille y Charles d’Amboise ocupó las dos Borgoñas. A pesar de las protestas de María, los Estados de Borgoña reconocieron a Luis XI como soberano el 29 de enero de 1477. El ejército real hizo su entrada en Dijon el 1 de febrero de 1477 y Luis XI prometió solemnemente respetar «à toujours» (para siempre) franquicias, privilegios e instituciones. El Comté, aunque tierra del Imperio, se sometió el 18 de febrero de 1477. Pero pronto se levantaron los comtois y la revuelta alcanzó rápidamente al ducado, donde la «foy de Bourgogne» se criaba bajo la aparente sumisión. En Dijon, la «Mutemaque» irrumpió el 17 de junio de 1477. En tierras belgas, María de Borgoña rechazó la unión que Luis XI le propuso con el delfín Carlos y se casó el 18 de agosto de 1477 con Maximiliano de Austria, el futuro emperador Maximiliano I del Sacro Imperio Romano, abuelo del futuro Carlos V, que continuó reclamando Borgoña sin poder concretar la reconstrucción del sueño de su antepasado Carlos el Temerario.
Sin embargo, en el ducado, el orden real se restableció rápidamente y en 1478, las rebeliones de las ciudades de Beaune, Semur-en-Auxois y Châtillon-sur-Seine fueron sofocadas. Después de esas horas críticas, los ejércitos reales reanudaron la ofensiva. Dole cayó el 25 de abril de 1479, después de un terrible saqueo y la plaza fuerte de Auxonne regresó a la obediencia al rey. Sin embargo, muy pronto, el 31 de julio de 1479, Luis XI confirmó los privilegios de la ciudad de Dijon, por sus cartas patentes, en la catedral Saint-Bénigne de Dijon. Por el Tratado de Arras (1482), que consagró la victoria del rey de Francia, Maximiliano de Habsburgo consintió en la anexión real y comprometió la mano de su hija Margarita con el delfín Carlos, el futuro Carlos VIII. Margarita aportó como dote el Comté, el Mâconnais, el Auxerrois, Bar-sur-Seine, el Charolais y el Artois. El ducado se incorporó definitivamente al dominio real; el antiguo apanage se convirtió en una provincia más del reino, mientras que el matrimonio de la duquesa con Maximiliano orientaba los otros territorios de Borgoña hacia el Imperio donde formaran, a partir de la reforma imperial de 1512, el círculo de Borgoña. A principios del siglo siguiente, bajo el reinado de Enrique IV, el tratado de Lyon (1601) otorgó a Francia y a Borgoña la Bresse, el Bugey, el Valromey y el pays de Gex. En cuanto al círculo de Borgoña, amputado desde 1581 por la secesión de las Provincias Unidas, fue nuevamente en 1678 parte del Franco Condado y se desintegró progresivamente en Flandes, hasta que la expansión de la Francia revolucionaria le dio el golpe de gracia.

### La «querelle de Bourgogne»

Reparto de las tierras borgoñonas entre Francia y los Habsbugo entre 1477 y 1493. Los cambios debidos al tratado de Senlis (1493) aparecen a rayas.

El matrimonio por poderes de Maximiliano con la duquesa Ana de Bretaña obligó a Carlos VIII a reaccionar. Rompió con Margarita para casarse con la heredera de Bretaña, pero debió renunciar a la dote prometida. Por el tratado de Senlis (1493) Borgoña pertenecía a los herederos de María de Borgoña, así como el Artois, el Charolais y otras adquisiciones realizadas por los duques. El ducado de Borgoña se convirtió en una región fronteriza. El descendiente de María de Borgoña, Carlos V de Habsburgo, conocido como Carlos V, prestó juramento en Bruselas y se convirtió en el conde reinante de Brabante, Flandes, Henao, Holanda, Zelanda y otras tierras en el norte de los Países Bajos. A la herencia borgoñona se agregaba la herencia española: las Españas y las colonias castellanas; Carlos siguió reclamando el legado de la Borgoña francesa. Elegido emperador germano en la Dieta de Fráncfort, lo que lo convirtió en el gobernante más poderoso del mundo occidental, entró en conflicto con Francia. Ya, en 1513, Maximiliano había amenazado a Dijon, obligando a Louis II de la Trémoille a negociar. En 1522, se firmó un pacto de neutralidad, un acuerdo de interés entre el ducado de Borgoña y el Condado, suscrito el 8 de julio en Saint-Jean-de-Losne. Pero la espinosa «disputa de Borgoña» permanecía. El tratado de Madrid (1526), consecuencia de la derrota francesa en Pavía (1525), entregó Borgoña a Carlos V. Los Estados de Borgoña, reunidos el 3 de junio de 1526, y los estados particulares se negaron a ratificar el tratado y afirmaron su voluntad de «permanecer perpetuamente bajo la muy noble y feliz corona de Francia». No fue hasta los Tratados de Crépy (1544) y de Cateau-Cambrésis (1559) para obtener la renuncia definitiva de Carlos V y de sus descendientes a sus derechos sobre el Ducado. Solo el Charolais permaneció en la Casa de los Habsburgo. Será en 1678, con la firma del tratado de Nimega, que consagró el vínculo definitivo del Franco Condado a Francia, cuando Borgoña definitivamente dejó de ser una provincia fronteriza.
- Tres personajes de la historia de Borgoña de los siglos XV y XVI

Tres personajes de la historia de Borgoña de los siglos y
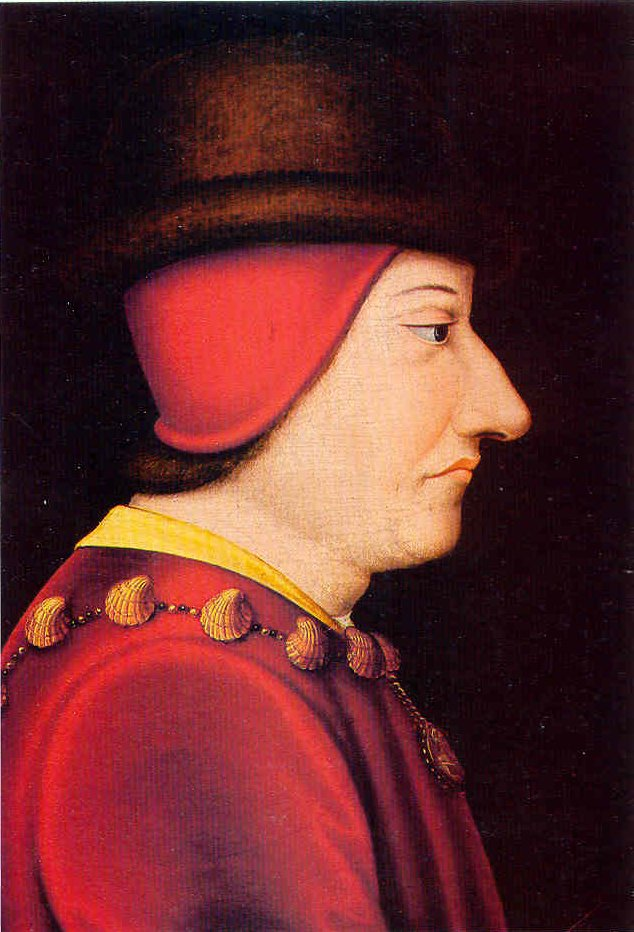
El rey Luis XI, nuevo señor de Borgoña en 1477
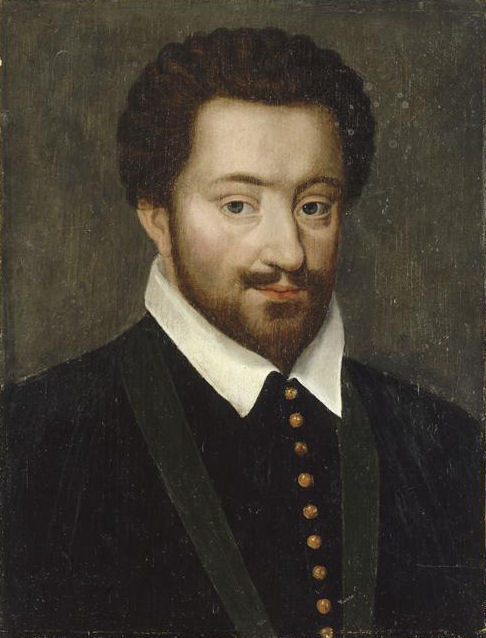
El duque de Mayenne, gobernador de Borgoña desde 1574 hasta 1595
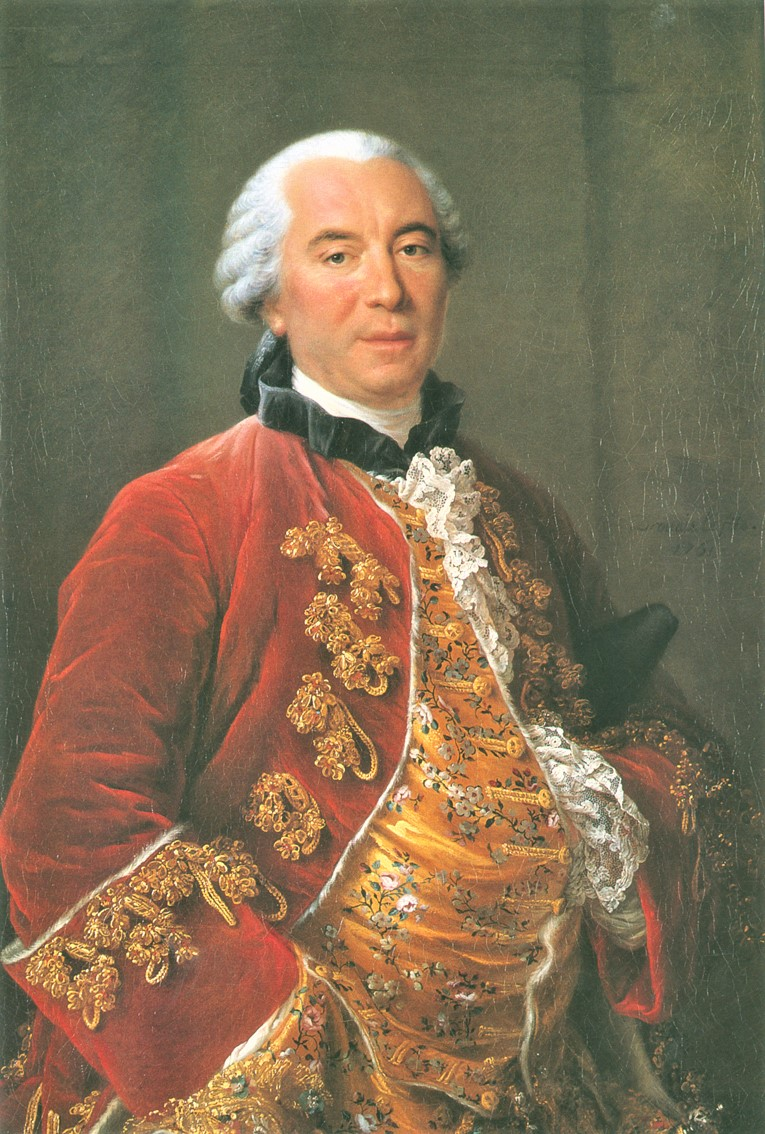
Retrato de Buffon, obra de François-Hubert Drouais.

### La Reforma, Mayenne y la Liga
La Reforma en Borgoña
Los gérmenes de la Reforma protestante nacieron en Borgoña desde 1520. La fe luterana hizo su aparición en Auxerre alrededor de 1525, luego en Mâcon y en Dijon. Inmediatamente comenzó la represión. Llegado desde Ginebra, el calvinismo comenzó a predicarse alrededor de 1550. La adhesión a la nueva doctrina fue numerosa. Se dividen personas de vestimenta (garnachas), burgueses, comerciantes, artesanos e incluso clérigos. A partir de 1561, los protestantes de Borgoña comienzan a unirse y a rebelarse. El conde de Tavanes, Gaspard de Saulx, un católico intransigente, dirigió la represión católica; las personas reformadas fueron expulsadas, las ejecuciones se multiplicaron. El Edicto de Pacificación de Amboise despertó la resistencia del Parlamento de Dijon, que terminó grabándolo en presencia de Carlos IX y de Catalina de Medici el 24 de mayo de 1564. Un período de calma se estableció durante tres años. La lucha armada se reanudó en 1567 en Mâcon y en Auxerrois. Luego, después de la alianza concluida entre los reformistas franceses, alemanes y los rebeldes de Bélgica y los Países Bajos bajo la autoridad de Guillermo el Taciturno, después de su hijo, las fuerzas protestantes extranjeras ingresaron en Borgoña (fue el «passage des reîtres»), donde ejercieron sus pillajes: el duque Wolfgang des Deux-Ponts, en 1569, en 1570 en Arnay-le-Duc el almirante de Coligny cuyos soldados saquearon las grandes abadías. El episodio de Saint-Barthélemy perdonó a Borgoña gracias a que Léonor Chabot, llamada «Chabot-Charny» y a Pierre Jeannin decidieron suspender la orden exigiendo la masacre, imitados por Philibert de La Guiche, gobernador del Mâconnais. El protestantismo no había tenido éxito en su implantación en Borgoña. «De religiosas, las guerras se volvieron solamente políticas».
El duque de Mayenne y la liga en Borgoña
La Liga católica no consiguió inicialmente apenas éxito en Borgoña. En 1585, el gobernador de Borgoña, Carlos, duque de Mayenne, intentó fortalecer su dominio sobre la provincia y ocupó las ciudadelas de Beaune, de Auxonne y de Dijon. Consumó «se rendre le maître» (entregar al señor) después de su éxito contra los reiters en el Chatillonnais y se convirtió, en 1588, en el líder de la oposición católica al poder real. Borgoña entró en la Liga y se convirtió en la «feudo» propio de Mayenne. Pero la provincia estaba dividida, los gentilhombres también. En el seno mismo de la familia Saulx-Tavannes, los hermanos se enfrentaban: Jean de Saulx-Tavannes apoyaba a Mayenne y a los miembros de la Liga, mientras que su hermano Guillaume apoyaba la causa del partido realista. La guerra civil se extendió entre los partidarios realistas de Enrique III, y luego de Enrique IV y los partidarios de Mayenne. Estos últimos controlaban Beaune, Dijon, Auxonne y Chatillon y establecieron gobiernos insurreccionales. Los realistas establecieron un contragobierno en Flavigny y luego en Semur-en-Auxois. Asaltos a ciudades, castillos, abadías (Cîteaux fue atacada en 1589), realizados por uno u otro de los bandos contendientes, fueron trágicos para la población. En 1594, la revuelta empeoró. Pero la conversión al catolicismo de Enrique de Navarra arruinó la oposición liguista, la lasitud de las ciudades llevó a la negociación y Mayenne cometió la imprudencia de pedir el apoyo directo de Felipe II de España: Borgoña lo abandonó. Beaune, Autun y Nuits-Saint-Georges abrieron sus puertas al mariscal Biron. Dijon cayó el 28 de mayo de 1595 y Enrique IV hizo su entrada allí el 4 de junio de 1595 con alegría popular. Al día siguiente, la victoriosa carga del rey Enrique en Fontaine-Française, contra las tropas españolas llamadas por Mayenne para ayudar al castillo de Dijon, derrotó a la Liga en Borgoña.

### Los problemas bajo Luis XIII
La revuelta del Lanturlu en Dijon

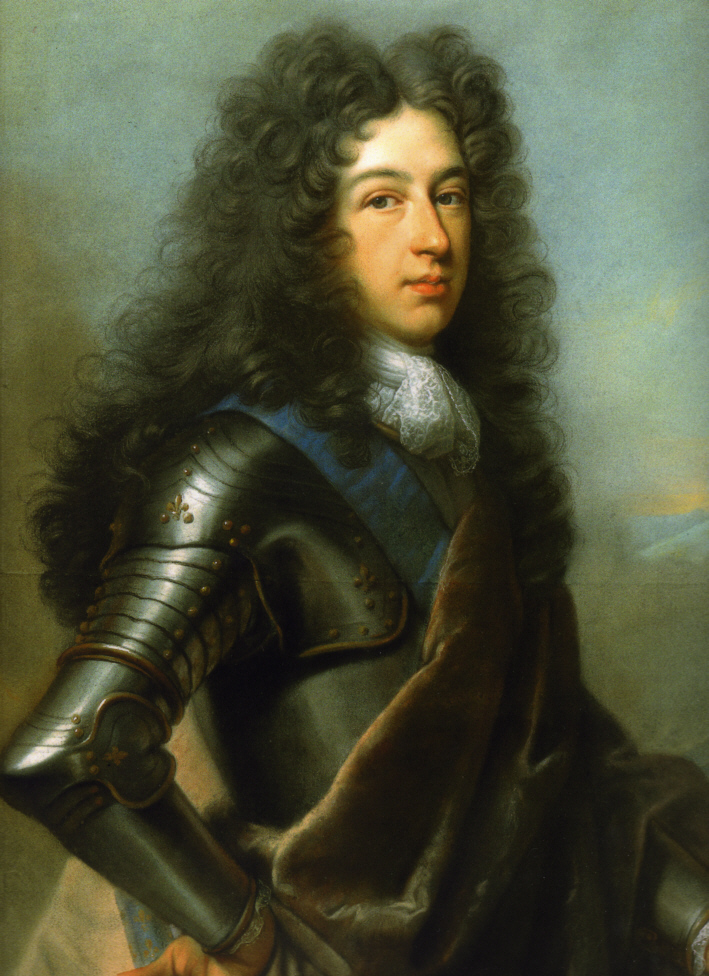
Luis de Francia, hijo del Gran Delfín, duque de Borgoña

En 1629, el absolutismo de Richelieu y de Luis XIII se topó con el deseo de Borgoña de defender la libertad fundamental, la de discutir los impuestos. Además, cuando el edicto de junio de 1629 eliminó los Estados de Borgoña y dividió la región en diez elecciones, se levantó y rechazó el registro. Al agrandar su ofensiva, Richelieu impuso las «aides», impuestos que gravaban a las bebidas. Inmediatamente la ira de la gente se manifestó por los disturbios conocidos como del «Lanturelu» que sacudieron a Dijon en febrero y marzo de 1630. La represión fue terrible, y las murallas fueron demolidas. El rey concedió su perdón solemnemente el 28 de abril, pero proclamó el fin de las libertades municipales.
Gastón de Orleans en Borgoña
Al año siguiente, Dijon se encontraba en el centro del complot de Gastón de Orleans. Este se beneficiaba en Borgoña del apoyo del gobernador, el duque de Bellegarde. Dijon le cerró las puertas, se refugió en Bellegarde, que entonces se llamaba Seurre, y luego ganó el Comté. Los borgoñones, que permanecieron en obediencia, encontraron el favor del rey y el Parlamento de Borgoña condenó a muerte al gobernador caído. Reemplazado por el príncipe Enrique II de Borbón-Condé, el duque regresó, sin embargo, en posesión de sus tierras y dignidad unos meses más tarde, después de haber hecho su «acomodación» con el cardenal Richelieu.
La invasión de Borgoña por Matthias Gallas
Después de estos disturbios, preludio a los de la Fronda, la provincia se convirtió en el escenario de la invasión de Matthias Gallas. En 1636, Luis XIII, enfrentado contra España, invadió el Franco Condado y puso asedio a Dole, que resistió a los ataques de Condé. La invasión de Francia por Picardía y la Champagne provocó el abandono del asedio de Dole. Los refuerzos imperiales comandados por Gallas regresaron a Borgoña. Luego siguieron muchas atrocidades: pillajes, incendios, torturas, saqueos, asesinatos de las aldeas del Dijonnais y la sorprendente fuerza de pequeños cuadrados que se oponen a la resistencia desesperada. Mirebeau luchó valientemente antes de sucumbir y Saint-Jean-de-Losne se honró con el episodio de la «Belle Défense». Durante otros diez años, las regiones fronterizas de Borgoña y del Franco Condado sufrieron las exacciones de las gentes de guerra.
La revuelta de los Principions
Luis II de Borbón-Condé, más conocido bajo el nombre de Grand Condé, que sucedió a Roger de Bellegarde como gobernador en 1646, llevó consigo los problemas de la Fronda. El gobernador gozaba de gran prestigio y construyó fácilmente una clientela, un partido. En su lucha contra Mazarin, los robins se abstuvieron de tomar una posición clara. Pero el 18 de enero de 1650, su arresto y su reemplazo por César, duque de Vendôme, provocó la reacción de sus fieles, llamados «principions», quienes levantaron la provincia contra los «mazarinos», los devotos del ministro y del nuevo gobernador. Los partidarios de Condé se apoderaron de las ciudades pronto recuperadas por sus oponentes, excepto Bellegarde que finalmente se rindió el 11 de abril de 1650 ante el joven Luis XIV en persona. La liberación de Condé reavivó la agitación. Este último intercambió su gobierno contra el de Guyena, pero mantuvo las fortalezas de Dijon, Chalon y Bellegarde y mantuvo una agitación latente. El nuevo gobernador Bernard d'Épernon derrotó el levantamiento preparado por Condé y tomó el castillo de Dijon, pero Bellegarde, último bastión de los frondeurs, debió ser asediado nuevamente. Capituló nuevamente en junio de 1653. La plaza fuerte, convertida nuevamente en Seurre, fue desmantelada en el año. Borgoña, con sus pueblos arrasados, exangüe, finalmente encontró la paz. Condé hizo su sumisión a Luis XIV en 1659, durante la firma del Tratado de los Pirineos. Por este, el rey retomaba el título de «duc de Bourgogne» que llevaban los Habsburgo de España. Este título ducal, honorífico, se le dio a Luis de Francia, hijo del Gran Delfín. El rey restableció a Condé en «tous ses honneurs et dignités» ("todos sus honores y dignidades") y le devolvió el gobierno de Borgoña, que sus descendientes retendrán hasta la Revolución.

### Las instituciones y la economía

Los «país de estados» en la Francia de 1789

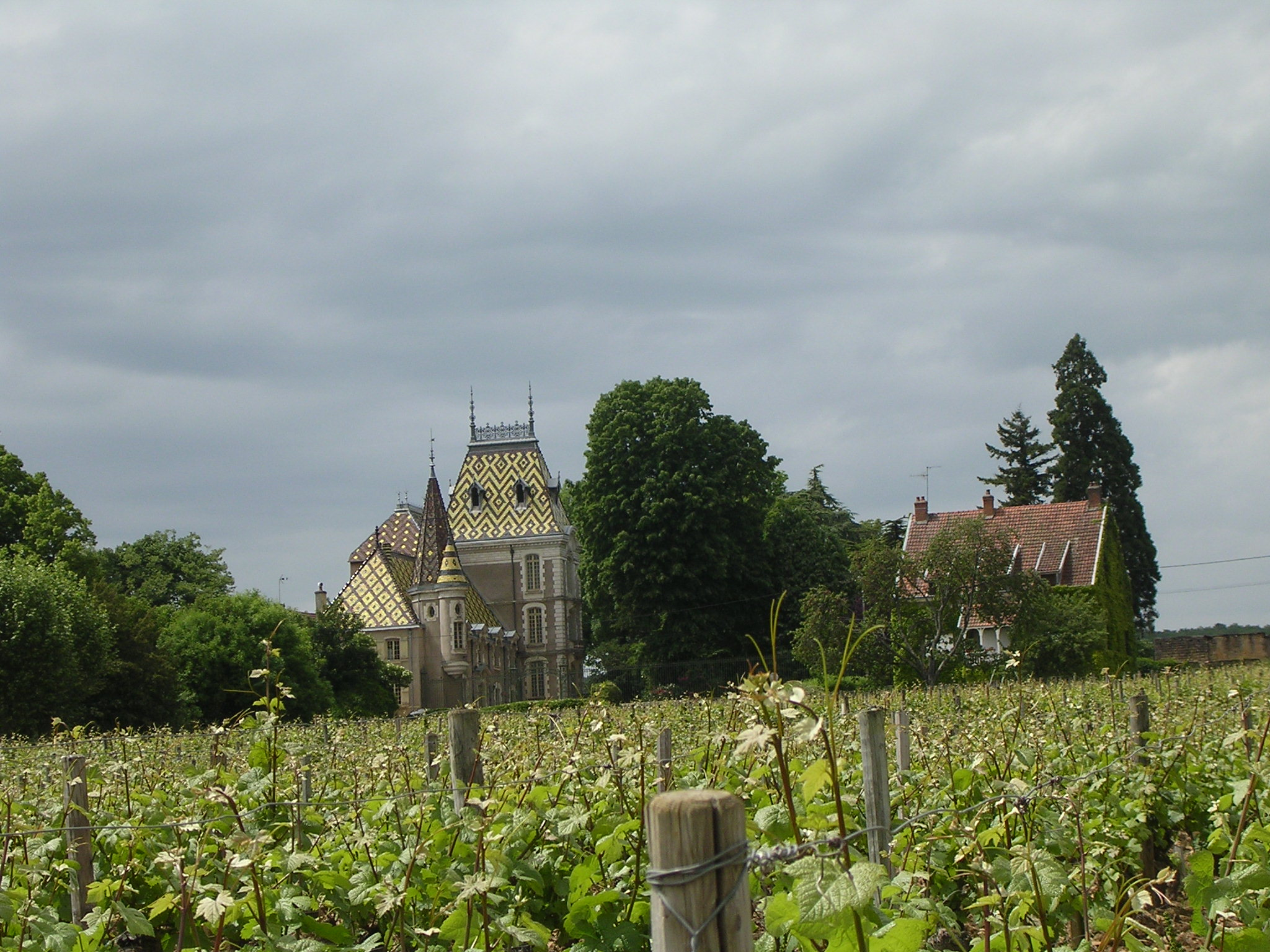
Viñedo en Côte-d'Or y castillo Corton-André, en Aloxe-Corton

Con su estatuto de «país de estados» (pays d'états) que la dotaba de una particularidad fiscal, la provincia heredó cinco bailiazgos (Dijon, Autun y Montcenis, Chalon, Auxois y la Montagne), que se dividieron en bailiazgo secundarios en el siglo XVI. Mantuvo sus cortes soberanas hasta la Revolución, de las que el Parlamento de Dijon se aseguró el primer rango. Fijado en Dijon en 1480, mostró su independencia del poder durante toda su existencia. Así, por haber discutido las ordenanzas, el presidente Brûlard fue castigado al exilio en 1658 por Luis XIV. Los Estados de Borgoña, reunidos en Dijon cada tres años, votaban y distribuían los impuestos; le daba a la provincia un margen de autonomía. Desempeñaron un papel eminente en el siglo XVIII en el desarrollo de la red de carreteras y de canales. Se crearon una Cámara de Cuentas (Chambre des Comptes), y después, en el siglo XVI, una Generalidad de Borgoña (Généralité de Bourgogne).
El personaje principal de la provincia era el gobernador, que también era el jefe militar, el responsable de dar a conocer la voluntad del rey. Desde 1646 hasta la Revolución, los príncipes de Condé recibieron ese gobierno y ejercieron una influencia considerable. La dirección de la provincia se desarrollaba entre el gobernador, las cortes soberanas y el intendente que representaba a la administración real. El intendente ejercía su autoridad dentro de la generalidad que comprendía el «duché», les «comtés adjacents», (Auxonne u «Outre-Saône», el Auxerrois, el Mâconnais y el Charolais) y los «pays adjacents» (la Bresse, el Bugey y el pays de Gex). Catorce intendentes se sucedieron desde 1654 hasta la Revolución. El más brillante de ellos, Claude Bouchu, titular de la función desde 1654 hasta 1683, fue un entusiasta aplicador del absolutismo real.
El renacimiento económico que comenzó a fines del siglo XV fue interrumpido por la gran crisis de 1629. La peste, que ya había aparecido entre 1596 y 1597, regresó durante el período de 1628 a 1637. Combinada con unas condiciones climáticas adversas, como durante el gran invierno de 1709, y con los efectos devastadores de la Guerra de los Diez Años y de la Fronda, el flagelo de la peste arruinó y despobló las aldeas de la llanura dijonesa. El peso excesivo de los impuestos también abrumaba a las ciudades y la liquidación de sus obligaciones por parte del intendente (segunda mitad del siglo XVII) derribó los últimos vestigios del poder municipal. El colbertismo dejó huella en la vida económica. Se implantan en Auxerre, en Cravant (Yonne), en Seignelay donde Colbert era el marqués, en Noyers o en Autun manufacturas de ropa telas de lino, sarga, encaje y tejido de punto. La economía se vigorizó de hecho desde 1720. La producción agrícola se diversificó (maíz, patatas), la cría de ganado se extendió en el Charolais, en el Brionnais y en el Auxois, mientras que el Morvan enviaba sus maderas flotando hacía París y los grandes vinos se exportaban. La fábrica de loza implantada en Nevers por los Gonzaga se desarrolló en Dijon y Auxerre. La industria del metal se estaba estableciendo en el Châtillonnais y en el sureste del Charolais. La extracción de carbón comenzó en Épinac en 1744 y la de Montcenis alimentó, desde 1785, la fundición real de Creusot.

### La vida religiosa e intelectual

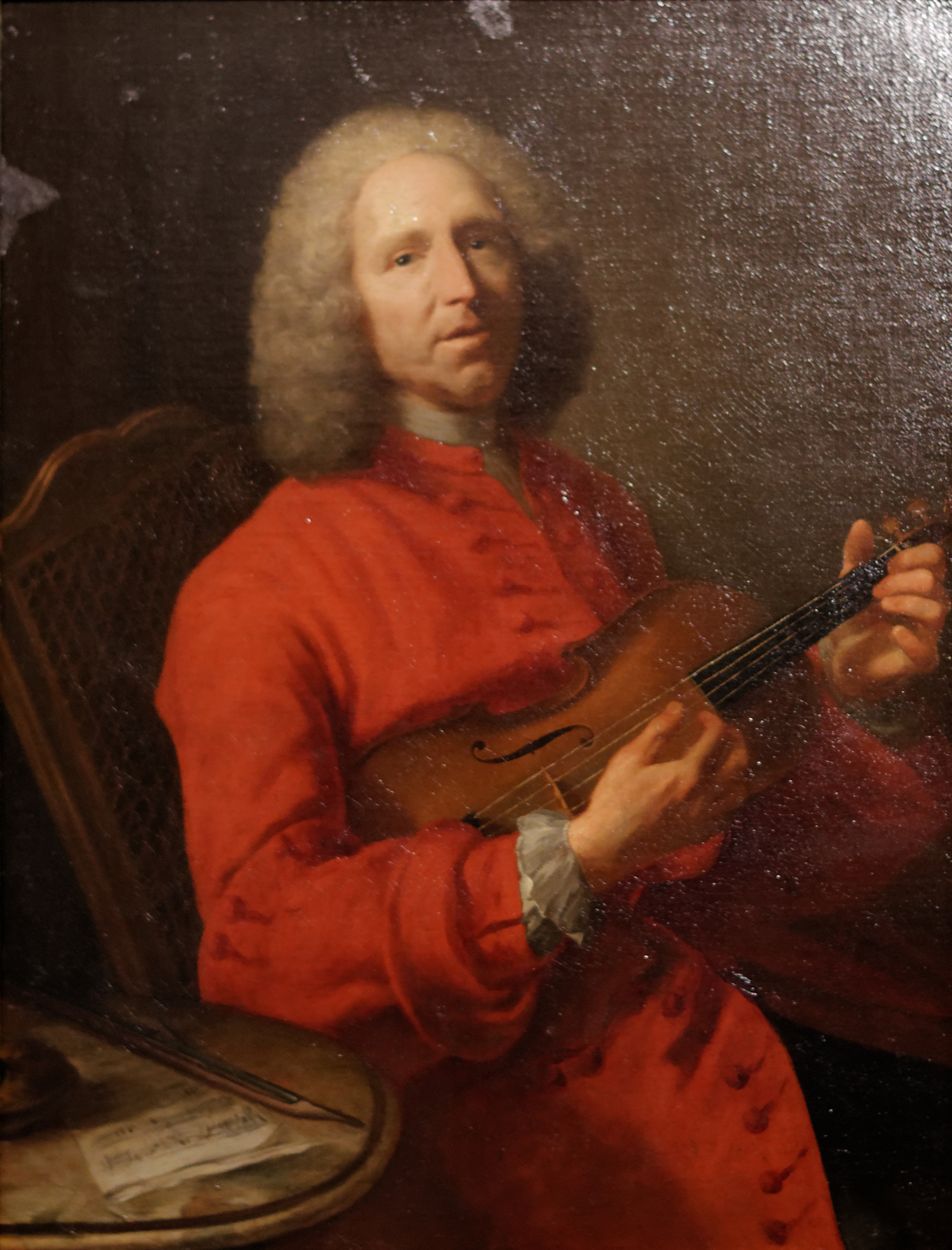
Retrato de Rameau, por Jacques-André-Joseph Aved.

Los jesuitas, instrumentos de la Contrarreforma, tomaron la dirección espiritual de los nobles y dirigían los grandes colegios franceses; Bénigne Bossuet hizo sus primeras cartas en la universidad de Dijon fundada por Odinet Godran. Bajo el liderazgo de Sébastien Zamet, obispo de Langres, se reformaron las abadías cistercienses (Cîteaux y La Ferté entre otras), benedictinas (Cluny, Saint-Bénigne) y los conventos de mujeres (como el de la abadía de Tart). Abundaron las nuevas fundaciones. Juana de Chantal instituyó una casa de la Visitación en 1622, mientras que una visitandina de Paray-le-Monial, Margarita María Alacoque, fundó la devoción al Sagrado Corazón. Pierre Odebert construyó el hôtel Sainte-Anne en Dijon en 1663. En 1731, Dijon fue erigida como sede episcopal. La impronta del jansenismo marcó la diócesis de Auxerre, de la cual el obispo, Charles de Caylus, hizo un refugio para los jansenistas perseguidos Originario de Morvan, Vauban convirtió a la Francia de Luis XIV en un pré carré —una doble línea de ciudadelas fortificadas que protegía las nuevas fronteras del reino de Francia contra los Países Bajos españoles— y apareció por sus muchos escritos como un precursor de los pensadores del siglo siguiente.
Borgoña participaba en la efervescencia intelectual y cultural del siècle des Lumières. En 1722 se creó la Universidad de Dijon; sin embargo, solo incluía la enseñanza del derecho. Del legado de la fortuna del decano del Parlamento, Héctor-Bernard Pouffier, nació una Academia de Dijon dedicada a la ciencia, la física, la medicina, la moral. Nació en 1740 y se fusionó en 1761 con la «Société littéraire» fundada por el presidente Richard de Ruffey. En 1750, coronó a Jean-Jacques Rousseau por su Discours sur les sciences et les arts. En 1766, el pintor y escultor François Devosge fundó con el apoyo de los Estados de Borgoña una escuela de diseño que llevaba el título de Academia de pintura y de escultura. Los mejores estudiantes eran enviados a Roma y entre ellos, en 1784, el futuro pintor Pierre-Paul Prud'hon. El compositor Jean-Philippe Rameau también era de Borgoña, así como el famoso científico, naturalista y escritor Georges-Louis Leclerc de Buffon.

## Borgoña durante la Revolución y el Imperio

### Borgoña bajo la Revolución

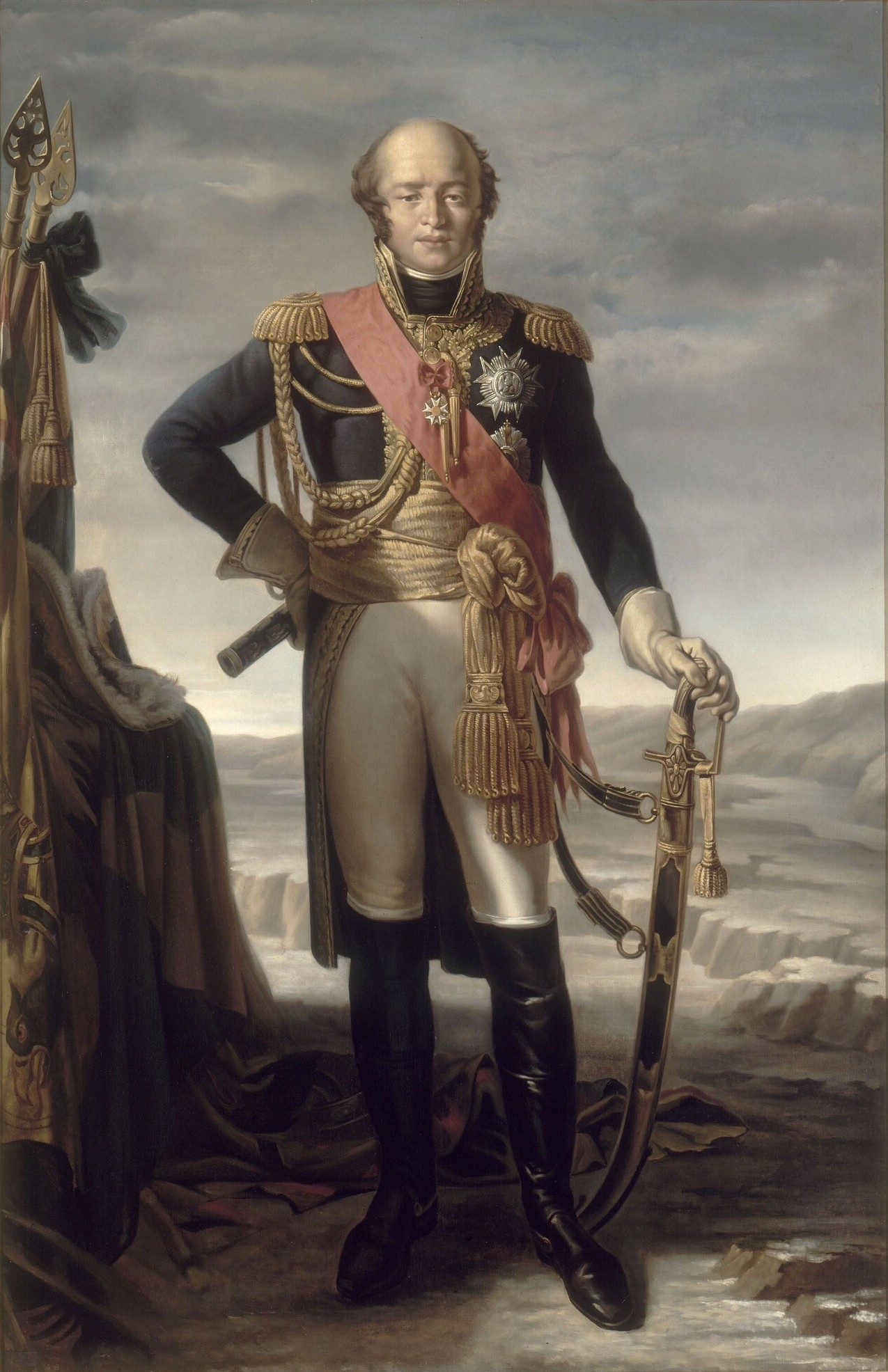
El mariscal del Imperio Louis Nicolas Davout.

Después de realizar la elección de sus sesenta y cuatro representantes para el conjunto de los tres órdenes a los Estados Generales de 1789, Borgoña conoció, especialmente en Mâconnais, el episodio del Grande Peur, luego la noche del 4 de agosto de 1789 perdió su individualidad y dejó de ser un« país de estados». Sus instituciones —Parlamento, Estados, bailiazgos, gobierno militar, Oficina de Finanzas, Cámara de Cuentas— fueron disueltos. No sin dificultades y rivalidades, desde abril de 1790, se trazaron los nuevos departamentos en toda Francia. La nueva constitución civil del clero recibió el apoyo de Talleyrand, el efímero obispo de Autun, y de Loménie de Brienne, obispo de Sens. Ambos se encontraban entre los pocos obispos «jurados» que prestaron juramento. La nacionalización de los bienes del clero propuesta por Talleyrand implicó una redistribución de la tierra que beneficiaba más a los especuladores que a los pequeños adquirentes. Las vastas propiedades de las abadías de Cîteaux y de Cluny fueron completamente desmembradas. En Cluny, la venta fue fatal para la famosa abadía que se convirtió en una cantera de materiales de construcción. Propiedad de Cîteaux, el Clos Vougeot fue vendido en subasta a Jean Focard, un banquero parisino.
La emigración causó en 1791 un agravamiento de las tensiones; las tías del rey, Adelaide y Victoire, en su camino hacia Italia, fueron detenidas en Arnay-le-Duc, y fue Condé, el gobernador de Borgoña, instalado en Coblenza, quien dio su nombre al Ejército de los emigrados. Los resultados de las elecciones de septiembre de 1791 en el Legislativo mostraron el progreso de la idea republicana ganaba adeptos entre el pueblo. Côte-d'Or eligió como diputados a Claude Basire, Guyton-Morveau y Prieur-Duvernois, conocido como el «prior de Côte-d'Or». Las elecciones de septiembre de 1792 confirmaron el avance de la causa republicana. Borgoña proporcionó a la Convención Nacional a algunos de sus miembros más activos: Yonne eligió a Lepeletier; Côte-d'Or volvió a elegir a Basire, feroz «niveleur» que ingresó en el Comité de Seguridad General, Guyton-Morveau y Prieur, quienes ingresaron en el Comité de Salvación Pública como Lazare Carnot, nativo de Nolay, elegido en Pas-de-Calais y Saint-Just, nacido en Decize y elegido en el Aisne. Estos seis miembros de la Convención votaron por la muerte de Luis XVI.
Cuando llegó el momento de pensar en la defensa de las fronteras amenazadas por el peligro externo, los borgoñones se dieron cuenta de los peligros y de los éxitos en Valmy, en Jemmapes, en Mayence o Valenciennes (21-27 de julio de 1793). En sus filas se encontraban dos futuros mariscales: Louis Nicolas Davout y Auguste Frédéric Louis Viesse de Marmont, así como un futuro duque de Abrantès, Jean-Andoche Junot. Otros borgoñones contribuyeron al éxito militar. Gaspard Monge ocupó el ministerio de la Marina de 1792 a 1793, antes de participar en la creación de la École polytechnique con Guyton-Morveau. Prior de Côte-d'Or, capitán del genio y matemático, verdadero «ministre de l'armement», recibió el encargo de proporcionar a los ejércitos todo el material que necesitasen. Lazare Carnot, nombre inseparable del de Prieur, apodado «l’organisateur de la victoire» merece ese título tanto por su acción técnica como por la dirección de las operaciones militares.

### Del Terror al Imperio
A finales de 1793 aparecieron los representantes en misión. Se comportaban como gobernadores poderosos: en Côte-d'Or Joseph Fouché y Bernard de Saintes, llamado «Pioche-Fer», en Saona y Loira Claude Javogues, apóstol de la «Sainte-Guillotine», Maure por Yonne, Noël Pointe por Nièvre y Antoine Louis Albitte por Ain. Sin embargo, los efectos del Terreur fueron moderados en Borgoña, que contó con diez ejecuciones en Dijon, aunque ochenta y ocho en Saona y Loira. En Dijon, la cartuja de Champmol, el portal de Notre-Dame, San Miguel, la rotonda de Saint-Bénigne, la tumba de los duques, las imaginería de los portales de la Madeleine de Vezelay, como en Semur-en-Auxois, en Auxonne, en Mâcon fueron tantos monumentos que aun conservan en sus piedras mutiladas vestigios de las brutalidades de la descristianización.
«Los cuatro años del Directorio apenas son en Borgoña más que lasitud de los problemas y aspiraciones a la paz». Después del 18 de Brumario, muy bien recibido, aparecieronn bajo el Consulado los prefectos de Bonaparte. Sometidos a la invasión de las tropas aliadas a finales de 1813, principios de 1814, las ciudades del Saona ofrecieron una hermosa defensa. Pero el enemigo logró tomar Mâcon, luego Dijon abriendo el camino a París y fue en Châtillon donde los Aliados y Napoleón intentaron llegar a un acuerdo. La Restauración fue bien recibida, como lo fue, un año después, la noticia del desembarco de Napoleón. El emperador atravesó Borgoña del 13 al 17 de marzo de 1815, acompañado en Auxerre por el mariscal Ney, pero Waterloo aniquiló las esperanzas de este impulso.

## Borgoña del Imperio a la Tercera República

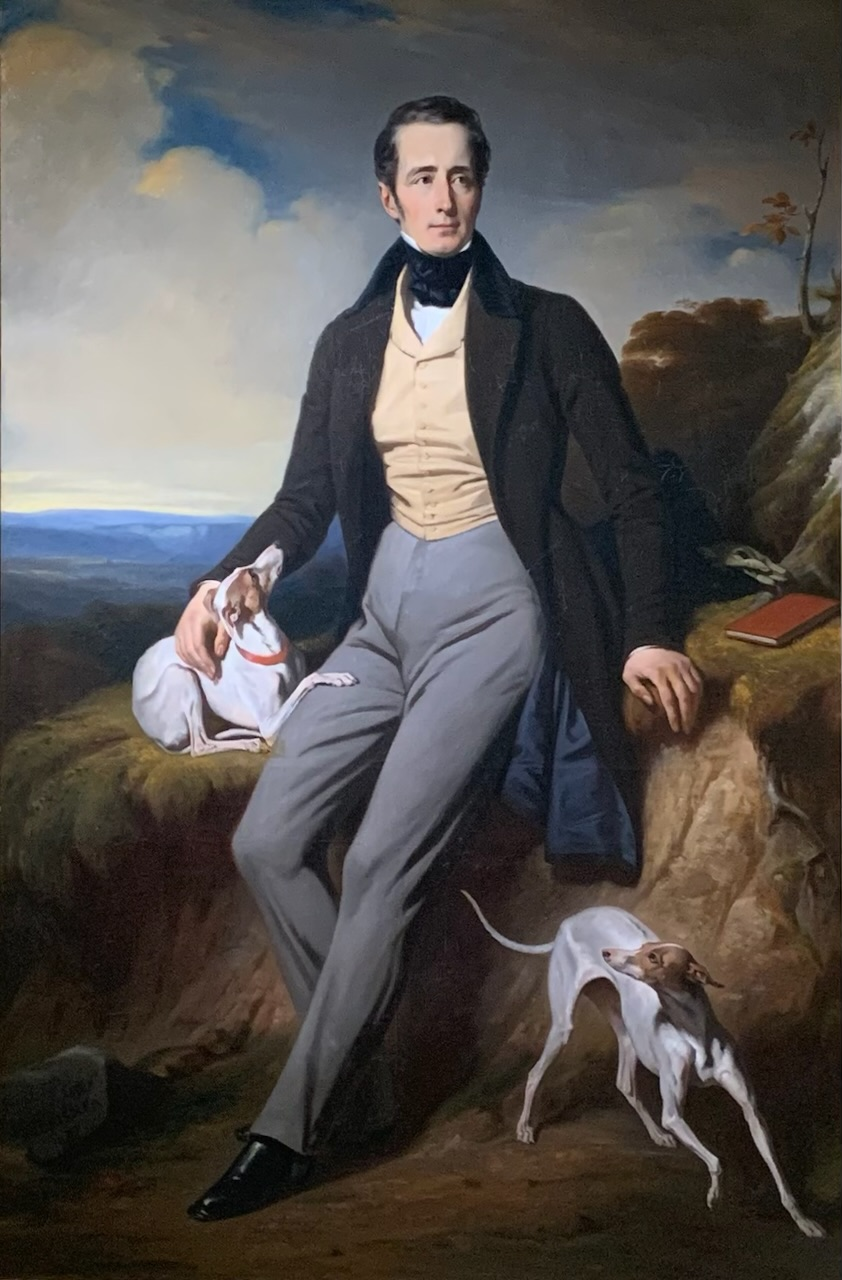
Alphonse de Lamartine.

### Desde el final del primer Imperio hasta la Restauración
Waterloo trajo de vuelta la invasión. Ya en julio de 1815, los austriacos del general Frimont barrieron el norte de Borgoña y multiplicaron las requisas y las represalias. Establecieron su cuartel general en el castillo de Arcelot, donde se celebró una reunión de cabezas coronadas el 5 de octubre de 1815; el Emperador Francisco I de Austria, el zar Alejandro I de Rusia, el rey Federico Guillermo III de Prusia y el príncipe Schwartzenberg se reúnieron allí con el duque de Wellington para pasar revista a 130 000 austriacos. Abandonaron el territorio de Borgoña el 25 de diciembre de 1815. Después de la Segunda Restauración, una «réaction blanche» desembocó en la acusación, en Dijon, de las personalidades que desempeñaron un papel activo durante el período de los Cien Días de los cuales formaron parte el general Veau, el prefecto Royer, el alcalde Hernoux. Bajo la Restauración, los borgoñones cuya mentalidad estaba impregnada con «l'image d'un Napoléon défenseur de l'indépendance nationale comme des conquêtes sociales de la Révolution» mostraron un fuerte apego a las ideas liberales. Las brillantes victorias electorales de los liberales en 1827 y 1830 dieron testimonio de una fuerte adhesión a esas ideas que hizo posible que el cambio de régimen consecutivo a las jornadas de julio sin ninguna resistencia en los departamentos de Borgoña.·

### El Segundo Imperio y la guerra franco-prusiana
Al final de la crisis económica de 1846-1847, Borgoña evolucionaba políticamente hacia la república. Los banquets réformistes del fin del reinado de Luis Felipe I de Francia experimentaban el dinamismo republicano. El que se celebró en Mâcon el 4 de julio de 1847 reveló al poeta borgoñón Alphonse de Lamartine. Louis Blanc, François Arago y Ledru-Rollin participaron en el banquete de Dijon del 21 de noviembre de 1847. Ledru-Rollin reincidió en Chalon-sur-Saône el 19 de diciembre cuando llevaba un toast «À l'unité de la Révolution française». La revolución de 1848, en parte fruto de esa campaña, llevó al poder a Hyppolyte Carnot, hijo del gran Carnot, Edgar Quinet, de Bourg-en-Bresse, y Lamartine. La inauguración en Dijon el 1 de junio de 1851 del tramo ferroviario Tonnerre-Dijon ofreció a Louis-Napoleon Bonaparte, elegido Presidente de la República, la oportunidad de anunciar su intención de llevar a cabo el golpe de Estado de 1851. Los resultados del plebiscito del 8 de mayo de 1870 mostraron que la mayoría de los votantes de Borgoña permanecían leales al Imperio.
La guerra franco-prusiana puso a Borgoña en las pruebas de la guerra: de hecho, los territorios de Borgoña se convirtieron en uno de los principales teatros de hostilidades. Las tropas francesas, empujadas en Talmay, fueron abrumadas por las tropas alemanas del general prusiano Von Werder. Tras la batalla de Dijon, defendida por el coronel Fauconnet que murió en los combates, la ciudad fue tomada por primera vez el 30 de octubre de 1870, seguida de Saint-Jean-de-Losne el 14 de noviembre de 1870. La ocupación alemana recordó cruelmente a la de 1814-1815: requisas abusivas, violaciones de los hospitales, brutalidades individuales, deportaciones de rehenes. Salido de Autun, el primer intento de rescate de Garibaldi del 26 de noviembre de 1870 falló. Los alemanes contraatacaron en Nuits-Saint-Georges, donde el 18 de diciembre de 1870 se libró una batalla mortal que terminó sin vencedor o vencido. Temiendo la llegada de refuerzos franceses del ejército del Este, las tropas alemanas evacuaron Dijon, que fue liberada inmediatamente el 1 de enero de 1871 por las tropas de Garibaldi. Mientras este estaba detenido por la defensa de la ciudad, donde repelía los ataques de la Brigada Kettler los días 21, 22 y 23 de enero de 1871, el camino estaba libre para los refuerzos alemanes que avanzaron sin encontrar resistencia y derrotaron al ejército del Este de Charles Denis Bourbaki. Los alemanes pudieron ocupar Dijon por segunda vez. Reentraron el 1 de febrero de 1871 en la ciudad que dejaron solo el 12 de octubre siguiente. Los dijonnais conocieron la aspereza de la ocupación alemana. Los borgoñones, haciendo responsable al Imperio de sus males, dieron la bienvenida al advenimiento de la República.

## Estructura social de la población de Borgoña en elsigloXIX
La estructura social de la población de Borgoña en el siglo XIX, básicamente rural, seguía dominada por los notables. En 1851, el campesinado constituía dos tercios de la población de los cuatro departamentos. Jornaleros, madereros, domésticos agrícolas y sirvientes formaban la clase del proletariado y representaban ellos solos más de la mitad de la población agrícola. Esta clase social se codeaba con los innumerables campesinos pobres, propietarios de pequeñas parcelas en la llanura del Saona, en el Bresse o en el Auxois, viñadores de las costas del Beaune, de Nuits o de Mâcon, a menudo endeudados, o incluso aparceros en el Auxois, el Charolais, en las mesetas del Nivernais y de la Puisaye. Un campesinado medio, muy minoritario, formado por pequeños agricultores, explotaba las fincas arrendadas a los grandes propietarios, particularmente en las mesetas de piedra caliza de Côte-d'Or, de Yonne, o en los viñedos del Auxerrois, del Arrière-côte y del Tournugeois. La clase social más aseada de esta categoría, pero también la más pequeña, que formaba la élite afortunada de los «propriétaires cultivateurs» y de los ricos granjeros, a menudo registrados en las listas censales después de 1830, explotaba superficies de 50 a 100 hectáreas con la ayuda de una gran domesticidad.
Con la excepción de los trabajadores en las principales concentraciones obreras (Sainte-Colombe-sur-Seine en Côte-d'Or o Le Creusot en Saona y Loira) y de los artesanos establecidos por cuenta propia que vivían en condiciones que iban desde moderada facilidad hasta una pobreza a veces dramática, los compañeros, los obreros animados por la esperanza de convertirse en artesanos que formaban una minoría, el mundo obrero estaba compuesto principalmente por un pequeño pueblo con condiciones de vida muy difíciles, donde los operarios y los jornaleros eran los más pobres. La plaga del desempleo agravaba sus condiciones de vida, sufrían una alta mortalidad y su vida promedia era de solo 37 años. La clase media, más presente en la sociedad urbana, representaba alrededor del 15 al 20 % de la población. La clase de los notables, una estrecha élite que obtenía la mayor parte de sus ingresos de la tierra, representaba solo el 1,8 % de los hombres adultos en Nièvre y el 3 % en Côte-d'Or; pero que constituía el grupo más importante del cuerpo censitario de la Restauración y de la Monarquía de julio. Numéricamente débiles, estos notables tenían un «enorme poder colectivo», una «supremacía económica, el poder social y político». La aristocracia, cuyo peso en 1846-1847 permanecía entre el 7,2 % (Côte-d'Or) y el 11,8 % (Nièvre) del cuerpo del censo, conservaba un lugar considerable y todavía tenía una «parte más que proporcional de la gran propiedad».

## La economía de Borgoña en elsigloXIX

### La agricultura

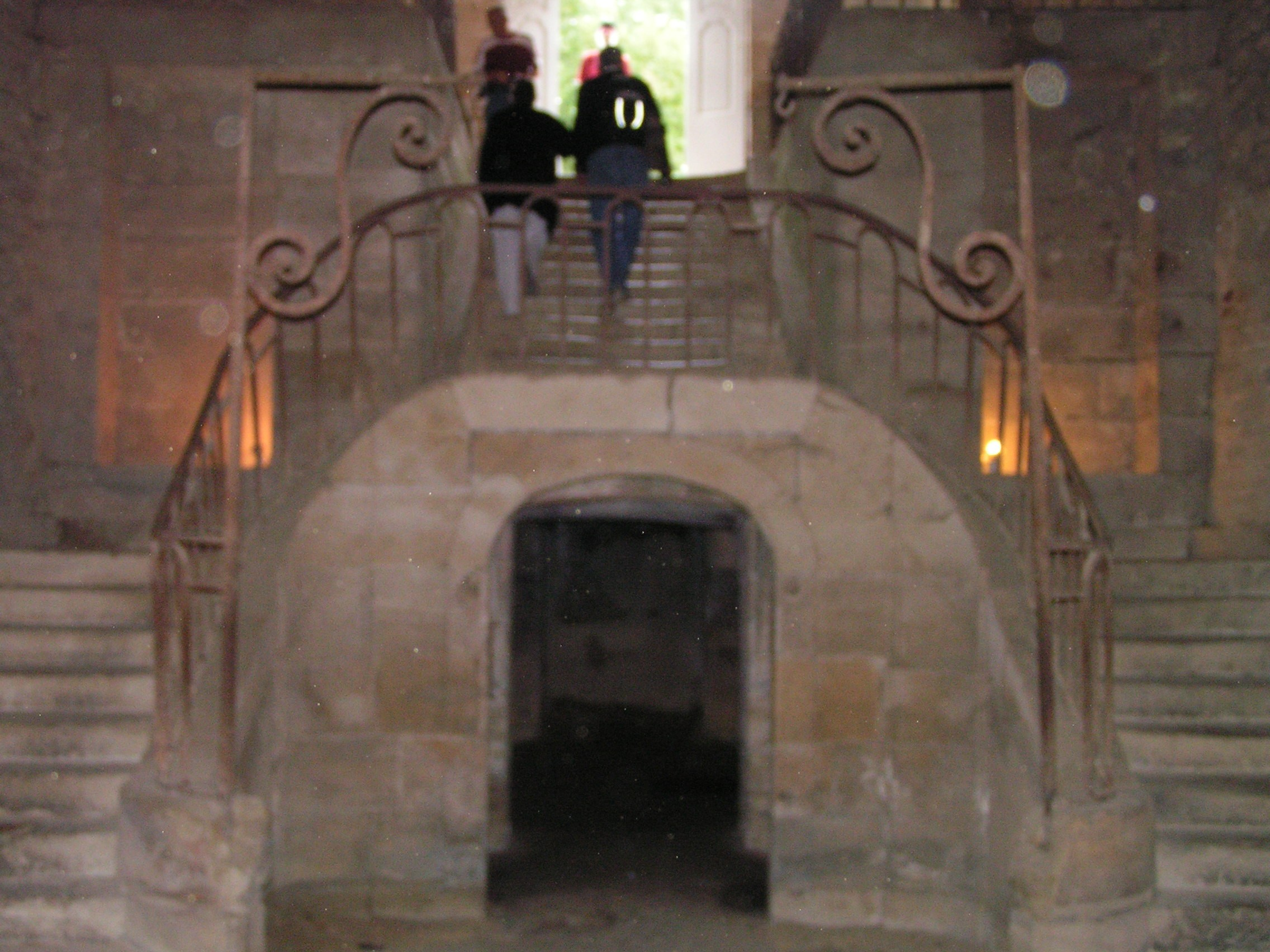
Forges de Buffon, la escalera de aparato frente a la coulée

La primera mitad del siglo XIX, hasta los años 1850-1860, estuvo marcada por un período de crecimiento en contraste con el período de declives que se prolongó hasta más allá de la guerra de 1914: declive demográfico, depresión agrícola, destrucción de los viñedos por la filoxera, colapso de la industria siderúrgica, debilidad de la industrialización. En la década de 1830, la producción agrícola todavía dependía de los métodos tradicionales; tierras de barbecho bienales en los países del Loira y en el Mâconnais, trienales al norte y al este. La policultura seguía siendo una necesidad de la vida rural. El valle del Saona era particularmente propicio para la jardinería comercial y el maíz era el cultivo dominante del Bresse. El Morvan vivía de la madera y producía centeno y trigo sarraceno. La producción se diversificó bajo el impulso de notables como Adolphe Bonnet, en Côte-d'Or, o de Victor Rey, en Autun. Los resultados serán desiguales dada la diversidad extrema de los terruños. Los esfuerzos innovadores produjeron algunas mejoras significativas: la sustitución del centeno por el trigo en el Autunois, el cultivo de plantas forrajeras, la extensión del foco original del ganado charolais en la región del Nivernais y del Auxois, criando ovejas de lana fina, merinas, que se habían aclimatado en el Châtillonnais y en la Montagne, aumentando las superficies cultivadas.
El viñedo, orgullo de Côte-d'Or, se encontraba principalmente en las «côtes» viticolas (costas de Dijon, de Nuits y de Beaune). También se encontraba en el Châtillonnais y el Auxois. En el Nièvre, la vid ocupaba los terruños a lo largo del Loira. También estaba presente en el Yonne y en Saona y Loira. 
La situación económica en la primera mitad del siglo XIX fue nefasta para ellos. La crisis económica golpeó a los viñadores: el precio de los vinos finos cayó. El «propietario costadoriano no pudo contar más que con el 40 % de los ingresos de 1802-1807». En 1850, los viñedos de Saona y Loira se vieron afectados por el oídio Tucker. A finales de siglo, la filoxera golpeó el viñedo. La crisis en la economía rural, marcada por la caída de los precios de la lana en la década de 1860, la crisis final de la siderurgia forestal, la caída de los precios del trigo y el rápido ritmo de despoblación, se extendió al conjunto de la agricultura y adquirió la apariencia de una «crisis estructural» en los últimos veinte años del siglo. Incapaz de apoyar a la población rural, el sistema agrícola empujó a los más pobres a abandonar temporalmente su «pays». En Morvan, la pobreza de recursos empujó a los morvandiaux de ambos sexos a una migración temporal. Los hombres se alquilaron como «galvachers» (arrieros) y proporcionaron el transporte por carros en las comarcas vecinas. Las mujeres, «canon de la alimentación del XIX» como niñeras. Las «nourrices morvandelles» (amas de leche) «sur lieu» pasaban varios meses en las familias burguesas de la capital. Las amas de leche «à emporter» regresaban con los niños que les habían sido confiados. Esta industria de «obreras de la la lactancia materna», fue responsable de una terrible mortalidad infantil y juvenil entre los niños de la región, que tomó un tamaño considerable alrededor de 1860.

### La industria

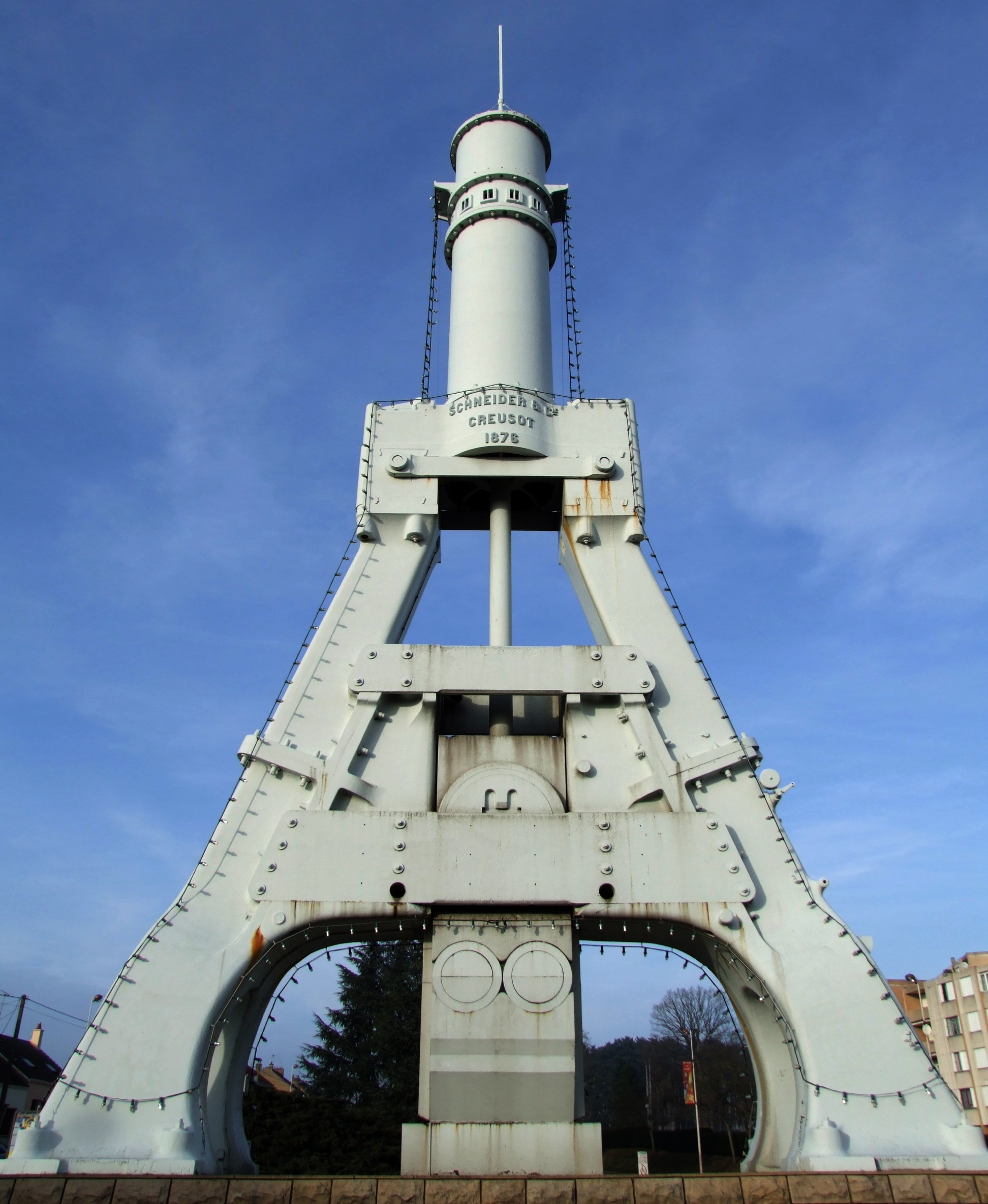
Le Creusot: el martillo-pilón de 100 toneladas, expuesto en carrefour del 8 de mayo

Con una industria textil mecanizada que, a pesar de la contribución de la cría de ovejas de calidad, no lograba imponerse, lo esencial de la industrialización en Borgoña descansaba sobre la fundición, el hierro y el carbón. A principios de siglo, los sitios del Nivernais (Cosne-sur-loire, Guérigny, Imphy), de Côte-d'Or del Châtillonais (entre otros, Marcenay, Buffon, Sainte-Colombe-sur-Seine, Ampilly-le-Sec, Veuxhaulles-sur-Aube, etc.) que contar´on en 1850 con hasta 56 altos hornos y 62 forjas se atenían a los métodos tradicionales que dependían de los altos hornos con carbón vegetal. El maestro de forjas, un notable rural, se presentaba más que como un emprendedor como un comerciante rural, un gran propietario de madera que era poco consciente de las novedades técnicas. Las primeras innovaciones, en la década de 1820, se debieronn al mariscal Marmont en su dominio de Sainte-Colombe-sur-Seine. Después de su bancarrota en 1833, la sociedad «Bazile, Louis, Maître et Cie » compró las forjas y las llevaron a su apogeo. Una reagrupación en 1845 dio a luz a uno de los grupos de acero franceses más poderosos, conocido como Châtillon-Commentry. Otro esfuerzo de concentración metalúrgica en Côte-d'Or fue dirigido por Paul Thoureau. Explotaba el poderoso conjunto de Velars-sur-Ouche. La crisis de 1857 y el tratado de comercio con Inglaterra en 1860, y especialmente el progreso de la industria siderúrgica, condenaron a la rápida desaparición a los altos hornos y a la mayoría de las forjas de Côte-d'Or. Paul Thoureau se declaró en quiebra en 1861. El último alto horno del departamento murió en Veuxhaulles-sur-Aube en 1878. Este drama de la industria siderúrgica destruyó muchos empleos del Châtillonnais y de la Montagne.
Durante el mismo período, la metalurgia del Nivernais se desarrolló lenta pero constantemente, particularmente en Fourchambault donde Georges Dufaud a cargo de la dirección técnica, utilizaba el proceso de refinado y laminado conocido como forja a la inglesa. En Saona y Loira, el complejo del Creusot, después de haber pasado por manos de varios propietarios entre 1818 y 1833, fue retomado en 1836 por los hermanos Adolphe y Eugène Schneider. La compañía comenzó a prosperar gracias al desarrollo del ferrocarril, a la industria de armamentos y a las construcciones metálicas, y se convirtió en la más poderosa de Francia. El auge industrial de Le Creusot fue acompañado de un crecimiento demográfico. Con los sitios mineros de Montceau-les-Mines-Montchanin se creó una verdadera metrópoli industrial del hexágono. El sitio atrajo a los campesinos del Morvan rural, del Charolais, junto con los del Bourbonnais, Forez o incluso del Franco Condado. En 1871, la planta empleaba a más de 10 000 obreros. A pesar de la implementación de una estrategia de «paternalismo», concebida como un instrumento de pacificación interna de la empresa, las demandas de los trabajadores se expresaban cada vez más enérgicamente. Las condiciones de trabajo y de vida eran muy dolorosas, una primera huelga comenzó en 1848, seguida por una segunda del 16 al 20 de mayo de 1850 y el 19 de enero de 1870 Le Creusot fue el escenario de una huelga seguida por nueve mil trabajadores que requirió del envío de tropas. La efervescencia que recorría la ciudad hizo que en marzo de 1871, la proclamación de la Comuna de París encontrase eco en el Creusot. El 26 de marzo de 1871 se escucharon gritos de «Viva la Comuna» en la ciudad. El alcalde Jean-Baptiste Dumay apoyó a los insurgentes, pero, por falta de respaldo entre la población, el movimiento se debilitó. El consejo municipal y la Guardia Nacional se negaron a asociarse. La Comuna de Creusot fue derrotada después de tres días y Dumay se vio obligado a exiliarse. Otra serie de huelgas sin precedentes sacudieron todo el país minero desde 1899 hasta 1901, extendiéndose a la cuenca minera de Montceau-les-Mines.
La cuenca hullera borgoñona, que constaba de los tres yacimientos principales de Blanzy y de Épinac, ubicados en Saona y Loira, y del de Decize, en Nièvre, se explotó intensamente entre el comienzo del siglo XVI y el final del siglo XX. Otros yacimientos más, secundarios e independientes, también se prospectaron y, a veces, se explotaron como el de Sincey y el de Aubigny, ambos ubicados en Côte-d'Or, o el de La Chapelle-sous-Dun en el sur de Saona y Loira. El petróleo también se produjo entre 1824 y 1957 a partir de los esquistos bituminosos de Autun.

## Borgoña de la Tercera a la Quinta República

### La Tercera República y la Gran Guerra

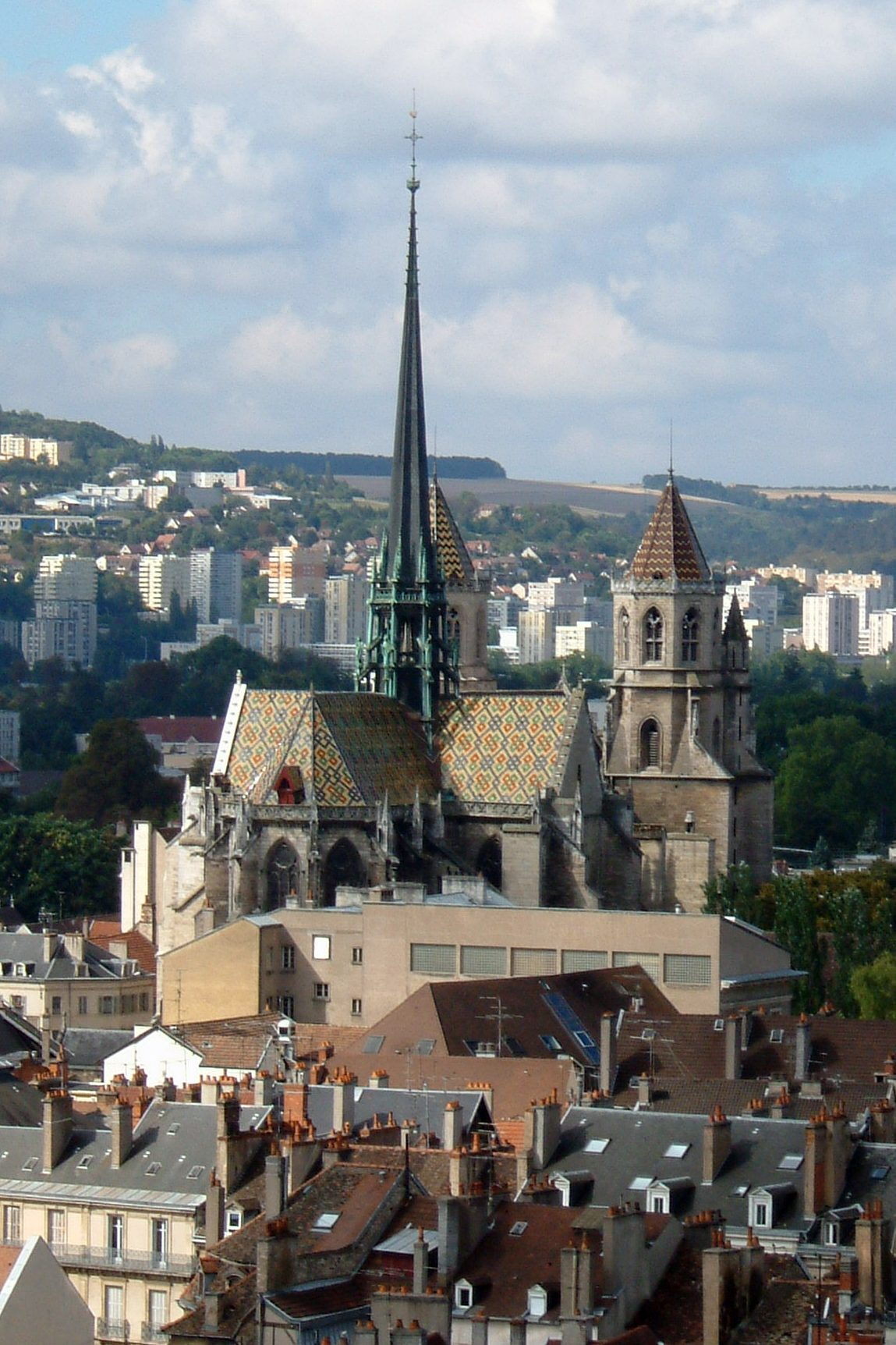
Dijon, la aguja y los azulejos esmaltados de la catedral San Benigno

#### La adhesión a la República
Las elecciones improvisadas del 8 de febrero de 1871 en la Asamblea Nacional reflejaron la opinión contrastada de Borgoña, cuyos habitantes dudaban, según los departamentos, entre la izquierda republicana y los conservadores. Si la lista republicana predominó en Côte-d'Or, el Nièvre envió a una gran mayoría de monárquicos y los resultados mostraban para los departamentos de Yonne y Saona y Loira una situación más moderada. Psada esa vacilación, Borgoña en su conjunto, con variantes locales y, a pesar de la resistencia del partido conservador, confirmó muy pronto su adhesión a la República. La implantación republicana era de hecho extremadamente sólida. El equipo republicano borgoñón, sin embargo, no era perfectamente homogéneo. La izquierda radical y la izquierda progresista u oportunista compartían la región. En el Yonne, Paul Bert y, en Côte d'Or, el futuro presidente de la República Sadi Carnot y Joseph Magnin, republicanos oportunistas, representaban la tendencia principal, mientras que en Saona y Loira y en Nièvre Ferdinand Sarrien y Julien Simyan se clasificaban bajo la bandera del radicalismo. El equipo republicano era atacado a su derecha por la ofensiva de boulangisme, así como por el endurecimiento de las posiciones de la derecha monárquica y tradicionalista que provocó la renuncia de monseñor Le Nordez, obispo de Dijon y prelado abiertamente republicano (un caso que precipitó la separación de la Iglesia y el Estado.) También estaba amenazado a su izquierda por el movimiento sindical que se desarrollaba bajo las poderosas huelgas del Creusot y de Montceau-les-Mines (de 1899 y 1901) y permitió el establecimiento del socialismo. El mapa político de Borgoña a lo largo de la primera parte de la Tercera República aparecía claramente orientado a la izquierda.

#### Patriotismo y posguerra
Si, al acercarse la Primera Guerra Mundial, el patriotismo mantuvo todo su vigor y puso fin al conflicto de partidos, los sufrimientos de la guerra moderaron rápidamente ese ímpetu, incluso aunque esta vez la invasión salvase a Borgoña. Como en todas partes en Francia, Borgoña lloró a sus muertos. Escarnio de una aritmética mortuoria, Saona y Loira contó con 21 900 caídos y el porcentaje de pérdidas humanas alcanzadas para toda Borgoña fue de un 3.9 % contra un 3.35 % para toda Francia. La primavera de 1917 marcó el final de la «union sacrée», denunciada por el diputado SFIO de Dijon, Henri Barabant y el de Saona y Loira Georges Bras; ambos estaban a la cabeza de un movimiento pacifista cuya actitud, asimilada al derrotismo, permaneció aislada. Los aliados estadounidenses, que llegaron en 1917, establecieron en Is-sur-Tille una base avanzada de la fuerza expedicionaria del general Pershing. Acogido con entusiasmo, el armisticio dio paso a años de intensas tensiones sociales —que se manifestaban en poderosas oleadas de huelgas— y políticas. Hacia finales de la década de 1920, Côte-d'Or cambió su orientación política y se deslizó hacia la derecha: «Las elecciones de 1928 dieron la mayoría de los votos a esta tendencia por primera vez desde el segundo Imperio», pero en general los departamentos que componían Borgoña permanecieron en su mayoría a la izquierda.

### De la Segunda Guerra Mundial a la Quinta República

#### Ocupación y Liberación
El Frente Popular recibió una fuerte adhesión en Borgoña y condujo a un fuerte auge sindical. Sin embargo, el comienzo de la guerra con Alemania cambió la perspectiva. De hecho, en las carreteras, las columnas interminables precedían la llegada a Dijon de los alemanes que terminaron ocupando la ciudad el 17 de junio de 1940. El armisticio del 22 de junio de 1940 creó con la línea de demarcación una verdadera frontera en Borgoña, cortando Saona y Loira en dos hasta noviembre de 1942.
Ocupada, Borgoña planteaba debates en el seno de los responsables del Reich: hasta finales del año 1942, la anexión no era un objetivo. Pero, fascinados por el nazismo, influenciados por los resultados de la investigación de prehistoriadores alemanes y por el recuerdo de la grandeza de la Borgoña ducal, ciertos regionalistas, agrupados en torno a Jean-Jacques Thomasset, desarrollaron, ya en la década de 1930, la tesis de que Borgoña, antigua tierra de colonización indogermánica, debía encontrar el regazo del Reich. Difundida en el Reich, esa tesis recibió una benevolente bienvenida de los intelectuales alemanes, antes y durante la guerra. Al mismo tiempo, Himmler y las SS alentaban las investigaciones y las publicaciones que atestiguaran el carácter germánico de Borgoña: al filo del conflicto, hasta 1944, varios trabajos, publicados con la ayuda de las SS, buscaron resaltar el carácter germánico del poblamiento borgoñón.
Las operaciones de la Resistencia comenzaron modestamente: ya en marzo de 1942, cinco combatientes de la resistencia de Dijon fueron ejecutados. Los refractarios al Servicio del Trabajo Obligatorio alimentaron la oposición clandestina en las zonas rurales de baja densidad del Châtillonnais, del Morvan, de la Arrière-Côte, de la Bresse, del Charolais y del pays louhannais, cuyo relieve facilitaba el establecimiento del maquis. Desde finales de 1943 hasta principios de 1944, la reacción brutal de los alemanes a la proliferación de actos de resistencia condujo a la muerte o deportación de docenas de guerrilleros, pero no debilitó su determinación.
Brindaron una asistencia inestimable a los Aliados que se aferraban seriamente al Primer Ejército Alemán del general Johannes Blaskowitz cerca de Autun. Los Aliados entraron en Chalon-sur-Saone el 5 de septiembre, en Beaune y Autun el ocho. Dijon acogió a sus libertadores de la Primera división blindada del general de Lattre de Tassigny el 11 de septiembre de 1944. El 12 de septiembre, la unión de la 1.ª División de Infantería de la Francia Libre con los elementos de la 2.ª División Blindada (Francia) de Leclerc tuvo lugar en Nod-sur-Seine. Se libera todo el departamento de Côte-d'Or, pero el número de víctimas humanas fue elevado.

#### Desde la Cuarta República hasta hoy

La Borgoña administrativa con sus cuatro departamentos

Los conflictos políticos, latentes en la acción contra el invasor, volvieron rápidamente a la palestra. La victoria popular mantuvo un empujón a la izquierda. La llegada de la Cuarta República marcó un declive progresivo de la izquierda, a lo que contribuyó la división entre el Partido Comunista Francés y la SFIO, así como la mejora general del nivel de vida. El debilitamiento de la izquierda se reveló abruptamente durante el cambio de régimen de 1958 cuando perdió todos sus escaños. Fue entonces el triunfo del gaullismo, ilustrado en Côte-d'Or por la acción de Robert Poujade. Pero las elecciones que siguieron mostraron un aumento de los partidos de izquierda, cuyo acercamiento comenzó en 1965 con el apoyo que el secretario general del PCF, Waldeck Rochet, nativo y antiguo electo de Saona y Loira, aportó a la primera candidatura presidencial de François Mitterrand. A medida que se acercaba la década de 1980, la proporción de fuerzas políticas en Borgoña era cercana a la del promedio francés. Yonne y Côte-d'Or estaban del lado de la mayoría giscardiana mientras que Nièvre y Saona y Loira eran más favorables a la union de la gauche. Al frente de esta última, François Mitterrand, elegido local del Nièvre, donde encontró en 1962 el puesto de diputado que había ganado en 1946, accedió a la presidencia de la República el 10 de mayo de 1981. Durante su segundo mandato, llevó consigo a otro miembro electo del departamento, el alcalde de Nevers, Pierre Bérégovoy, quien se convirtió en primer ministro de 1992 a 1993.
Fragmentada desde la Revolución, la región de Borgoña encontró con las reformas iniciadas desde 1960 una unidad regional con la reunión alrededor de su capital Dijon, los cuatro departamentos de Yonne, Nièvre, Côte-d'Or y el Saona y Loire. Se convirtió en una colectividad territorial de pleno ejercicio con la elección del consejo regional por sufragio universal directo desde el 16 de marzo de 1986. Desde entonces, Marcel Lucotte, Janot Raymond, Jean-Pierre Soisson, Jean-François Bazin, Jean-Pierre Soisson una segunda vez y desde 2004 el socialista Francois Patriat (reelegido en 2010) presidieron sucesivamente los destinos de la asamblea regional. Las nuevas directivas dadas a las regiones permitieron a Borgoña implementar grandes proyectos de desarrollo de uso del suelo, en particular la línea LGV Rhin-Rhône, la carretera Centre Europe Atlantique y el aeropuerto de Dijon Bourgogne. En 2010, la cultura y el patrimonio borgoñón se exportaban a los Estados Unidos, para una exposición itinerante a través de los mejores museos del país. Los «Pleurants» que adornan la tumba del duque Juan sin Miedo se presentaron al público estadounidense, así como los elementos esenciales de la cultura y la gastronomía de Borgoña, como parte de la operación «Dijon must’art».
En el marco de la Ley III de la Descentralización de Francia, la fusión administrativa de la región con el vecino Franco Condado para formar una gran región Borgoña-Franco Condado, se legisló el 17 de diciembre de 2014 y fue efectiva a partir del 1 de enero de 2016.

## Emblemas tradicionales de Borgoña
|  | Las armas de Borgoña se blasonan de la siguiente manera: |
|  | «Cuartelado: en el primero y cuarto, azur sembrado de flores de lis de oro hasta el borde compuesto de geules de plata; en el segundo y tercero, bandeado de seis piezas de azur y de oro hasta el borde de geules.» (Écartelé : au premier et au quatrième, d'azur semé de fleurs de lys d'or à la bordure componée de gueules et d'argent ; au deuxième et troisième, bandé de six pièces d'azur et d'or à la bordure de gueules.) El escudo de armas combina el escudo de armas de los duques de Valois (1 y 4) con los de los duques de Capeto (2 y 3). |
|  | La cruz de Borgoña ha sido el emblema de Borgoña (después de los Países Bajos españoles y del Imperio español de las Américas) a partir de Juean I de Borgoña, llamado Juan sin Miedo (28 de mayo de 1371 à Dijon - † 10 de septiembre de 1419), duque de Borgoña, conde de Flandes, de Artois, conde palatino de Borgoña (es decir del Franco Condado). La cruz de Borgoña es frecuente en la heráldica española y todavía forma parte del escudo de armas del rey de España.                                                                              |